# Liste der Biografien/Jun
Liste der Biografien |
Portal Biografien |
Personensuche
# |
A |
B |
C |
D |
E |
F |
G |
H |
I |
J |
K |
L |
M |
N |
O |
P |
Q |
R |
S |
T |
U |
V |
W |
X |
Y |
Z |
?
 
Ja |
Jb |
Jd |
Je |
Jh |
Ji |
Jj |
Jl |
Jn |
Jm |
Jo |
Jp |
Jr |
Js |
Jt |
Ju |
Jv |
Jw |
Jy
 
Jua |
Jub |
Juc |
Jud |
Jue |
Juf |
Jug |
Juh |
Jui |
Juj |
Juk |
Jul |
Jum |
Jun |
Juo |
Jup |
Jur |
Jus |
Jut |
Juu |
Juv |
Juw |
Jux |
Juy |
Juz
Die Liste der Biografien führt alle Personen auf, die in der deutschsprachigen Wikipedia einen Artikel haben. Dieses ist eine Teilliste mit 1088 Einträgen von Personen, deren Namen mit den Buchstaben „Jun“ beginnt.

## Jun
- Jun Hye-kyung (* 1977), südkoreanische Tischtennisspielerin
- Jun, Akimitsu (* 1939), japanischer Festkörperphysiker
- Jun, Chan-jo (* 1974), deutscher RechtsanwaltChan-jo Jun (* 1974)

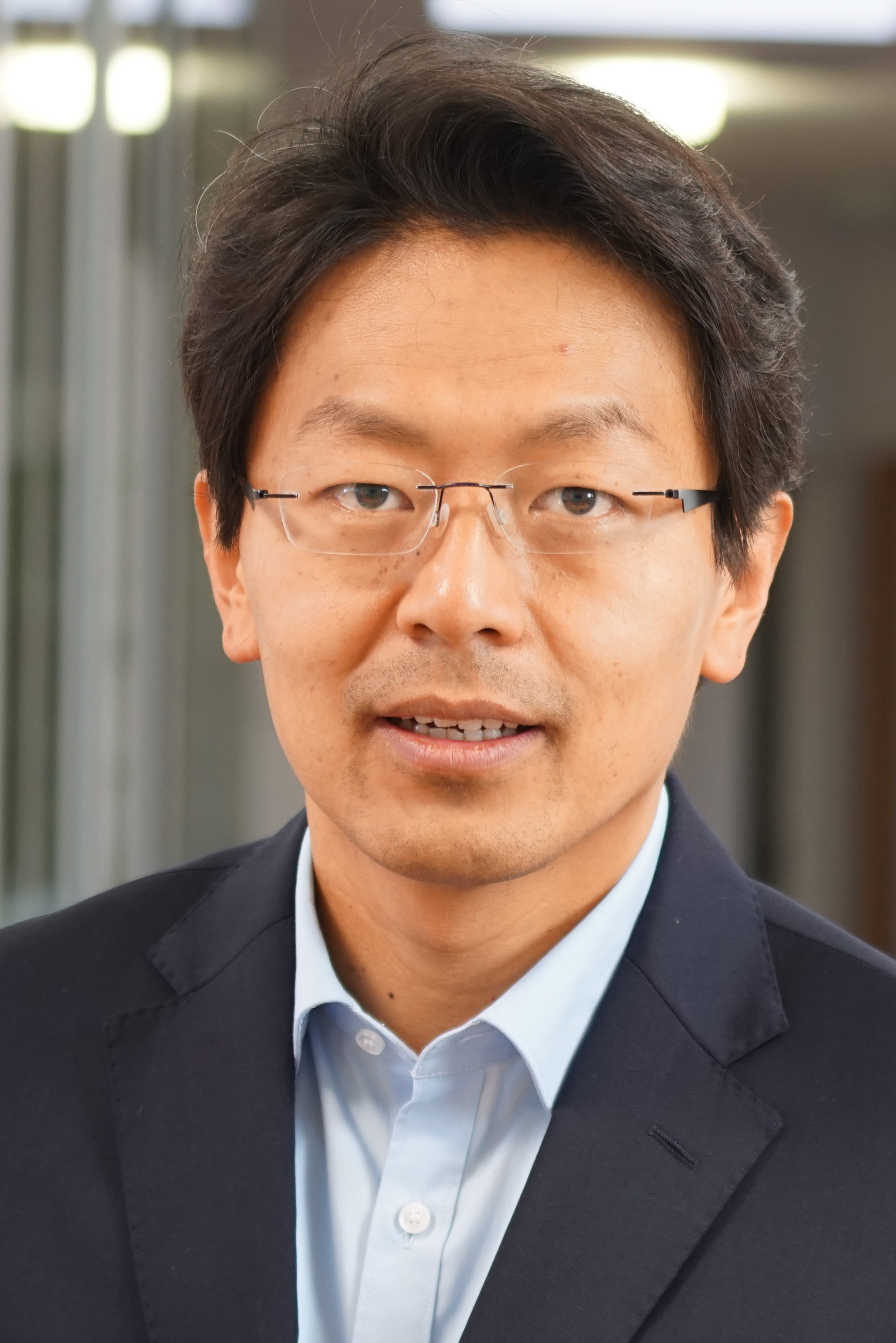
Chan-jo Jun (* 1974)

- Jun, Jae-youn (* 1983), südkoreanische Badmintonspielerin
- Jun, Je-uk (* 1987), südkoreanischer Biathlet
- Jun, Jeung-hae (* 1964), südkoreanischer Skilangläufer
- Jun, Ji-hyun (* 1981), südkoreanische Schauspielerin und Fotomodell
- Jun, Jung-lin (* 1989), südkoreanischer Bobfahrer
- Jun, Takami (1907–1965), japanischer Schriftsteller
- Jun, Tani (1903–1977), sowjetische Film- und Theaterschauspielerin, Übersetzerin und Schriftstellerin
- Jun, Tomáš (* 1983), tschechischer Fußballspieler
- Jun, Uwe (* 1963), deutscher Politologe
- Jun, Woong-sun (* 1986), südkoreanischer Tennisspieler
- Jun, Woong-tae (* 1995), südkoreanischer Pentathlet
- Jun, Woul-sik (* 1980), südkoreanische Badmintonspielerin
- Jun-Broda, Ina (1900–1983), jugoslawische Lyrikerin und Übersetzerin

### Juna
- Junack, Carl (1870–1943), deutscher Forstberater, Publizist, Erfinder
- Junack, Gerhard (1909–1977), deutscher Seeoffizier, zuletzt Kapitän zur See der Bundesmarine
- Junack, Hermann (1912–1992), deutscher Forstmann
- Junaid, Rameez (* 1981), australischer Tennisspieler
- Junaidi, Fikri (* 2000), singapurischer Fußballspieler
- Junak, Anton (* 1985), ukrainischer Biathlet
- Junak, Marija (1902–1977), ukrainische Künstlerin
- Junas, Martin (* 1996), slowakischer Fußballspieler
- Junayd, Yahya Mahmud bin (* 1946), saudi-arabischer Akademiker

### Junc
- Juncà i Querol, Francesc (1742–1833), katalanischer katholischer Priester, Kapellmeister und Komponist
- Juncà, David (* 1993), spanischer Fußballspieler
- Juncadella, Daniel (* 1991), spanischer AutomobilrennfahrerDaniel Juncadella (* 1991)

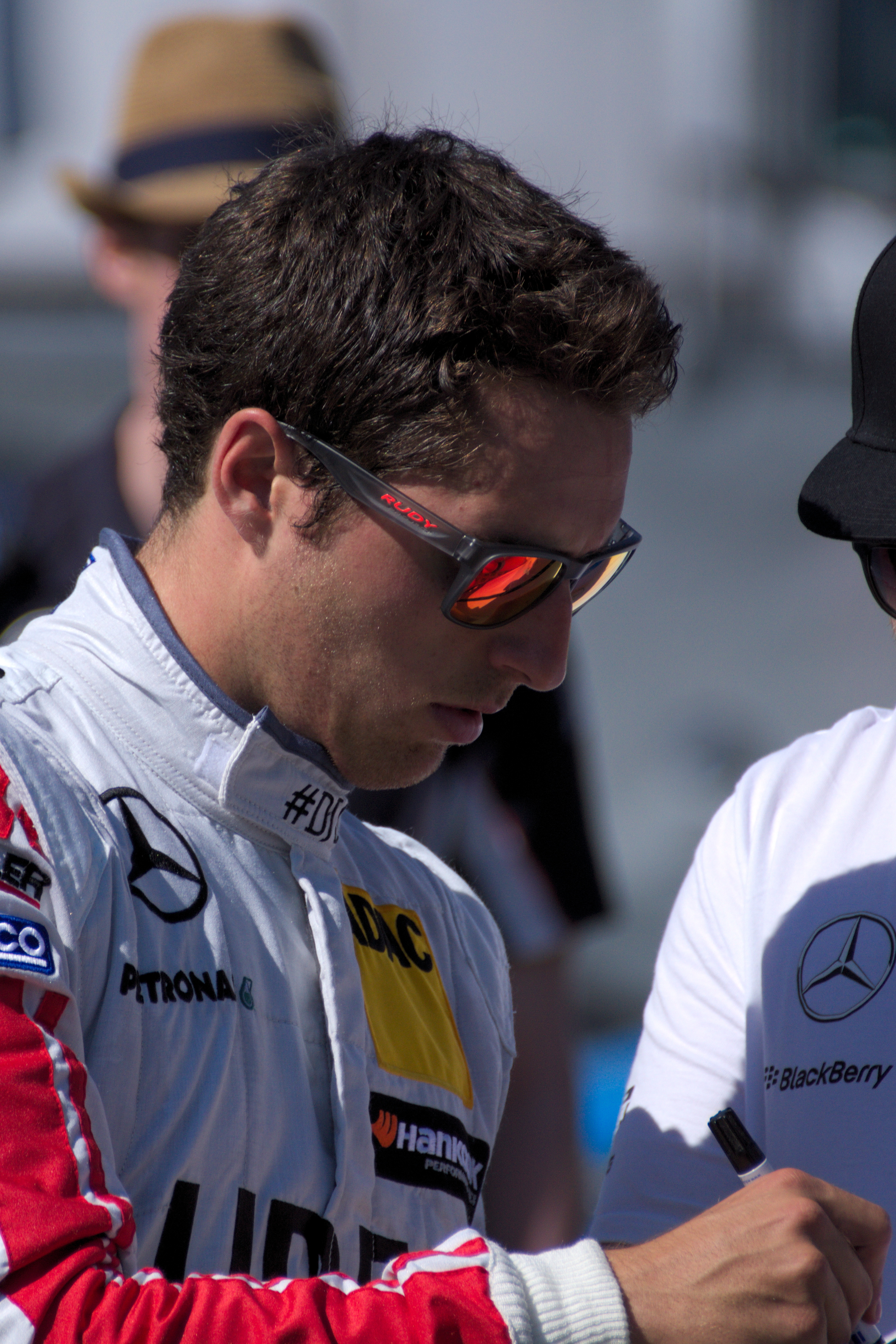
Daniel Juncadella (* 1991)

- Juncadella, José (* 1947), spanischer Autorennfahrer und Unternehmer
- Juncaj, Steven (* 1998), US-amerikanischer Fußballspieler
- Junceda, Joan (1881–1948), katalanischer Illustrator, Cartoonist und Comiczeichner
- Junck, Hans (1893–1966), deutscher Soldat und Kommandeur in beiden Weltkriegen
- Junck, Herbert (1949–2005), deutscher Schlagzeuger
- Junck, Johannes (1861–1940), deutscher Jurist und Politiker (NLP, DDP), MdR
- Junck, Roland (* 1955), luxemburgischer Ingenieur und Manager
- Junck, Werner (1895–1976), deutscher Generalleutnant im Zweiten Weltkrieg
- Juncken, Gunnar (* 1976), deutscher FilmproduzentGunnar Juncken (* 1976)

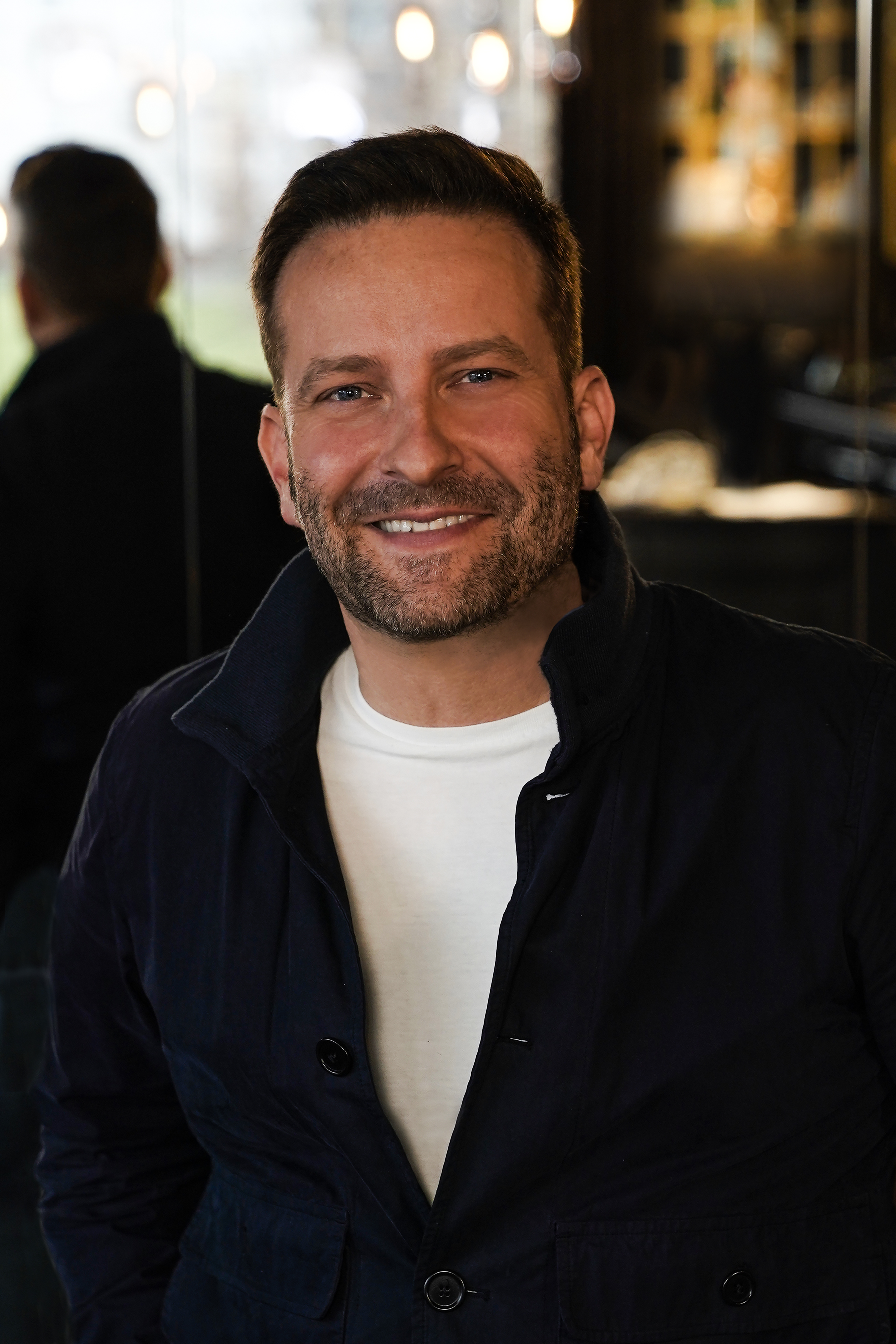
Gunnar Juncken (* 1976)

- Juncker, Albert Ludwig (1904–1987), deutscher Politiker (FDP), MdB
- Juncker, Alfred (1865–1945), deutscher evangelischer Theologe und Rektor der Universität Königsberg
- Juncker, Axel (1870–1952), deutscher Verleger
- Juncker, Christian (1668–1714), sächsischer Historiograph, Pädagoge, Numismatiker, Bibliothekar und Schriftsteller
- Juncker, Friedrich Christian (1730–1770), deutscher Mediziner
- Juncker, Gottlob Friedrich Wilhelm (1705–1746), deutsch-russischer Lyriker und Historiker
- Juncker, Grusche (* 1969), deutsche Verlegerin
- Juncker, Henry Damian (1809–1868), deutsch-US-amerikanischer Theologe und Bischof von Alton, Illinois
- Juncker, Hermann Theophil (* 1929), deutscher bildender Künstler und Maler
- Juncker, Jean-Claude (* 1954), luxemburgischer Politiker, Mitglied der Chambre, PremierministerJean-Claude Juncker (* 1954)

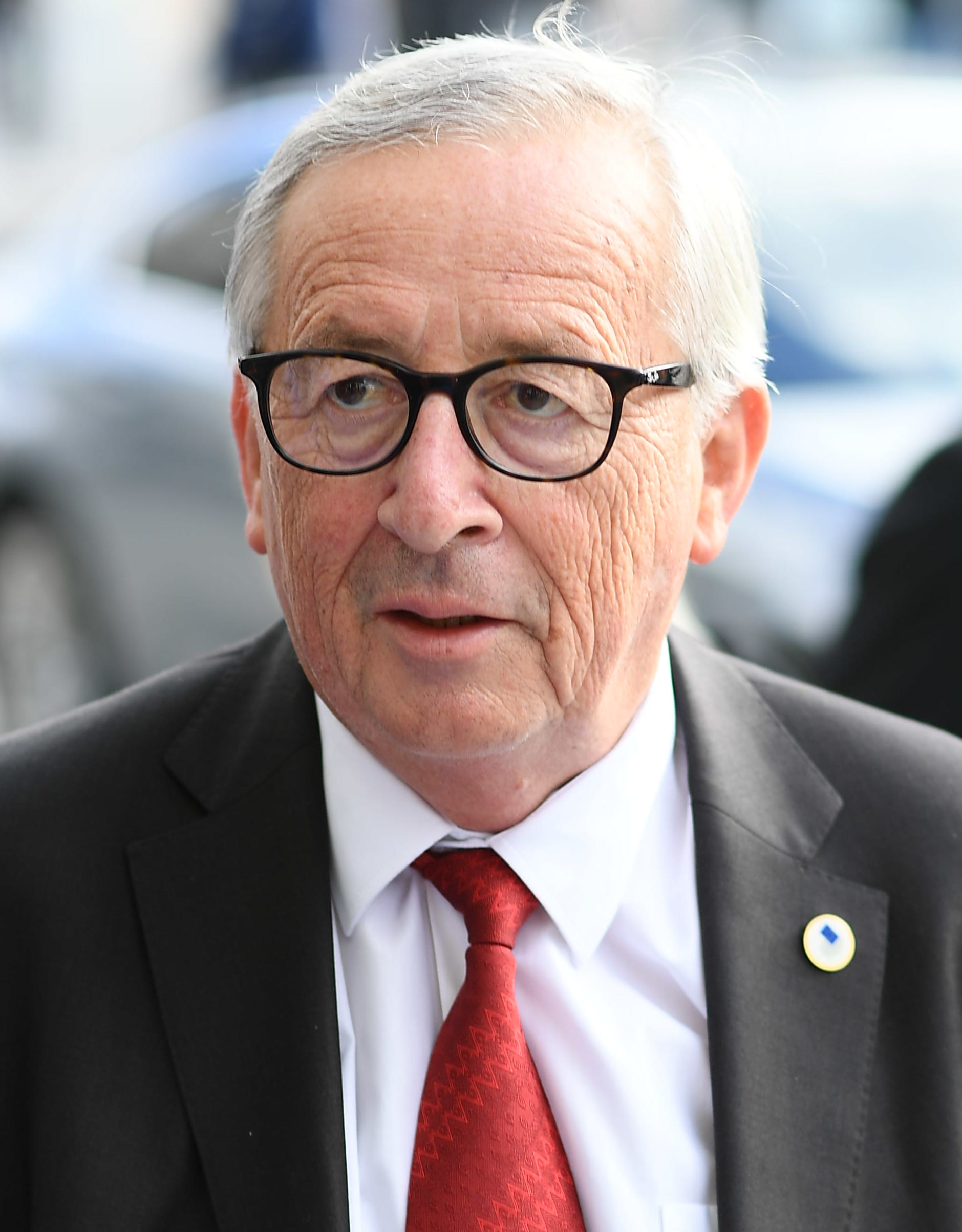
Jean-Claude Juncker (* 1954)

- Juncker, Johann (1679–1759), deutscher Mediziner
- Juncker, Johann Christian Wilhelm (1761–1800), deutscher Mediziner und Hochschullehrer
- Juncker, Johann Georg (1662–1739), deutscher Rechtswissenschaftler und Kirchenlieddichter
- Juncker, Johann Michael (1640–1676), südwestdeutscher Kunstmaler aus der Zeit des Frühbarock
- Juncker, Johann Philipp († 1706), deutscher lutherischer Geistlicher
- Juncker, Josef (1889–1938), rumänisch-deutscher Kirchenhistoriker
- Juncker, Justus (1703–1767), deutscher Genre- und Blumenmaler
- Juncker, Klaus (* 1943), deutscher Wirtschaftswissenschaftler
- Juncker, Thomas (* 1955), deutscher Journalist und Medienmanager
- Juncker, Wilhelm Karl (1820–1901), deutsch-baltischer Genremaler, Bildnismaler und Historienmaler
- Juncker-Schatz, Johanna (1848–1922), deutsche Theaterschauspielerin und Operettensängerin (Sopran)
- Junco, Carlos del (* 1958), kanadischer Bluesmusiker
- Juncu, Margareta (* 1950), rumänische Schachspielerin
- Juncum, Vimon (* 1979), thailändischer Fußballspieler

### Jund
- Jundt, Franziska (* 1970), deutsche Medizinerin und Hochschulprofessorin
- Jundt, Gustave (1830–1884), französischer Landschafts- und Genremaler, Karikaturist, Graveur und Illustrator

### June
- June, Ava (1931–2013), britische Opernsängerin (Sopran)
- June, Carl H. (* 1953), US-amerikanischer Immunologe
- June, Jacky (1924–2012), belgischer Jazzmusiker und Bandleader
- June, Lady (1931–1999), englische Malerin, Dichterin und Musikerin
- June, Ray (1895–1958), US-amerikanischer Kameramann
- June, Valerie (* 1982), afroamerikanische Sängerin, Songwriterin und MultiinstrumentalistinValerie June (* 1982)

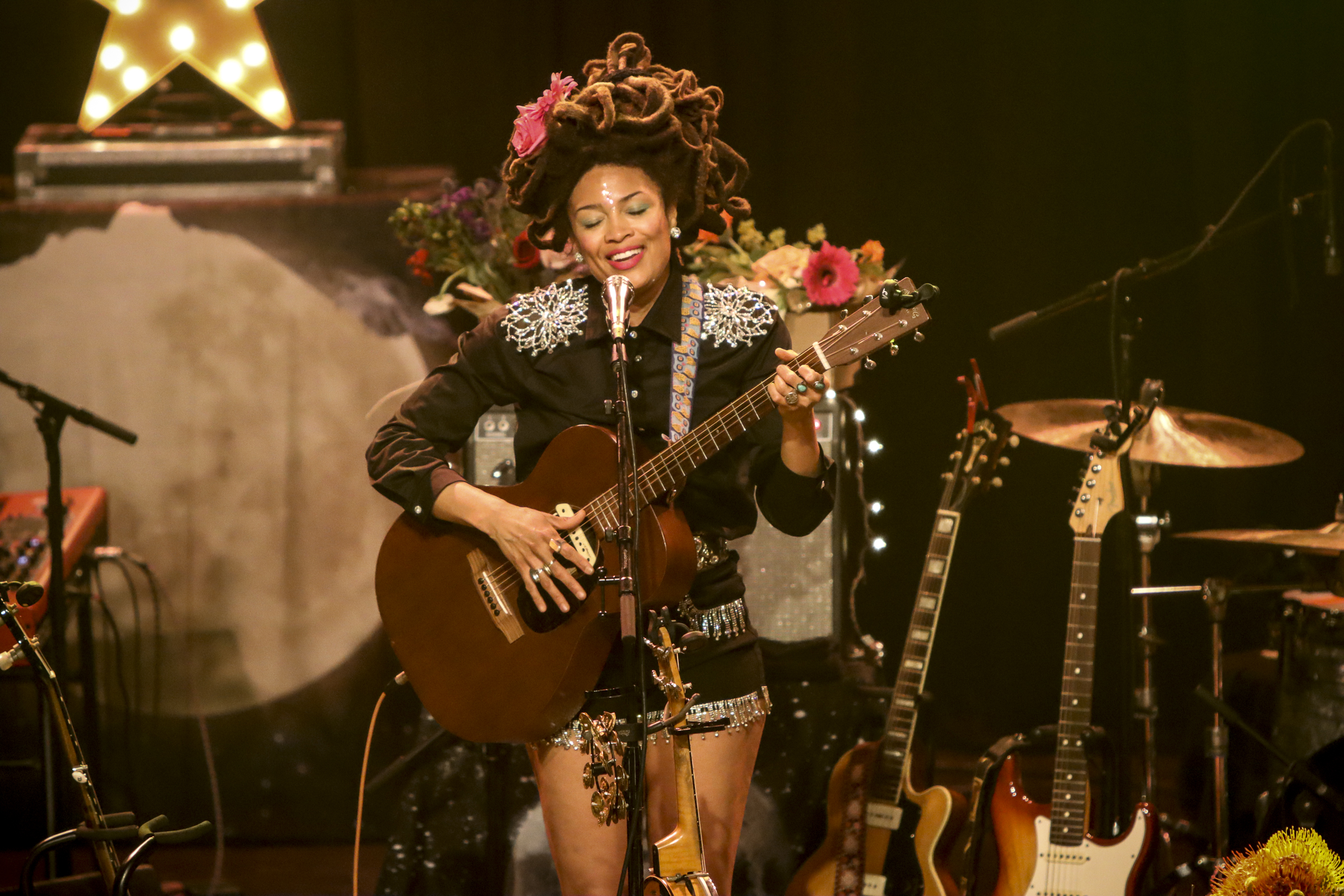
Valerie June (* 1982)

- Juneau, Denis (1925–2014), kanadischer Maler
- Juneau, Joé (* 1968), kanadischer Eishockeyspieler
- Juneau, Marcel (1943–2018), kanadischer Romanist und Lexikograf
- Juneau, Pierre (1922–2012), kanadischer Rundfunkintendant und Politiker
- Junec, Miroslav (* 1959), tschechoslowakischer Radrennfahrer
- Junecke, Hans (1901–1994), deutscher Kunsthistoriker und Hochschullehrer
- Juneja, Monica (* 1955), Kunsthistorikerin und Hochschullehrerin in Heidelberg
- Junejew, Alexei Michailowitsch (* 1957), russischer Schachspieler
- Junejo, Abdul Jabbar (1935–2011), pakistanischer Schriftsteller, Historiker und Musikologe
- Junejo, Muhammad Khan (1932–1993), pakistanischer Politiker, Premierminister (1985–1988)
- Junek, Čeněk (1894–1928), Autorennfahrer und Bankier
- Junek, František (1907–1970), tschechoslowakischer Fußballspieler
- Junek, Kurt (1934–1991), österreichischer Kameramann und Fernsehregisseur
- Junell, Jan (* 1956), schwedischer Eisschnellläufer
- Jünemann, Alfons (1901–1965), deutscher Geistlicher, katholischer Pfarrer und Hitlergegner
- Jünemann, Anne (* 1979), deutsche Filmeditorin
- Jünemann, Annette (* 1959), deutsche Politikwissenschaftlerin
- Jünemann, Benno (1924–2011), deutscher Komponist
- Jünemann, Bernhard (* 1950), deutscher Journalist
- Jünemann, Didi (* 1952), deutscher Kabarettist, Autor und SchauspielerDidi Jünemann (* 1952)

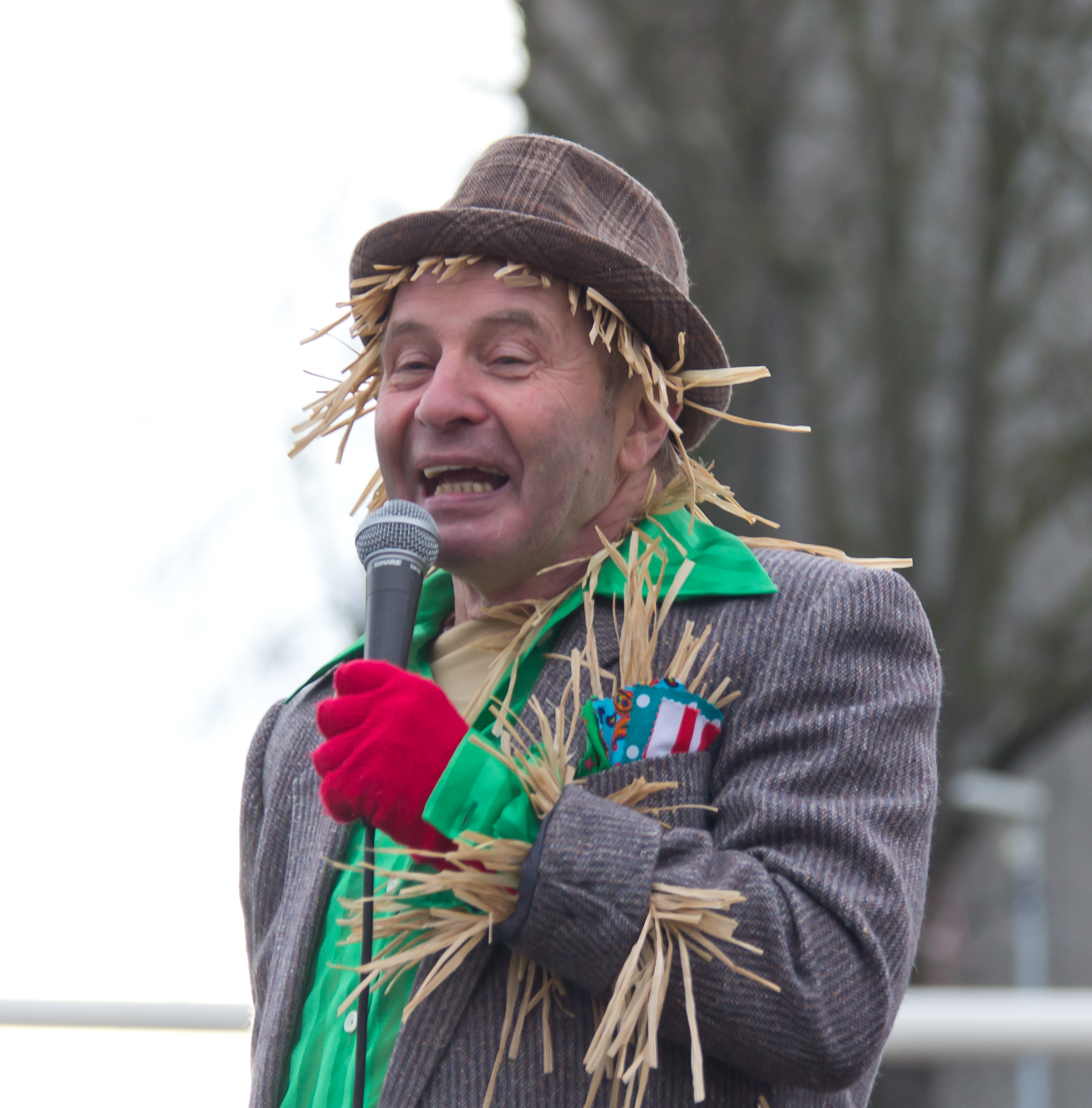
Didi Jünemann (* 1952)

- Jünemann, Elisabeth (* 1955), deutsche Sozialethikerin
- Jünemann, Hans (1926–2012), deutscher Fußballtorwart
- Jünemann, Igna Maria (1892–1976), deutsche Journalistin und Schriftstellerin
- Jünemann, Janis (* 2005), deutsch-lettischer BasketballspielerJanis Jünemann (* 2005)

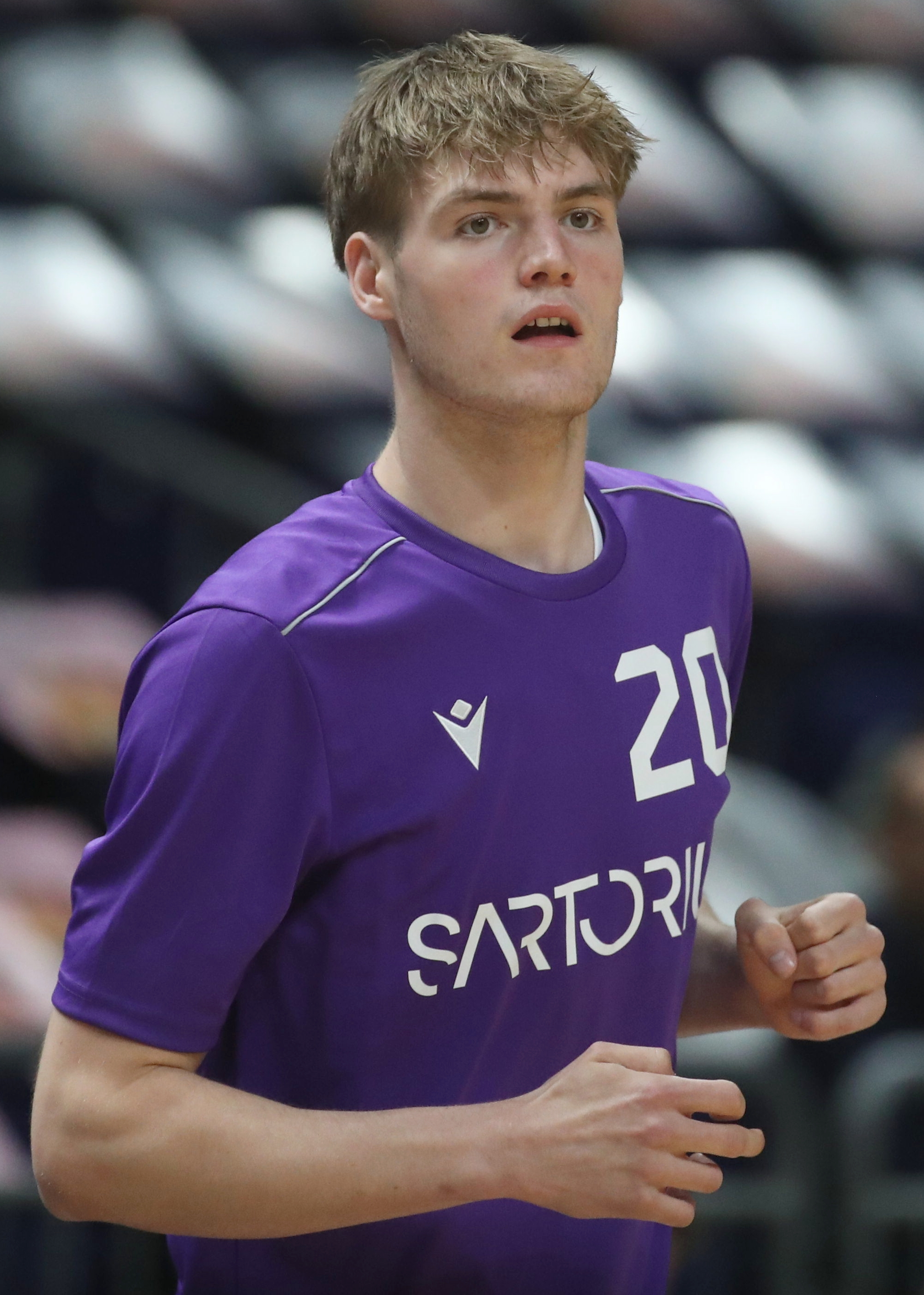
Janis Jünemann (* 2005)

- Jünemann, Josef (* 1963), deutscher Heeresoffizier und Brigadegeneral
- Jünemann, Karl (1881–1945), deutscher Kommunalpolitiker, Gemeindevorsteher im Amt Wandlitz
- Jünemann, Karl (1913–2008), deutscher Politiker (CDU der DDR)
- Jünemann, Klaus (1932–2024), deutscher Eisenbahningenieur und Verkehrshistoriker
- Jünemann, Klaus-Peter (1956–2023), deutscher Arzt und Urologe
- Jünemann, Maria Regina (1888–1978), deutsche Schauspielerin, Schriftstellerin, Journalistin
- Jünemann, Paul (1891–1969), deutscher Maler, Illustrator und Autor
- Jünemann, Reinhardt (1936–2024), deutscher Ingenieur, Professor für Förder- und Lagerwesen
- Jünemann, Ulli (* 1967), deutscher Jazz-Saxophonist, Komponist und Produzent
- Jünemann, Wilhelm (1855–1938), deutsch-chilenischer römisch-katholischer Priester, Schriftsteller, Hellenist, Philologe, Literaturkritiker und Übersetzer
- Junevičius, Dainius (* 1958), litauischer Diplomat
- Junevičius, Vytenis (* 1958), litauischer Politiker, Vizeminister
- Junevik, Sara (* 2000), schwedische Schwimmerin
- Junewa, Alina Schamilewna (* 2008), russische Tennisspielerin

### Jung

#### Jung B
- Jung Bu-kyung (* 1978), südkoreanischer Judoka

#### Jung H
- Jung Hyo-jung (* 1984), südkoreanische Degenfechterin

#### Jung J
- Jung Jin-woon (* 1991), koreanischer Schauspieler

#### Jung K
- Jung Kook (* 1997), südkoreanischer Sänger, Songwriter und TänzerJung Kook (* 1997)

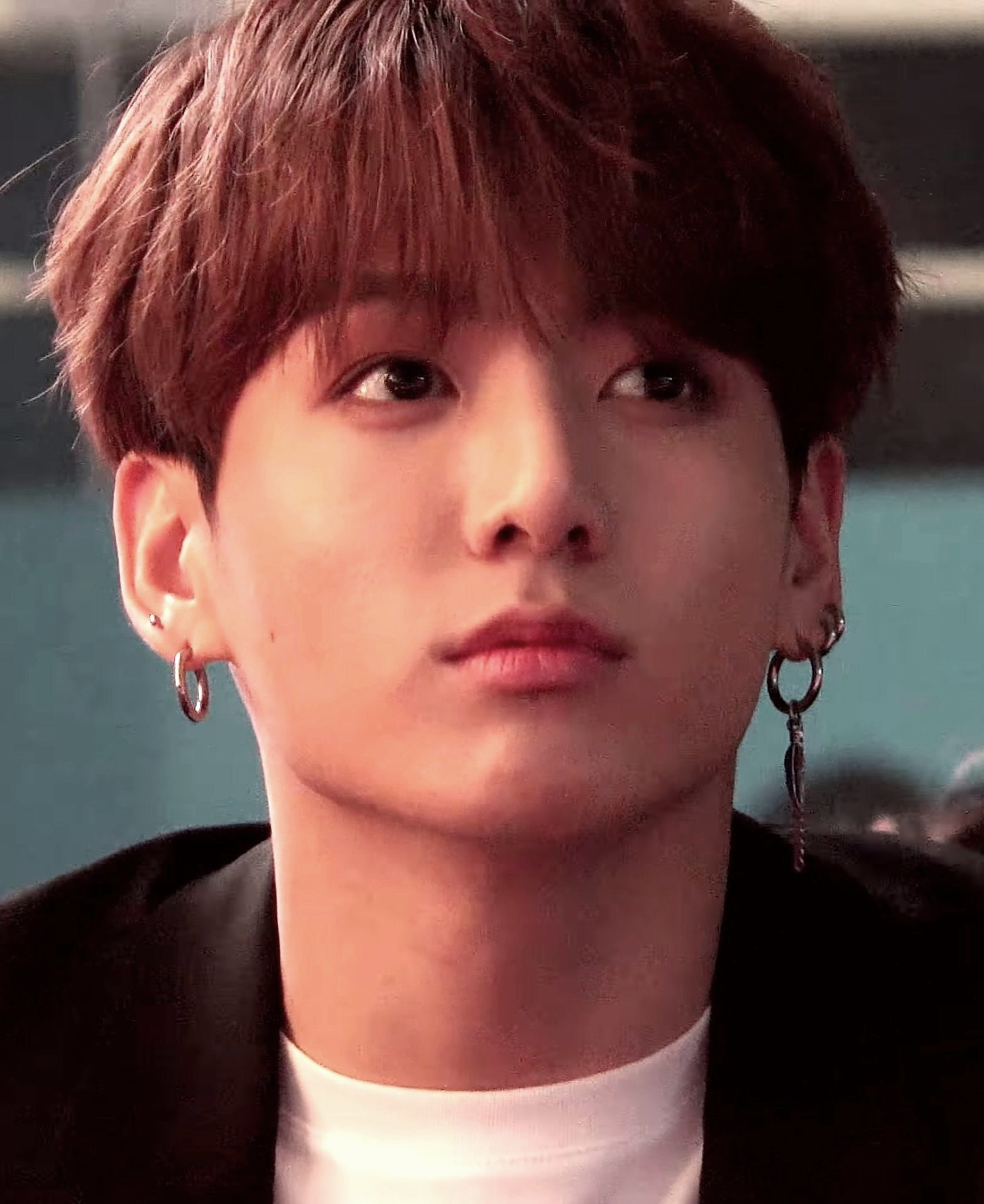
Jung Kook (* 1997)

#### Jung M
- Jung Me (* 1966), deutsch-koreanische Künstlerin, Kuratorin und Autorin

#### Jung S
- Jung Sun-yong (* 1971), südkoreanische Judoka
- Jung Sung-sook (* 1972), südkoreanische Judoka

#### Jung Y
- Jung Ye-rin (* 1996), südkoreanische Judoka

#### Jung, A – Jung, Y

##### Jung, A
- Jung, Adolphe (1902–1992), elsässischer Mediziner und Hochschullehrer
- Jung, Aeneas (* 2002), deutsch-zyprischer Basketballspieler
- Jung, Albert (1811–1868), deutscher Politiker, Grundbesitzer in Barmen und 1848 Landrat des Kreises Elberfeld
- Jung, Albert (1874–1934), deutscher Jurist und Politiker
- Jung, Albert (1899–1970), deutscher Dirigent, Kapellmeister und Komponist
- Jung, Alexander (1799–1884), deutscher Literaturhistoriker und Schriftsteller
- Jung, Alexander (* 1978), deutscher Eishockeytorwart
- Jung, Alfred (1895–1980), deutscher Unternehmer und Heimatforscher
- Jung, Alfred (1908–1944), deutscher Kommunist und Widerstandskämpfer während der Zeit des Nationalsozialismus
- Jung, Alfred Heinrich (* 1954), deutscher mittelständischer Unternehmer
- Jung, Ali Yavar (1905–1976), indischer Politiker und Diplomat
- Jung, Alissa (* 1981), deutsche Schauspielerin, Hörspiel- sowie Synchronsprecherin und ÄrztinAlissa Jung (* 1981)

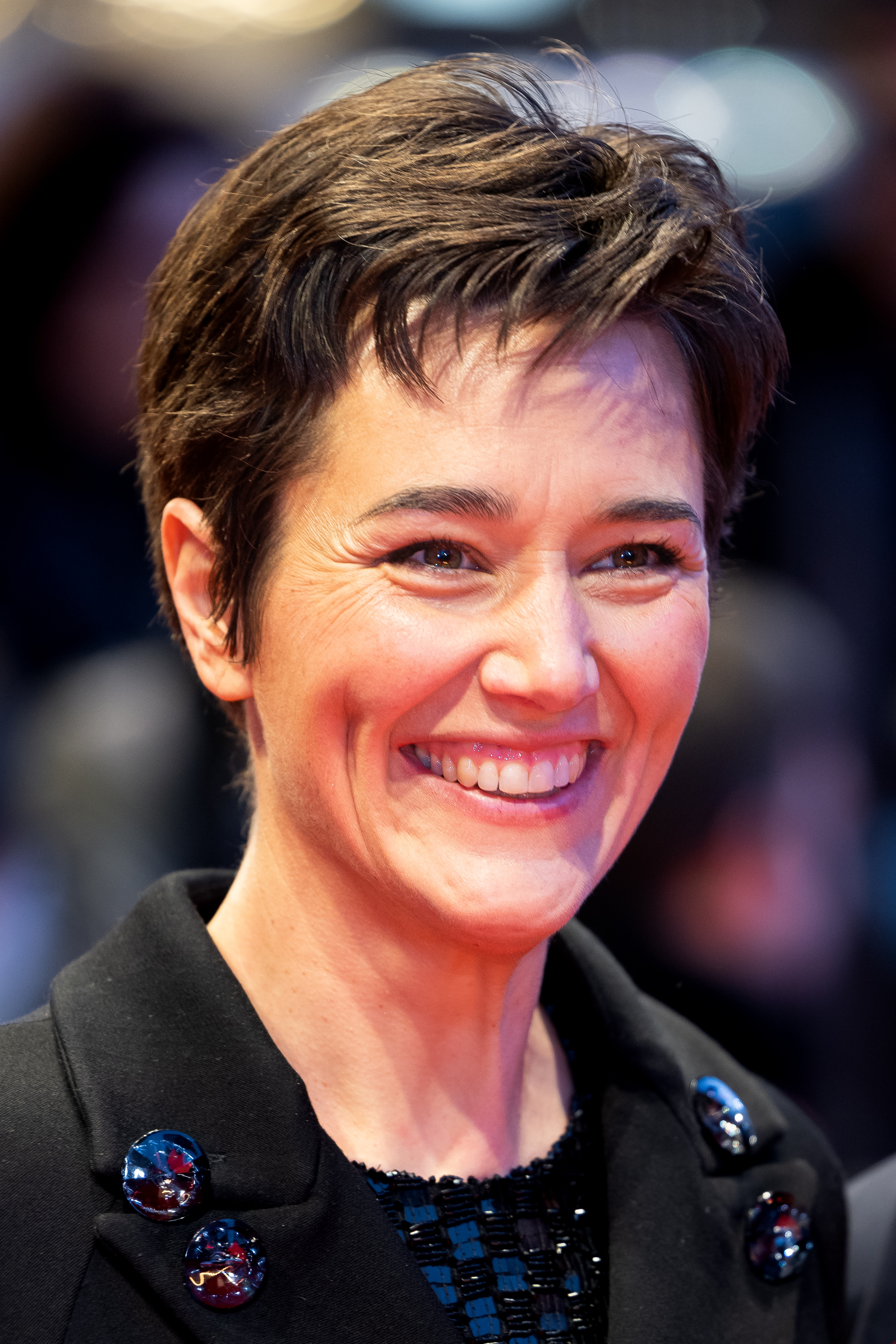
Alissa Jung (* 1981)

- Jung, Alois (* 1946), österreichischer Jurist
- Jung, Amand (1814–1889), österreichischer Benediktiner und Historiker
- Jung, André (* 1953), luxemburgischer Schauspieler
- Jung, Andrea (* 1959), US-amerikanische Managerin
- Jung, Andreas (1793–1863), protestantischer Kirchenhistoriker und Bibliothekar
- Jung, Andreas (* 1960), deutscher Schauspieler
- Jung, Andreas (* 1975), deutscher Rechtsanwalt und Politiker (CDU), MdB
- Jung, Anni (1937–2022), deutsche Keramikerin, Malerin und Grafikerin
- Jung, Anthony (* 1991), deutscher Fußballspieler
- Jung, Anton (* 2003), deutscher Volleyballspieler
- Jung, Antonia (* 1998), österreichische Schauspielerin
- Jung, Arastu Yar (1858–1940), indischer Arzt
- Jung, Arnold (1859–1911), deutscher Lokomotivfabrikant
- Jung, Artur (* 1960), deutscher Filmjournalist, Filmkritiker und Chefredakteur der Filmzeitschrift Cinema
- Jung, August (1927–2020), deutscher freikirchlicher Pastor, Kirchenhistoriker und Autor

##### Jung, B
- Jung, Ba-ra (* 1989), südkoreanische Shorttrackerin
- Jung, Bärbel, deutsche Fußballspielerin
- Jung, Berit, deutsche Jazz- und Improvisationsmusikerin (Kontrabass, Stimme)
- Jung, Berthold (1915–1992), deutscher Admiral
- Jung, Bettina (* 1971), deutsche Tierheilpraktikerin und Politikerin (Tierschutzpartei)
- Jung, Björn (* 1974), deutscher Schauspieler
- Jung, Bo-ram (* 1991), südkoreanische Fußballtorhüterin
- Jung, Botho (1927–2014), deutscher Fernseh- und Hörfunkmoderator beim Hessischen Rundfunk
- Jung, Bruno Karl August (1886–1966), deutscher Politiker, Oberbürgermeister in Göttingen
- Jung, Burkhard (* 1958), deutscher Politiker (SPD)
- Jung, Byung-cheon (* 1986), südkoreanischer Eishockeyspieler

##### Jung, C
- Jung, Calvin (* 1945), amerikanischer Schauspieler
- Jung, Carl (1868–1944), deutscher Zahnarzt
- Jung, Carl Gustav (1875–1961), Schweizer Arzt und PsychoanalytikerCarl Gustav Jung (1875–1961)

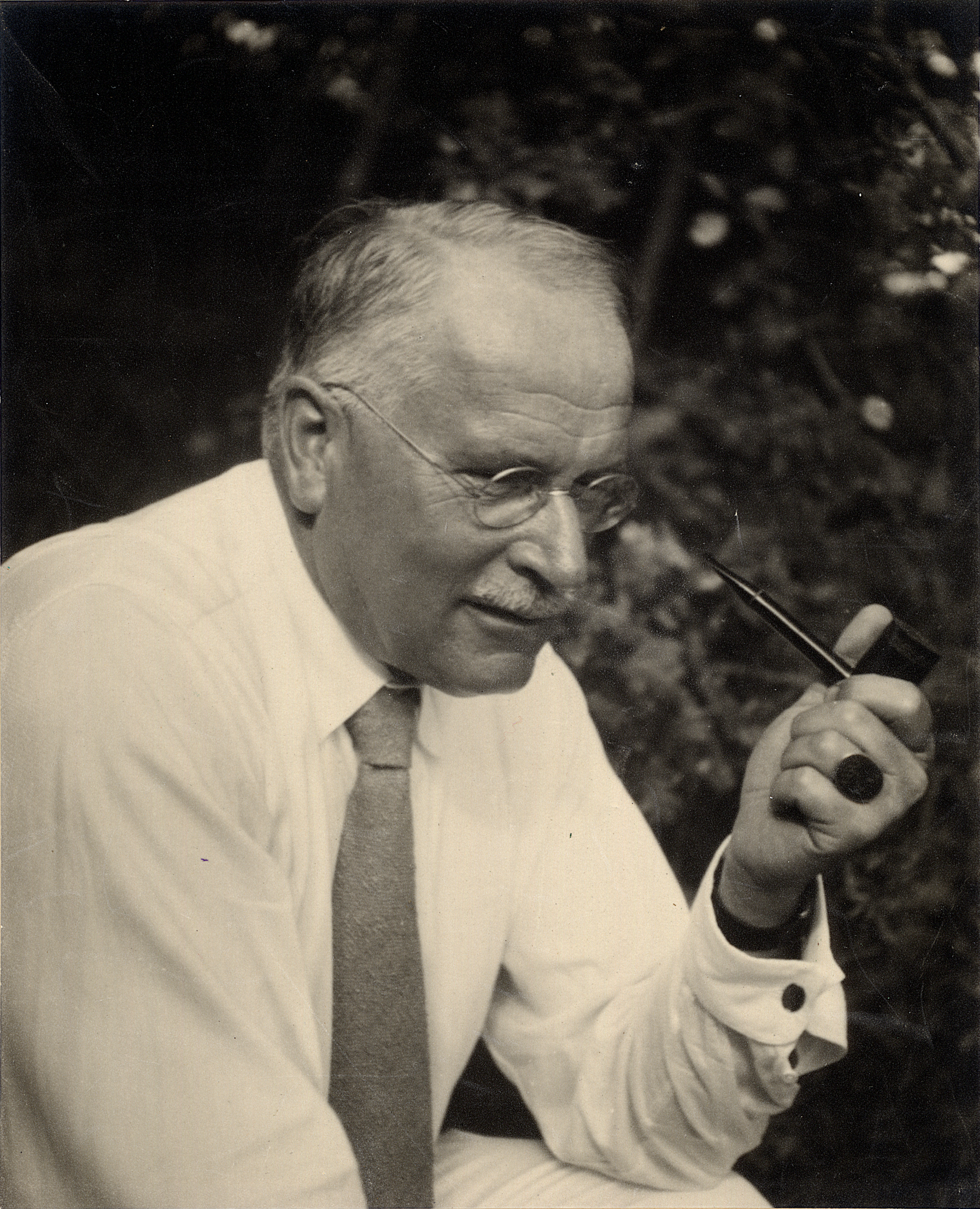
Carl Gustav Jung (1875–1961)

- Jung, Carola (* 1975), deutsche Journalistin
- Jung, Chae-yeon (* 1997), südkoreanische Popsängerin und Schauspielerin
- Jung, Christian (1920–1974), deutscher römisch-katholischer Geistlicher, Generalvikar in Limburg
- Jung, Christian (* 1956), deutscher Pflanzengenetiker und Molekularbiologe
- Jung, Christian (* 1977), deutscher Politiker (FDP), MdB, MdL
- Jung, Christina (* 1991), deutsche Schauspielerin
- Jung, Christof (1939–2017), deutscher Buchhändler, Abenteurer und Flamenco-Experte
- Jung, Chul-woon (* 1986), südkoreanischer Fußballspieler
- Jung, Cläre (1892–1981), deutsche Schriftstellerin und Journalistin
- Jung, Claudia (* 1964), deutsche Schlagersängerin und Politikerin (Freie Wähler Bayern), MdL
- Jung, Cusch (* 1958), deutscher Musiker, Sänger, Regisseur und Schauspieler

##### Jung, D
- Jung, Da-bin (* 2000), südkoreanische Schauspielerin
- Jung, Da-eun (* 2001), südkoreanische Schauspielerin
- Jung, Dae-sun (* 1987), südkoreanischer Fußballspieler
- Jung, Dae-yoon (* 2005), südkoreanischer Freestyle-Skisportler
- Jung, Daniel (* 1981), deutscher Webvideoproduzent
- Jung, Dawid (* 1980), polnischer Schriftsteller
- Jung, Dieter (* 1940), deutscher Fechter, deutscher Meister und Olympiateilnehmer
- Jung, Dieter (* 1941), deutscher Künstler
- Jung, Dietmar (1957–2005), deutscher Politiker (PDS), MdL
- Jung, Dirk (1956–2019), deutscher Taekwondo-Sportler und Arzt
- Jung, Dong-hyun (* 1988), südkoreanischer Skirennläufer
- Jung, Dora (1906–1980), finnische Textilkünstlerin
- Jung, Dörthe (* 1949), deutsche Unternehmensberaterin und Publizistin

##### Jung, E
- Jung, Eberhard (1863–1953), Hüttenbesitzer und Abgeordneter des Provinziallandtages der Provinz Hessen-Nassau
- Jung, Edgar Julius (1894–1934), deutscher PolitikerEdgar Julius Jung (1894–1934)
- Jung, Edith (* 1953), deutsche Malerin

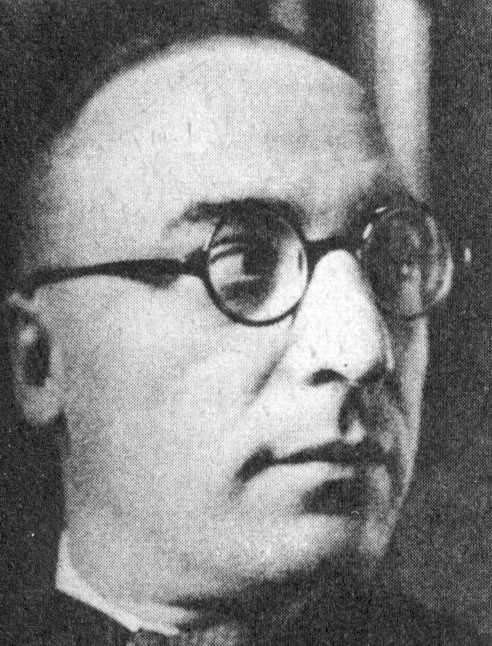
Edgar Julius Jung (1894–1934)

- Jung, Edwin (1907–1966), deutscher Mediziner
- Jung, Else (1895–1990), deutsche Schriftstellerin
- Jung, Emil (1882–1964), deutscher Architekt
- Jung, Émile (1941–2020), französischer Koch
- Jung, Emma (1882–1955), Schweizer Psychoanalytikerin
- Jung, Erhard (1902–1945), deutscher Geologe und Bodenkundler
- Jung, Erich (1866–1950), deutscher Jurist und nationalsozialistischer Rechtsphilosoph
- Jung, Erich (1908–1988), deutscher Politiker (SPD), MdA
- Jung, Ernst (1896–1976), deutscher Reeder und Mäzen in Hamburg
- Jung, Ernst F. (* 1910), deutscher Historiker und Autor
- Jung, Ernst Friedrich (1922–2016), deutscher Diplomat
- Jung, Ernst Georg (1841–1912), Schweizer Architekt
- Jung, Erwin (1941–2017), deutscher Fußballspieler
- Jung, Eui-myung (* 1982), südkoreanischer Skilangläufer
- Jung, Eun-chae (* 1986), südkoreanische Schauspielerin
- Jung, Eun-hwa (* 1972), südkoreanische Badmintonspielerin
- Jung, Eun-shin (* 1976), südkoreanische Komponistin

##### Jung, F
- Jung, Ferdinand (1905–1973), deutscher Politiker (KPD/SED), Zweiter Sekretär der SED-Bezirksleitung Suhl, Widerstandskämpfer
- Jung, Ferdinand Jacob (1811–1883), Hüttenbesitzer und Abgeordneter des Provinziallandtages der Provinz Hessen-Nassau
- Jung, Florian (* 1982), deutscher Eishockeyspieler
- Jung, Florian (* 1983), deutscher Windsurfer, Umweltaktivist und Sozialunternehmer
- Jung, Frank (* 1964), deutscher Heraldiker und Marketingexperte
- Jung, Franz (1872–1957), österreichischer Mathematiker und Hochschullehrer
- Jung, Franz (1888–1963), deutscher Schriftsteller, Ökonom und Politiker
- Jung, Franz (1899–1978), deutscher Dirigent
- Jung, Franz (* 1936), römisch-katholischer Geistlicher, Prälat, Apostolischer Protonotar, letzter Großdechant und Visitator der Grafschaft Glatz
- Jung, Franz (1940–2008), Schweizer Politiker
- Jung, Franz (* 1966), deutscher Geistlicher, römisch-katholischer Bischof von WürzburgFranz Jung (* 1966)

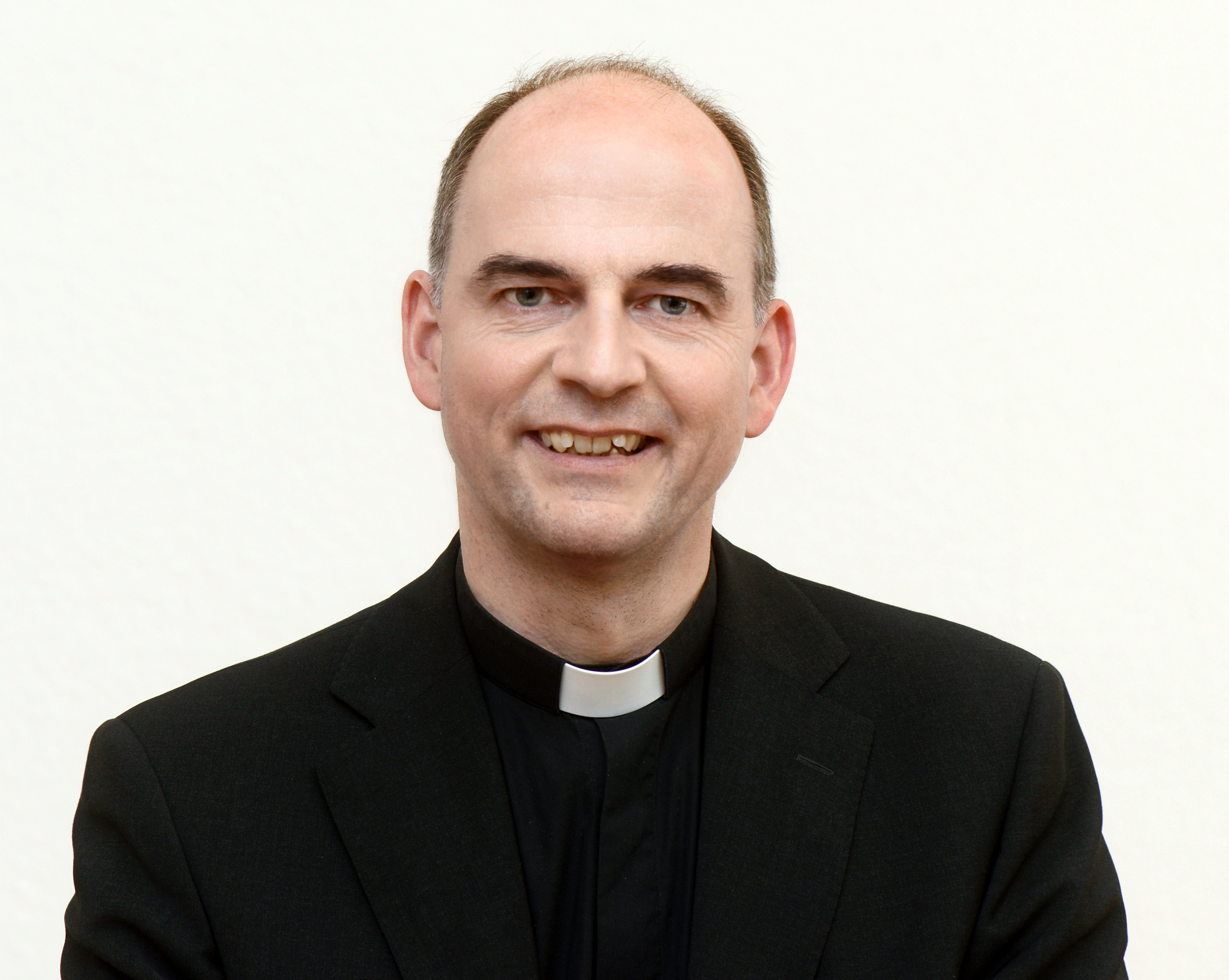
Franz Jung (* 1966)

- Jung, Franz Josef (* 1949), deutscher Politiker (CDU), MdL, MdBFranz Josef Jung (* 1949)

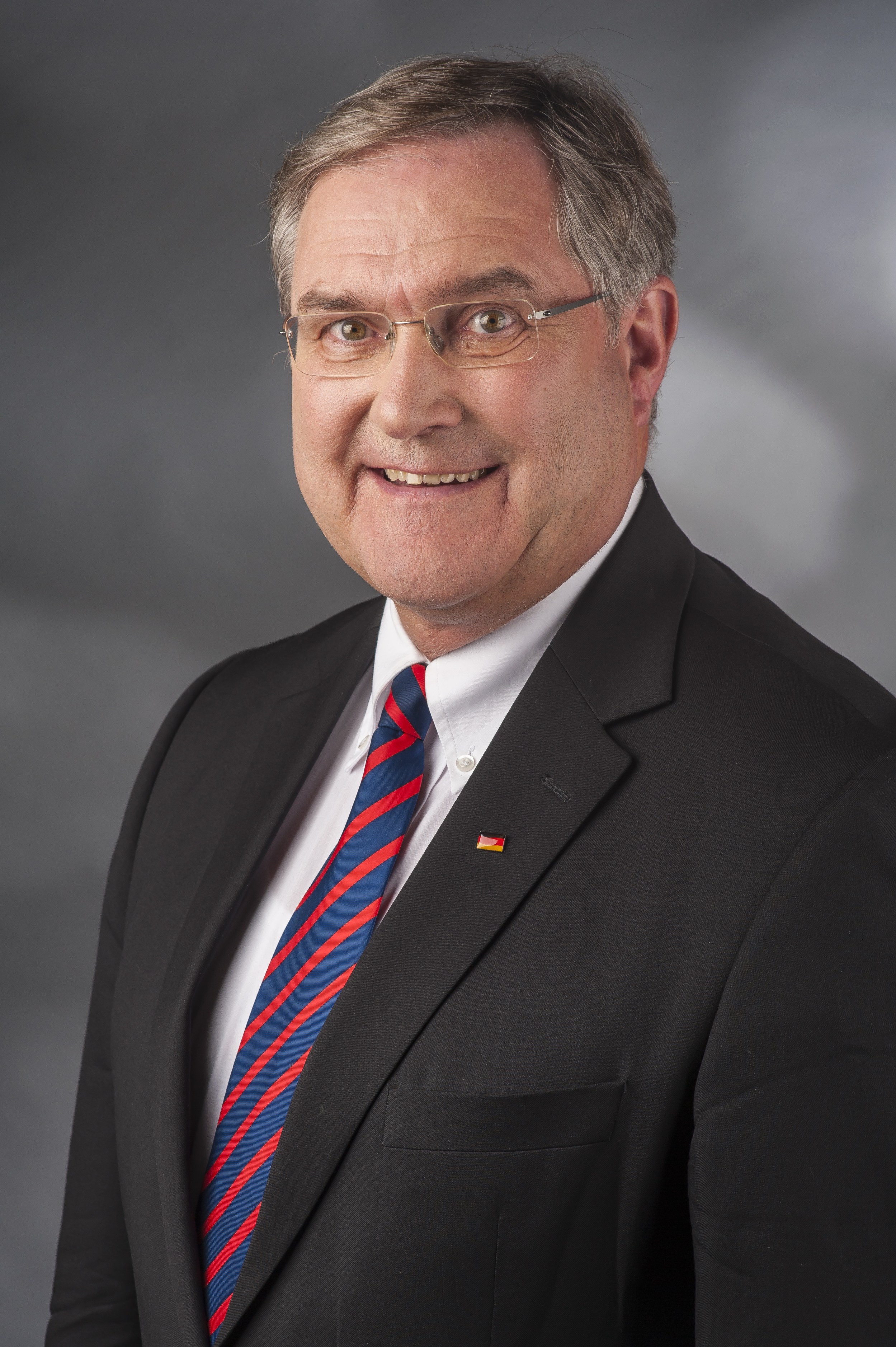
Franz Josef Jung (* 1949)

- Jung, Franz Wilhelm (1757–1833), deutscher Lyriker, Übersetzer und Publizist
- Jung, Fredo (* 1949), deutscher Pianist, Dirigent und Komponist
- Jung, Frieda (1865–1929), deutsche Dichterin
- Jung, Friedhelm (* 1958), deutscher evangelischer Theologe, Autor und Hochschullehrer
- Jung, Friedrich (1820–1902), deutscher Hüttenbesitzer
- Jung, Friedrich (1890–1978), deutscher Generalstaatsanwalt und OLG-Präsident
- Jung, Friedrich (1897–1975), Musiker, Dirigent, Komponist und Propagandist des Nationalsozialismus
- Jung, Friedrich (1915–1997), deutscher Pharmakologe
- Jung, Fritz (1903–1981), deutscher Zahnarzt

##### Jung, G
- Jung, Gab-suk (* 1969), südkoreanischer Fußballtrainer
- Jung, Gabriel (* 2001), deutscher Basketballspieler
- Jung, Georg (1814–1886), preußischer Politiker
- Jung, Georg (1870–1922), deutscher Politiker (SPD), Landtagsabgeordneter Volksstaat Hessen
- Jung, Georg (1878–1958), deutscher Heimatforscher
- Jung, Georg (1899–1957), österreichischer Maler
- Jung, Georg (* 1946), deutscher Fußballspieler
- Jung, Georg (* 1963), deutscher Politiker (CDU)
- Jung, Georg Conrad (1612–1691), deutscher Drucker, Maler, Kupferstecher, Geograph und Kartograph
- Jung, Georg Sebastian († 1681), österreichischer Arzt und kaiserlicher Leibmedicus in Wien
- Jung, George (1942–2021), US-amerikanischer DrogenhändlerGeorge Jung (1942–2021)

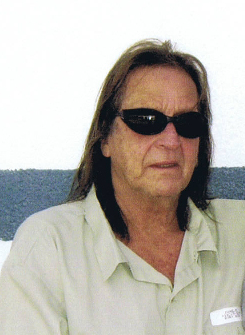
George Jung (1942–2021)

- Jung, Gerald (* 1956), deutscher Übersetzer und Journalist
- Jung, Gerhard (1926–1998), deutscher Mundartdichter und Schriftsteller
- Jung, Gerold (1939–2025), deutscher Fotograf und Reisejournalist
- Jung, Gideon (* 1994), deutscher Fußballspieler
- Jung, Gil-ok (* 1980), südkoreanische Florettfechterin
- Jung, Giuseppe (1845–1926), italienischer Mathematiker
- Jung, Guido (1876–1949), italienischer Bänker, Diplomat und Händler
- Jung, Günter, deutscher Verleger, Herausgeber und Autor
- Jung, Günther (* 1937), deutscher Chemiker und Hochschullehrer
- Jung, Gustav (1859–1929), deutscher Eisenhüttenmann in Hessen-Nassau
- Jung, Gustav (1945–2000), deutscher Fußballspieler
- Jung, Gustav August (1824–1904), deutscher Eisenhüttenmann in Hessen-Nassau

##### Jung, H
- Jung, Hae-in (* 1988), südkoreanischer SchauspielerJung Hae-in (* 1988)

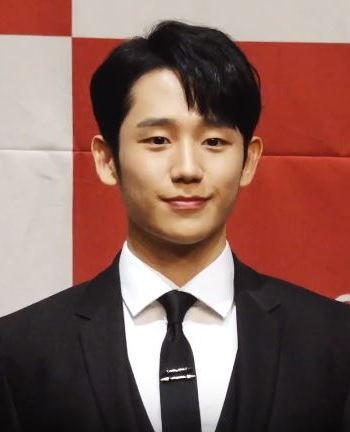
Jung Hae-in (* 1988)

- Jung, Han-cheol (* 1996), südkoreanischer Fußballspieler
- Jung, Hans (1902–1945), Bürgermeister Timișoaras, Inspekteur der Partei und Kreisleiter der NSDAP der Deutschen Volksgemeinschaft in Rumänien
- Jung, Hans (1930–2012), deutscher Jurist und Politiker (SPD)
- Jung, Hans (* 1944), deutscher Wirtschaftswissenschaftler und Hochschullehrer
- Jung, Hans (1944–2009), deutscher Jurist und Kanzler des Gerichts erster Instanz der Europäischen Gemeinschaften
- Jung, Hans Otto (1920–2009), deutscher Unternehmer, Jazzmusiker und Mäzenat
- Jung, Hans-Gernot (1930–1991), deutscher evangelischer Theologe und Bischof
- Jung, Hans-Rudolf (1921–2016), deutscher Musikschriftsteller, Musiklehrer und Hochschullehrer
- Jung, Harald (1966–2024), deutscher evangelischer Theologe, Philosoph und Hochschulprofessor
- Jung, Hartmuth (* 1962), deutscher Bankmanager und Business Angel
- Jung, Heike (* 1942), deutscher Jurist
- Jung, Heike (* 1969), deutsche Bodybuilderin
- Jung, Heiko (* 1971), deutscher Jazz-, Rock- und Pop-SchlagzeugerHeiko Jung (* 1971)

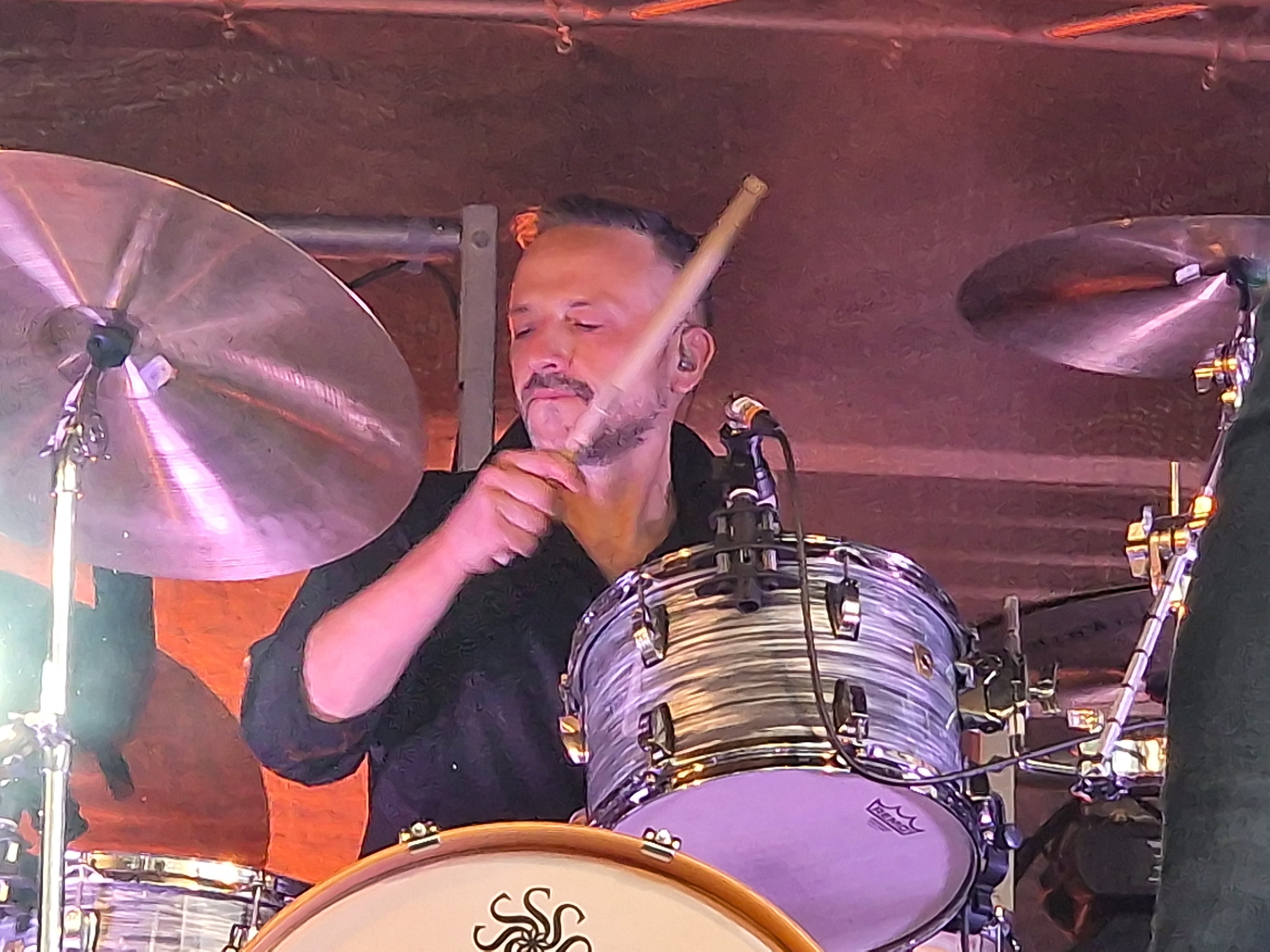
Heiko Jung (* 1971)

- Jung, Heiko (* 1982), deutscher Fusionmusiker (Bass)
- Jung, Heinrich Christian (1896–1959), Gründer der Jung Pumpen GmbH und Ehrenbürger der Gemeinde Steinhagen
- Jung, Heinrich Wilhelm Ewald (1876–1953), deutscher Mathematiker
- Jung, Heinz (1935–1996), deutscher marxistischer Soziologe
- Jung, Helga (* 1961), deutsche Betriebswirtin und bis Ende 2019 Mitglied im Vorstand der Allianz SE
- Jung, Helge (1943–2013), deutscher Musiker und Komponist
- Jung, Helmut (* 1951), deutscher Architekt, Bauunternehmer und Politiker (SPD), MdL
- Jung, Herbert A. (* 1937), deutscher Maler, Bildhauer und Fotograf
- Jung, Hermann, deutscher evangelisch-lutherischer Pastor, Didaktiker und frühpietistischer Chiliast
- Jung, Hermann (1901–1988), deutscher Journalist und Schriftsteller
- Jung, Hermann (* 1943), deutscher Musikhistoriker
- Jung, Hermann Robert (* 1864), deutscher Landschaftsarchitekt und Baubeamter, Gartenbaudirektor der Stadt Köln
- Jung, Hertha (1921–2009), deutsche Politikerin (DFD, DDR-CDU), MdV
- Jung, Ho-jin (* 1984), südkoreanischer Fußballspieler
- Jung, Ho-yeon (* 1994), südkoreanisches Model und SchauspielerinJung Ho-yeon (* 1994)
- Jung, Holger (* 1953), deutscher Werber

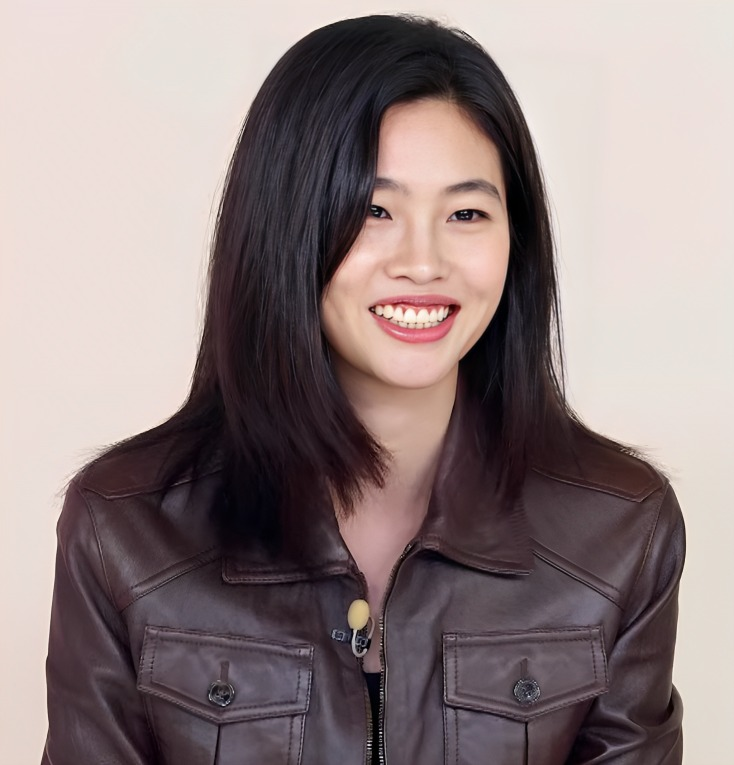
Jung Ho-yeon (* 1994)

- Jung, Holger (* 1971), deutscher Jurist und Kommunalpolitiker (CDU), Bürgermeister von Meckenheim
- Jung, Holger (* 1972), deutscher Komponist
- Jung, Hong-won (* 1944), südkoreanischer Politiker und Premierminister
- Jung, Hoon-min (* 1985), südkoreanischer Badmintonspieler
- Jung, Horst, deutscher Tischtennisspieler
- Jung, Horst-Wilhelm (* 1938), deutscher Erziehungswissenschaftler
- Jung, Hugo (1844–1919), deutscher Lehrer und Politiker
- Jung, Hugo (1928–2017), deutscher Mediziner und Kunstsammler
- Jung, Hugo (1943–2007), deutscher Journalist und Kommunikationsmanager
- Jung, Hye-in (* 1990), südkoreanische Schauspielerin
- Jung, Hye-lim (* 1987), südkoreanische Hürdenläuferin
- Jung, Hyun-joon (* 2011), südkoreanischer Schauspieler

##### Jung, I
- Jung, Il-woo (* 1986), südkoreanischer Kugelstoßer
- Jung, Ina, deutsche Drehbuchautorin und Fernsehjournalistin
- Jung, Ingmar (* 1978), deutscher Politiker (CDU)Ingmar Jung (* 1978)

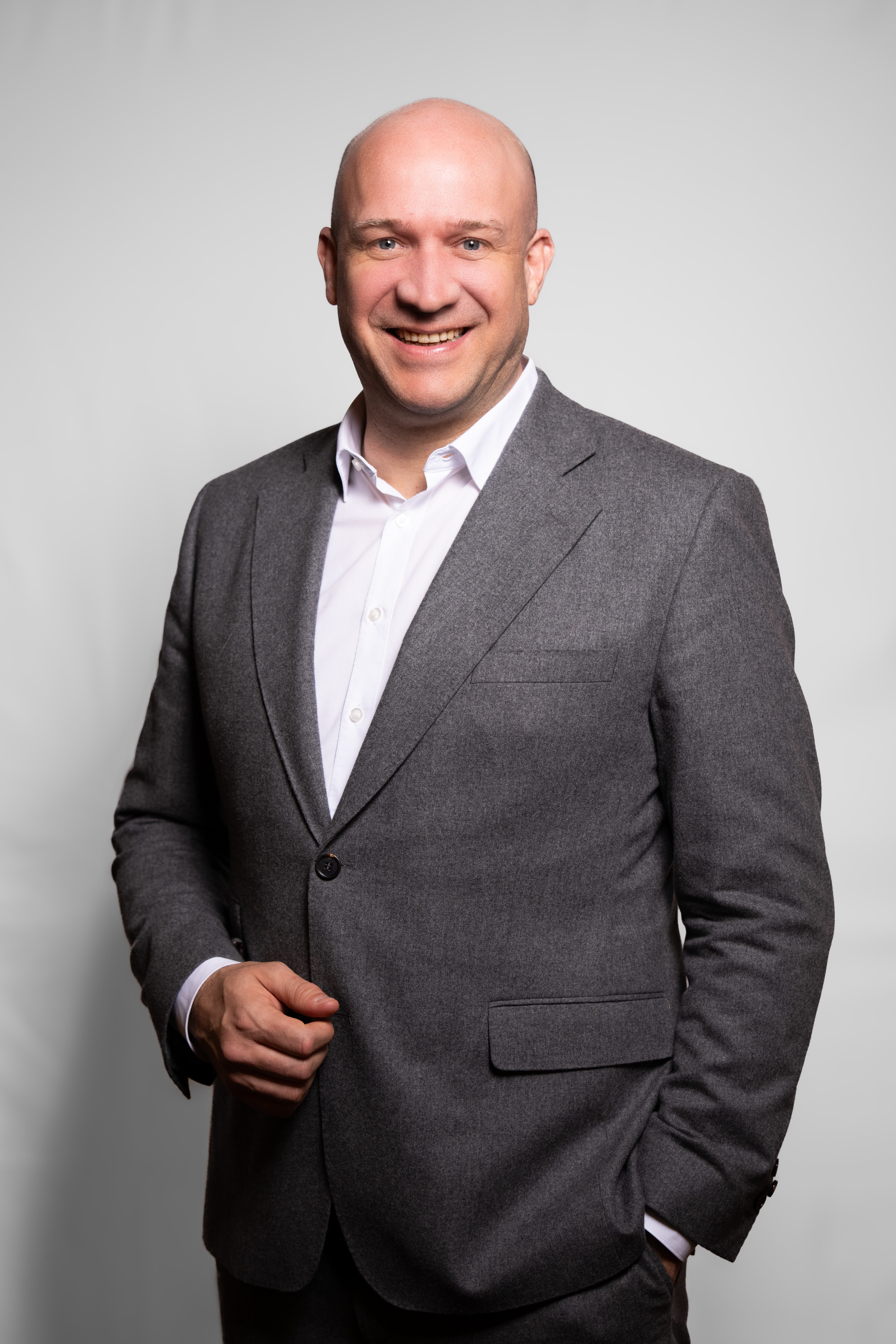
Ingmar Jung (* 1978)

- Jung, Irene (* 1954), deutsche Historikerin und Archivarin
- Jung, Isi ter (1942–2007), deutsche Filmschauspielerin

##### Jung, J
- Jung, Jae-eun (* 1980), südkoreanische Taekwondoin
- Jung, Jae-sung (1982–2018), südkoreanischer Badmintonspieler
- Jung, Jae-yong (* 1990), südkoreanischer Fußballspieler
- Jung, Jae-young (* 1970), südkoreanischer Schauspieler
- Jung, Jakob (* 1895), deutscher Nationalsozialist und Alter Kämpfer der NSDAP
- Jung, Janine, japanische Fußballspielerin
- Jung, Jason (* 1989), taiwanischer Tennisspieler
- Jung, Jean (1896–1977), französischer Geologe und Petrograph
- Jung, Jean-Yves (* 1969), französischer Jazzmusiker (Orgel, Piano, Komposition)
- Jung, Jessica (* 1989), koreanisch-amerikanische Sängerin
- Jung, Ji-hyun (* 1983), südkoreanischer Ringer
- Jung, Ji-soo (* 1990), südkoreanischer Fußballspieler
- Jung, Jin-sun (* 1984), südkoreanischer Degenfechter
- Jung, Jo-gook (* 1984), südkoreanischer Fußballspieler
- Jung, Joachim (* 1951), deutscher Künstler
- Jung, Joachim (* 1954), deutscher Schauspieler und Drehbuchautor
- Jung, Joachim (* 1962), deutscher Regisseur, Kameramann und Produzent
- Jung, Joanna, Schauspielerin
- Jung, Jochen (* 1942), österreichischer Verleger und Schriftsteller
- Jung, Johann (1792–1874), Mitglied des Nassauischen Landtags
- Jung, Johann Eberhard (1680–1751), deutscher Bauer und Köhler in Hessen-Siegen
- Jung, Johann Heinrich (1711–1786), Bergmeister und Industriepionier
- Jung, Johann Heinrich (1715–1799), deutscher Historiker, Hofhistoriograph, Bibliothekar und Bibliotheksdirektor, Hochschullehrer, Jurist und Prinzenerzieher
- Jung, Johann Helmann (1734–1809), deutscher Unternehmer im Bergbau und Hüttenwesen
- Jung, Johann Jakob (1779–1847), deutscher Eisenhüttenmann in Hessen-Nassau
- Jung, Johann Jakob (1819–1844), deutscher Maler
- Jung, Johann Philipp (1677–1750), deutscher Bibliothekar
- Jung, Johannes (* 1952), österreichischer Benediktiner, Abt des Schottenstiftes in Wien
- Jung, Johannes (* 1967), deutscher Politiker (SPD), MdB
- Jung, John Baptist Shin-chul (* 1964), südkoreanischer Geistlicher und römisch-katholischer Bischof von Incheon
- Jung, Jong-hyun (* 1991), südkoreanischer E-Sportler
- Jung, Jörg (* 1965), deutscher Fußballspieler und -trainer
- Jung, Joseph (* 1955), Schweizer Historiker und Biograph
- Jung, Ju-mi (* 1997), südkoreanische Biathletin
- Jung, Julia (* 1979), deutsche Schwimmerin
- Jung, Julius (1851–1910), österreichischer Althistoriker
- Jung, Julius (1914–1944), deutscher Arzt und SS-Hauptsturmführer
- Jung, Jürgen (* 1944), deutscher Schauspieler und Synchronsprecher

##### Jung, K
- Jung, Karin (* 1942), deutsche Politikerin (SPD), MdL
- Jung, Karl (1883–1965), deutscher Politiker (NSDAP), MdR
- Jung, Karl (1902–1972), deutscher Geophysiker
- Jung, Karl (1930–2005), deutscher Jurist und Staatssekretär im Bundesministerium für Arbeit
- Jung, Karl Emil (1833–1902), deutscher Lehrer, Forschungsreisender und Geograph
- Jung, Karl Gustav (1795–1864), deutsch-schweizerischer MedizinerKarl Gustav Jung (1795–1864)

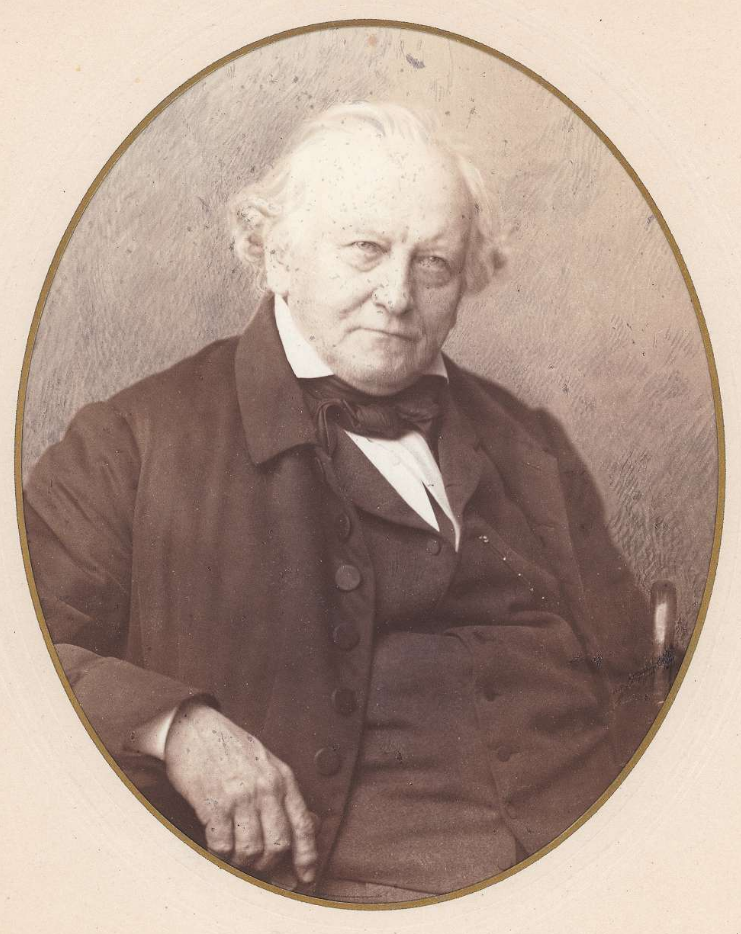
Karl Gustav Jung (1795–1864)

- Jung, Karl-Otto (* 1938), deutscher Maler und Grafiker
- Jung, Katja (* 1968), deutsche Theaterschauspielerin
- Jung, Kirsten (* 1961), deutsche Mikrobiologin
- Jung, Klaus (* 1942), deutscher Mediziner, Biochemiker und Hochschullehrer
- Jung, Klaus (1942–2018), deutscher Arzt und Hochschullehrer
- Jung, Klaus (* 1955), deutscher Installationskünstler, Kunsthochschullehrer und Hochschullehrer
- Jung, Krystal (* 1994), südkoreanisch-amerikanische Sängerin und Schauspielerin
- Jung, Krzysztof (1951–1998), polnischer Performance-Künstler, Grafiker, Maler und Pädagoge
- Jung, Kurt (1925–1989), deutscher Politiker (FDP), MdB, MdEP
- Jung, Kurt A. (1923–1990), deutscher Schauspieler, Hörspiel- und Synchronsprecher
- Jung, Kyo Mali, deutsche Journalistin, Autorin, Redakteurin und Formatentwicklerin
- Jung, Kyung-eun (* 1990), südkoreanische Badmintonspielerin

##### Jung, L
- Jung, Lars (* 1952), deutscher Schauspieler
- Jung, Laura (* 1995), deutsche rhythmische Sportgymnastin
- Jung, Louis (1917–2015), französischer Politiker
- Jung, Luca (* 2002), deutscher Schauspieler
- Jung, Ludwig (1835–1906), deutscher Feuerwehrfunktionär
- Jung, Lukas (* 2004), deutscher Eishockeyspieler

##### Jung, M
- Jung, Magnus (* 1971), deutscher Politiker (SPD), MdLMagnus Jung (* 1971)

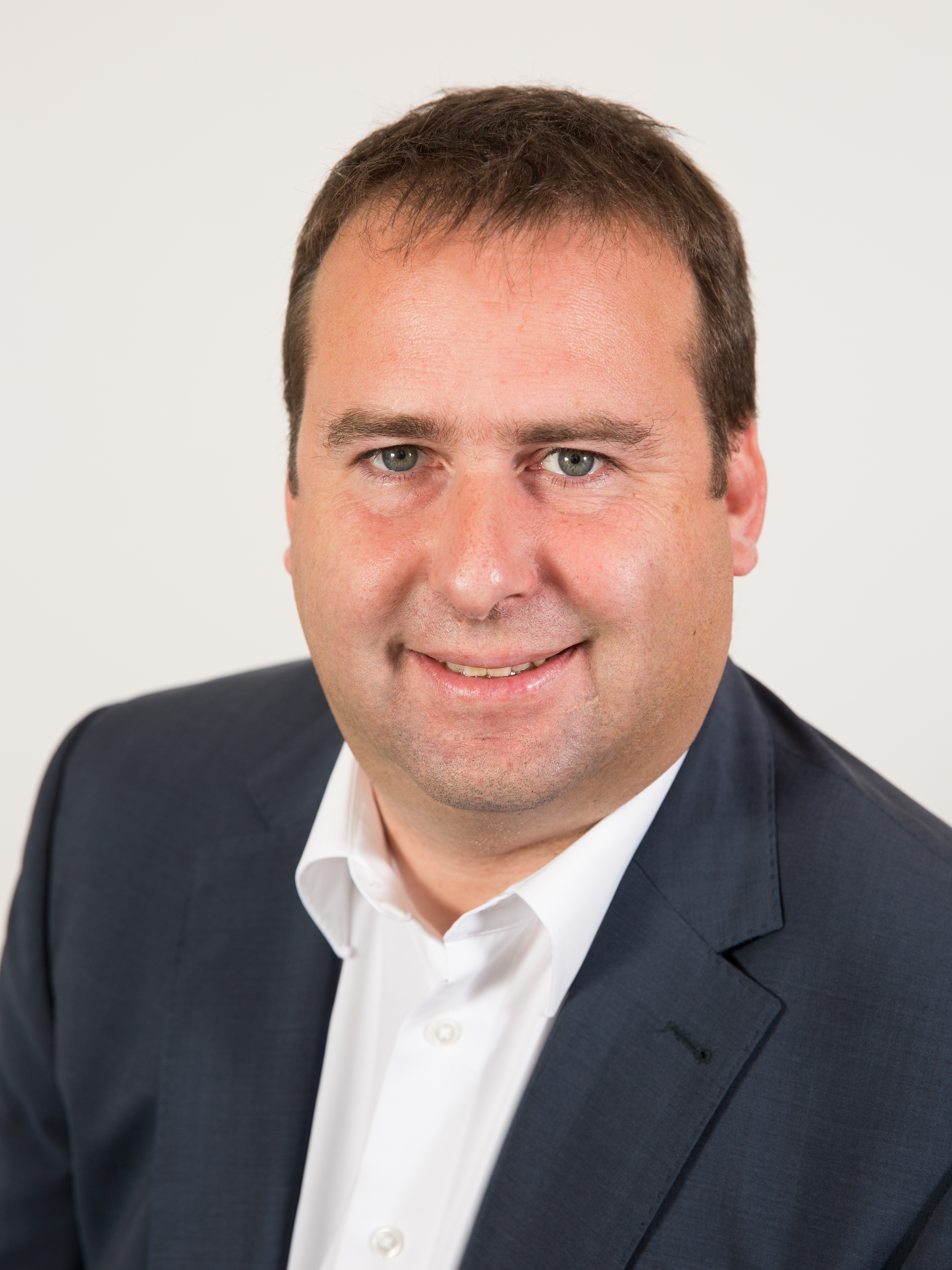
Magnus Jung (* 1971)

- Jung, Manfred (1940–2017), deutscher Opernsänger (Tenor) und Wagner-Interpret
- Jung, Marc (* 1980), deutscher Schauspieler
- Jung, Marc (* 1985), deutscher Künstler
- Jung, Marc-René (1933–2014), Schweizer Romanist und Mediävist
- Jung, Marcus (* 1969), deutscher Sportjournalist, Sportkommentator und Pressesprecher
- Jung, Margarete (1898–1979), sozialistische Politikerin (SED) und DFD-Funktionärin
- Jung, Margit (* 1960), deutsche Politikerin (Die Linke), MdL
- Jung, Marian (* 1980), deutscher Schauspieler
- Jung, Marie (* 1985), luxemburgisch-schweizerische deutschsprachige Theater- und Filmschauspielerin mit luxemburgischer und Schweizer Nationalität
- Jung, Marie-Luise († 2022), deutsche Studentin und Opfer eines Amoklaufs
- Jung, Mario (* 1996), Schweizer Unihockeyspieler
- Jung, Marius (* 1965), deutscher Kabarettist
- Jung, Markus Manfred (* 1954), deutscher Dichter und Schriftsteller
- Jung, Martin H. (* 1956), deutscher Theologe
- Jung, Mathias, französischer Schauspieler
- Jung, Mathias (* 1958), deutscher Biathlet
- Jung, Matthias (* 1956), deutscher Wahlforscher
- Jung, Matthias (* 1960), deutscher Philosoph und Hochschullehrer
- Jung, Matthias (* 1964), deutscher Chorleiter und Dirigent
- Jung, Matthias (* 1978), deutscher Autor und KomikerMatthias Jung (* 1978)

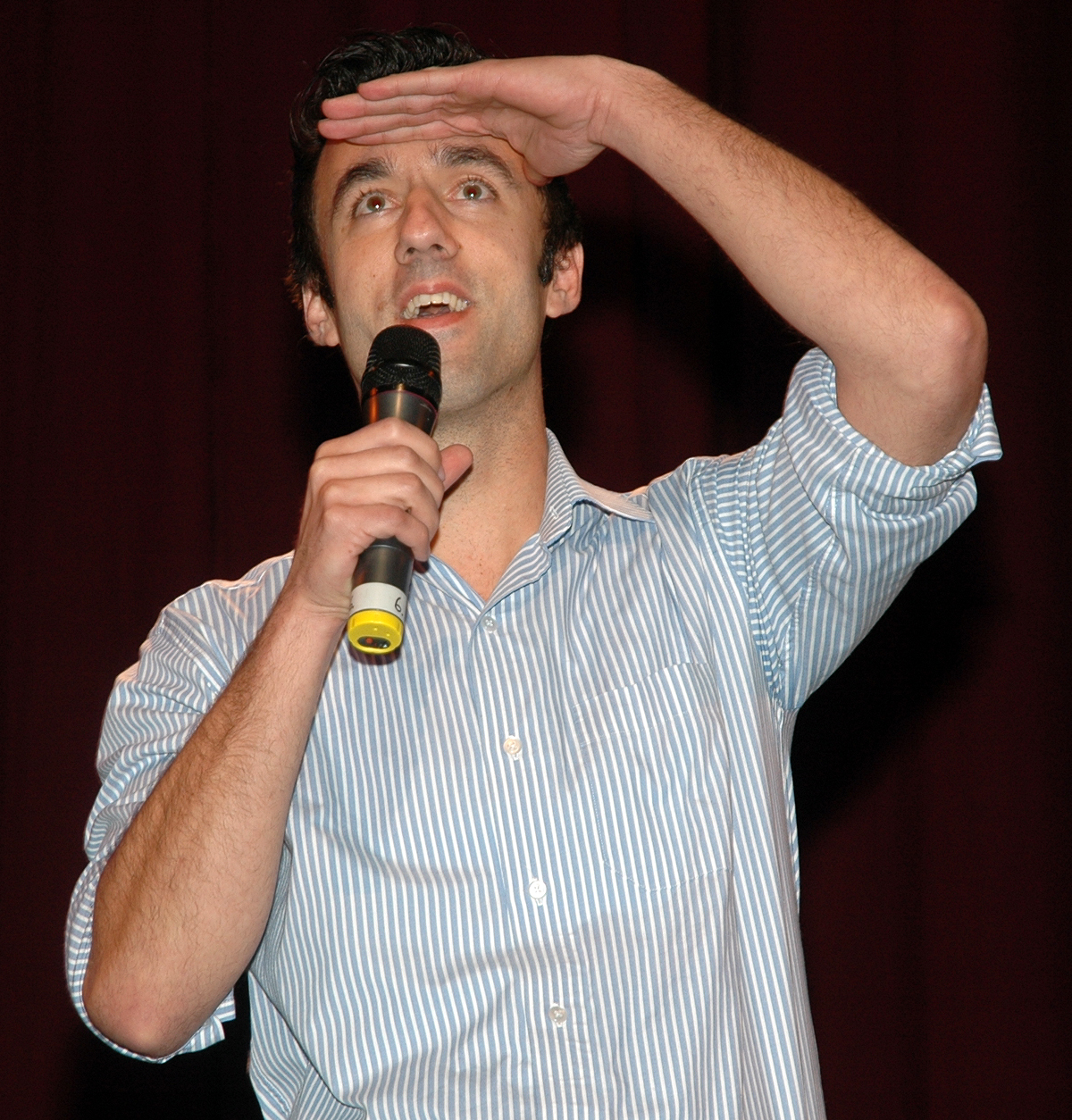
Matthias Jung (* 1978)

- Jung, Matthias (* 1987), deutscher Elektrotechniker und Professor für Eingebettet Systeme an der htw saar
- Jung, Melissa Florence (* 1994), deutsche Schauspielerin
- Jung, Michael (* 1951), deutscher Politiker (CDU), MdL, MdB
- Jung, Michael (* 1982), deutscher Vielseitigkeitsreiter
- Jung, Michael von (1781–1858), deutscher Geistlicher und Dichter von Grabliedern
- Jung, Min-kug (* 2004), südkoreanischer Leichtathlet
- Jung, Mitsou (* 1998), deutsche Schauspielerin und Model
- Jung, Moriz (1885–1915), österreichischer Grafiker
- Jung, Myk (* 1964), deutscher Musiker, Buchautor, Kolumnist und Musikredakteur
- Jung, Myung-oh (* 1986), südkoreanischer Fußballspieler
- Jung, Myung-seok (* 1945), südkoreanischer Anführer religiöser GruppierungenJung Myung-seok (* 1945)

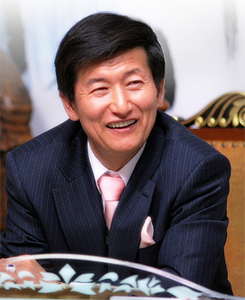
Jung Myung-seok (* 1945)

##### Jung, N
- Jung, Nele (* 1984), deutsche Schauspielerin
- Jung, Nikolai Wiktorowitsch (1855–1905), russischer Offizier
- Jung, Nikolaus (* 1852), Lehrer und Politiker
- Jung, Nikolaus (* 1956), deutscher Rechtsanwalt und Politiker (CDU)
- Jung, Norbert (* 1967), deutscher römisch-katholischer Geistlicher

##### Jung, O
- Jung, Otmar (* 1947), deutscher Politikwissenschaftler
- Jung, Otto (1867–1935), württembergischer Landschafts- und Porträtmaler

##### Jung, P
- Jung, Paul (1939–2006), deutscher Metallgestalter, Industriedesigner und Hochschullehrer
- Jung, Pedro (1808–1886), Unternehmer, Kommunalpolitiker und Mäzen
- Jung, Peter (1887–1966), rumäniendeutscher Dichter und Publizist
- Jung, Peter (* 1955), deutscher Politiker (CDU)Peter Jung (* 1955)

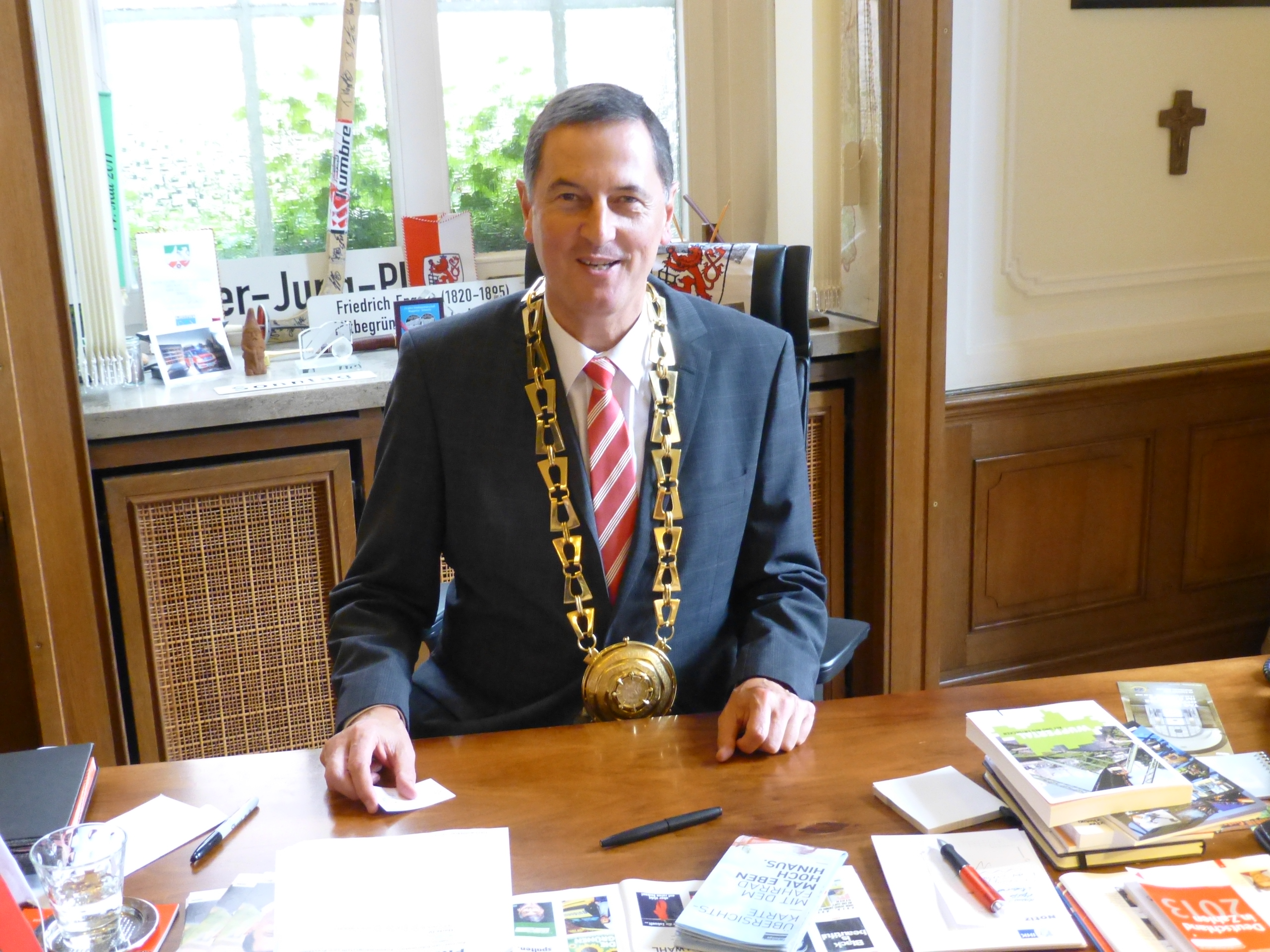
Peter Jung (* 1955)

- Jung, Peter (* 1965), deutscher Rechtswissenschaftler
- Jung, Philipp (1870–1918), deutscher Gynäkologe
- Jung, Philipp Wilhelm (1884–1965), deutscher nationalsozialistischer Politiker

##### Jung, R
- Jung, Rainer (1943–2021), deutscher Offizier
- Jung, Reinhard (* 1952), deutscher Politiker (SPD), MdL
- Jung, Reinhardt (1949–1999), deutscher Kinder- und Jugendschriftsteller
- Jung, Renate (* 1943), deutsche Malerin und Buchautorin
- Jung, René (* 1965), deutscher Kameramann
- Jung, Richard (1911–1986), deutscher Neurologe
- Jung, Richard (* 1982), deutscher Triathlet
- Jung, Robert (1935–2015), deutscher Musikproduzent, Textdichter, Komponist und Sänger
- Jung, Robert (* 1944), deutscher Fußballspieler und -trainer
- Jung, Rosa (1908–1995), deutsch-chinesische Theater- und Filmschauspielerin
- Jung, Rüdiger H. (* 1950), deutscher Autor, Hochschullehrer und Unternehmensberater
- Jung, Rudolf (1859–1922), deutscher Archivar und Historiker
- Jung, Rudolf (1882–1945), nationalsozialistischer Politiker und Autor
- Jung, Rudolf (1907–1972), deutscher Schriftsteller und Übersetzer
- Jung, Rudolf (1909–1961), deutscher Geodät und Rektor der RWTH Aachen
- Jung, Rudolf (* 1937), deutscher Bibliothekar und Hochschullehrer
- Jung, Ryeo-won (* 1981), australisch-südkoreanische Schauspielerin

##### Jung, S
- Jung, Sang-jin (* 1984), südkoreanischer Speerwerfer
- Jung, Sarah (* 1978), österreichische Schauspielerin
- Jung, Sebastian (* 1990), deutscher FußballspielerSebastian Jung (* 1990)

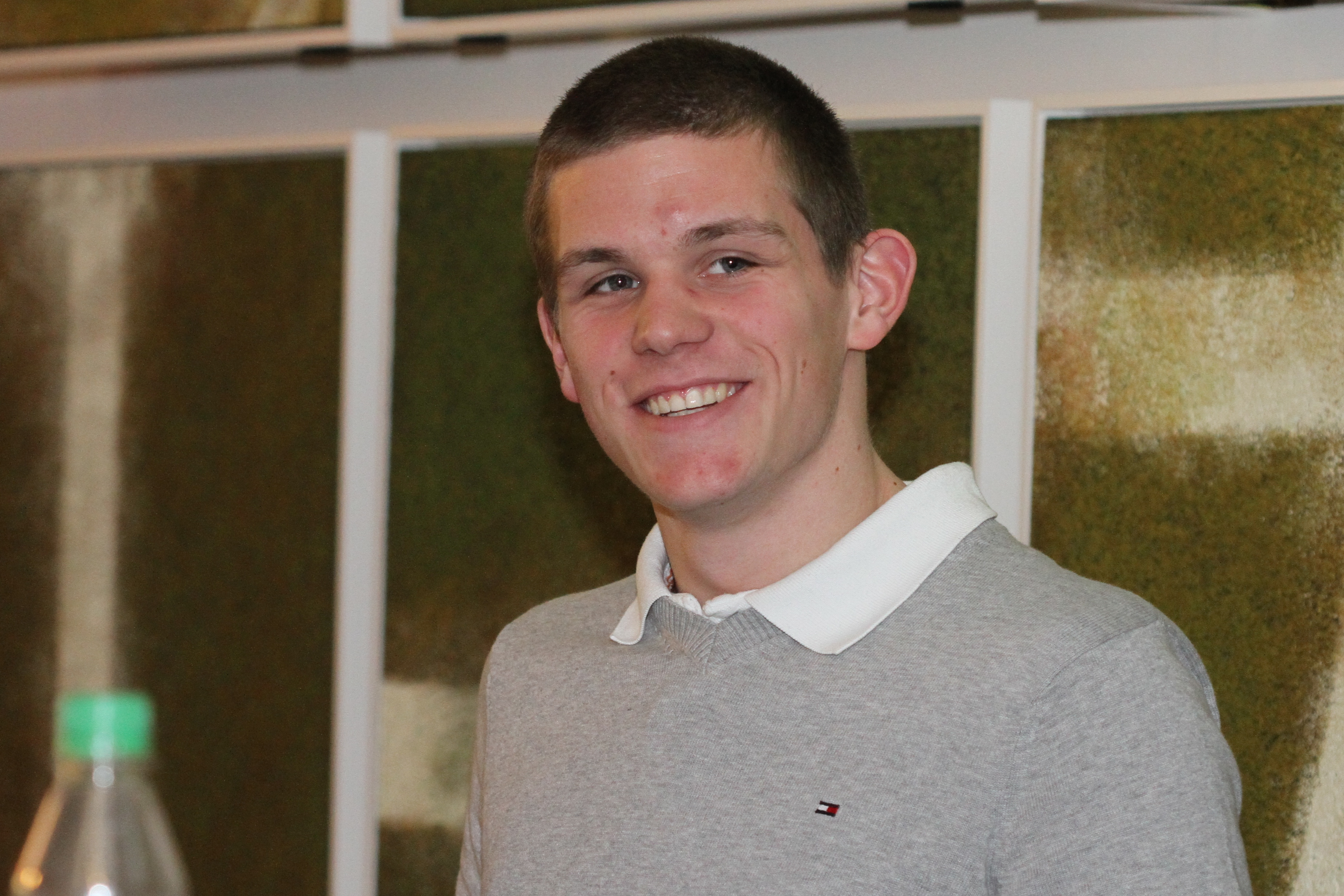
Sebastian Jung (* 1990)

- Jung, Seong-bin (* 2007), südkoreanischer Fußballspieler
- Jung, Sergei (* 1955), sowjetischer Geher
- Jung, Seung-hyun (* 1994), südkoreanischer Fußballspieler
- Jung, Silvia-Maria (* 1972), deutsche Schauspielerin und Dramaturgin
- Jung, Simone (* 1967), deutsche Dokumentarfilmregisseurin
- Jung, Sina-Valeska (* 1979), deutsche Schauspielerin
- Jung, Siyeon (* 1983), südkoreanische Schauspielerin und Sängerin
- Jung, So-hee (* 1994), südkoreanische Tennisspielerin
- Jung, So-min (* 1989), südkoreanische SchauspielerinJung So-min (* 1989)

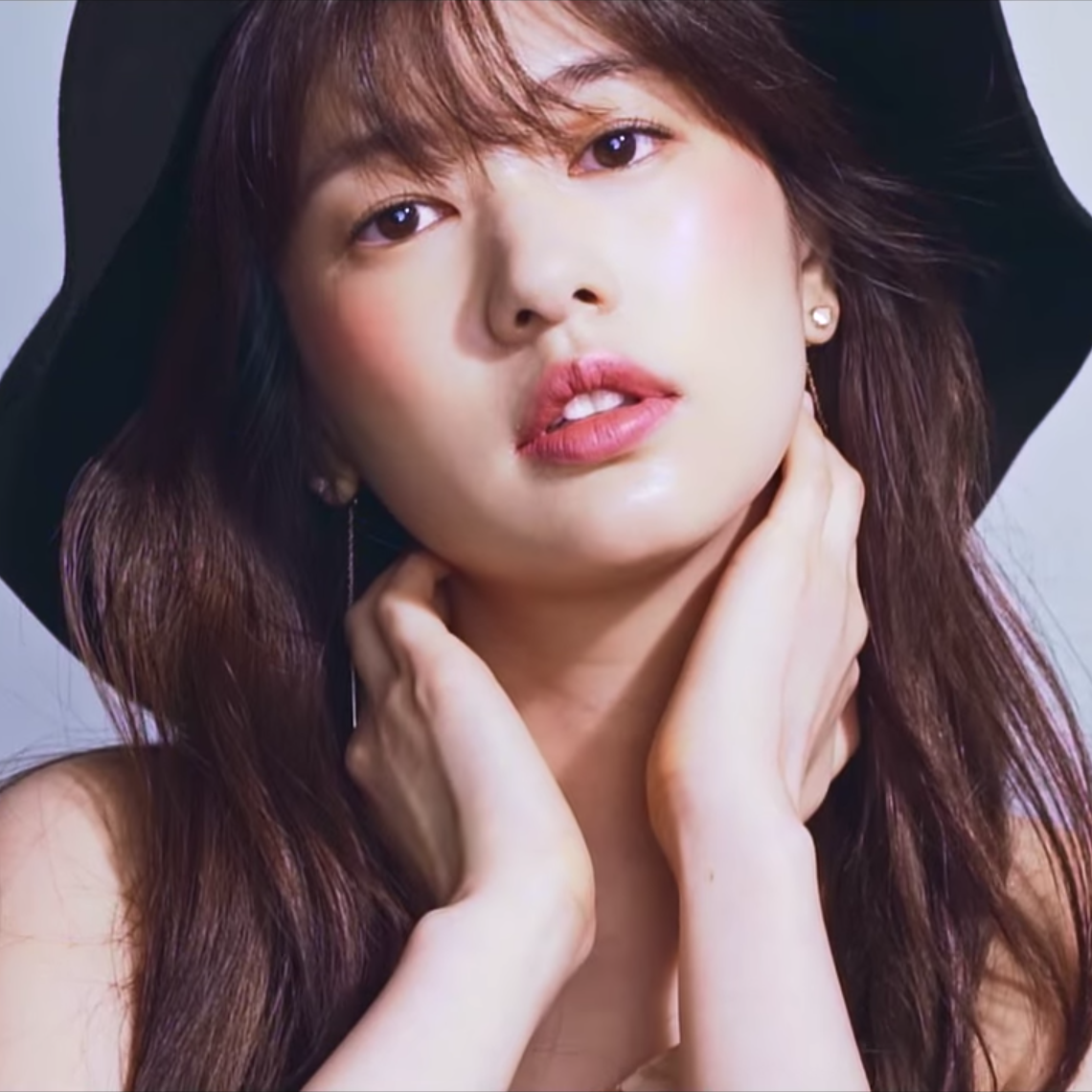
Jung So-min (* 1989)

- Jung, Soo-ho (* 1990), südkoreanischer Fußballspieler
- Jung, Soon-ok (* 1983), südkoreanische Leichtathletin
- Jung, Soon-won (* 1973), südkoreanischer Ringer
- Jung, Sophie (* 1982), Schweizer Performancekünstlerin
- Jung, Stefan (* 1970), deutscher Wirtschaftswissenschaftler und Organisationsforscher
- Jung, Sung-ryong (* 1985), südkoreanischer Fußballtorhüter
- Jung, Sungha (* 1996), südkoreanischer Fingerstyle-Gitarrist
- Jung, Susanne (* 1963), deutsche Speerwerferin
- Jung, Susanne (* 1964), deutsche Künstlerin
- Jung, Sven (* 1995), Schweizer Eishockeyspieler
- Jung, Svenja (* 1993), deutsche SchauspielerinSvenja Jung (* 1993)

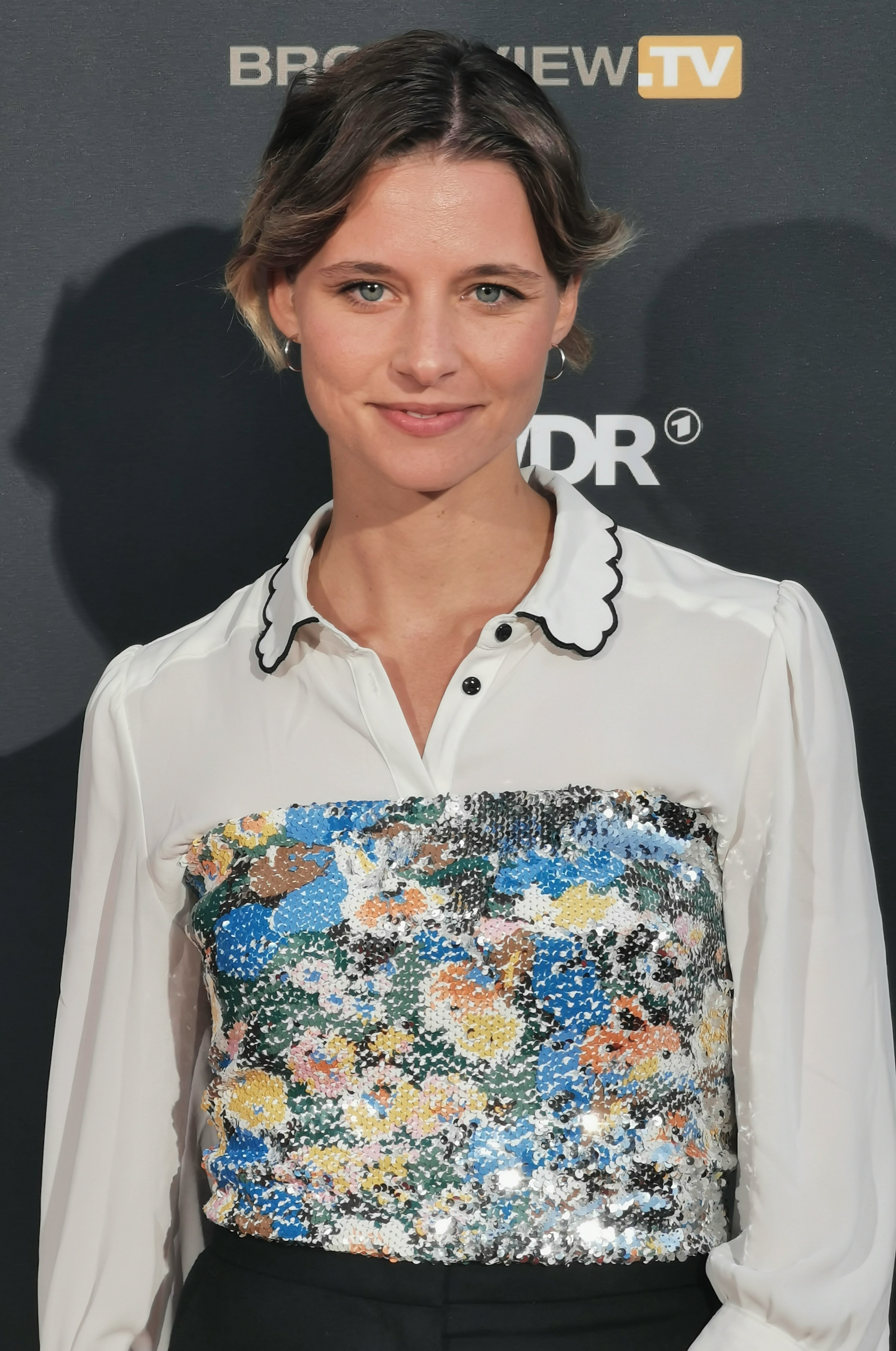
Svenja Jung (* 1993)

##### Jung, T
- Jung, Theo (1892–1986), deutscher Gründer einer Esperanto-Zeitschrift
- Jung, Theo (* 1981), niederländischer Historiker
- Jung, Thomas (* 1946), deutscher Kultursoziologe und Kulturphilosoph
- Jung, Thomas (1957–2022), deutscher Politiker (AfD, ehemals Die Freiheit), MdL
- Jung, Thomas (* 1958), deutscher Basketballspieler
- Jung, Thomas (* 1961), deutscher Journalist
- Jung, Thomas (* 1961), deutscher Politiker (SPD), MdL, Oberbürgermeister von Fürth
- Jung, Thomas (* 1969), deutscher Ruderer
- Jung, Thomas (* 1984), deutscher Dirigent
- Jung, Tilo (* 1985), deutscher Journalist und Podcaster

##### Jung, U
- Jung, Ute (* 1970), deutsche Juristin und Richterin

##### Jung, V
- Jung, Vanessa (* 1980), deutsche Theater- und Filmschauspielerin
- Jung, Veit († 1805), deutscher Schmiedemeister, der in den Koalitionskriegen die Belagerung von Neumarkt in der Oberpfalz verhinderte
- Jung, Volker (1939–2018), deutscher Manager
- Jung, Volker (* 1942), deutscher Politiker (SPD), MdB
- Jung, Volker (* 1960), deutscher evangelischer Theologe
- Jung, Volker (1968–2015), deutscher Politiker (CDU), MdL

##### Jung, W
- Jung, Walter (* 1895), deutscher Nationalsozialist und „Alter Kämpfer“ der NSDAP
- Jung, Walther (1890–1950), deutscher Schauspieler
- Jung, Werner (1935–1997), Schweizer Berufsoffizier
- Jung, Werner (* 1954), deutscher Historiker
- Jung, Werner (* 1955), deutscher Germanist und Hochschullehrer
- Jung, Wilhelm (1795–1865), deutscher Richter und hessischer Politiker
- Jung, Wilhelm (1830–1908), deutscher Anstaltspsychiater
- Jung, Wilhelm (1869–1939), deutscher Architekt, Baubeamter und Autor
- Jung, Wilhelm (1903–1960), preußischer Landrat
- Jung, Wilhelm (1912–1980), deutscher nationalsozialistischer Journalist und Diplomat
- Jung, Wilhelm (1922–2008), deutscher Kunsthistoriker und Denkmalpfleger
- Jung, Wilhelm (1928–2015), deutscher Politiker (CDU), MdL, MdB
- Jung, Wilhelm Jakob (1861–1942), deutscher Musikpädagoge und Pianist
- Jung, Wolfgang (1938–2024), deutscher Friedensaktivist
- Jung, Wolfgang (* 1948), österreichischer Politiker (FPÖ), Abgeordneter zum Nationalrat, Wiener Landtag und MdEP
- Jung, Wolfgang J. G. (1948–2020), deutscher Filmemacher und Kameramann
- Jung, Woo-sung (* 1973), südkoreanischer Schauspieler und FilmregisseurJung Woo-sung (* 1973)

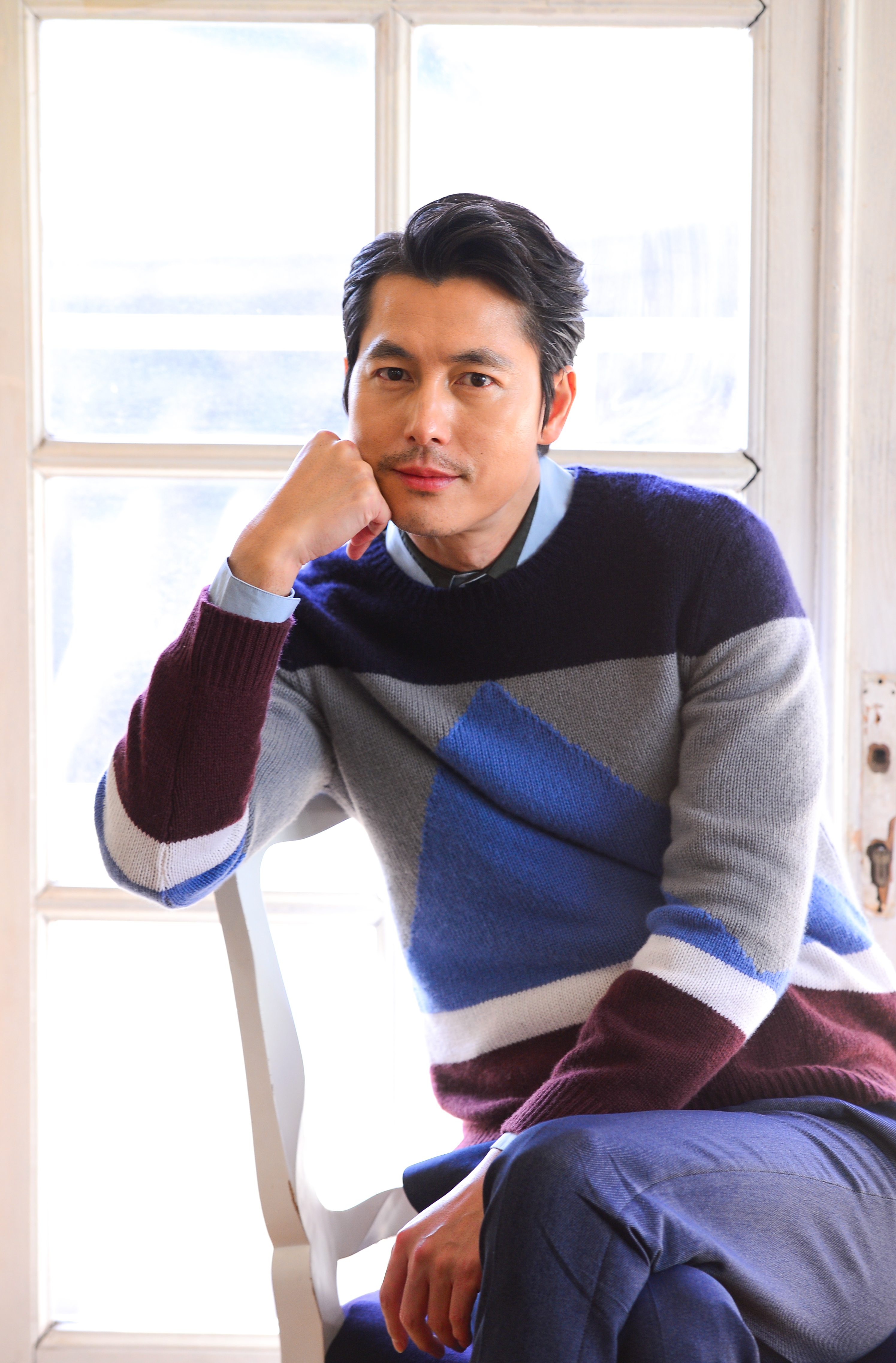
Jung Woo-sung (* 1973)

- Jung, Woo-young (* 1989), koreanischer Fußballspieler

##### Jung, X
- Jung, Xaver (* 1962), deutscher Politiker (CDU), MdB

##### Jung, Y
- Jung, Yang-mi (* 1983), südkoreanische Biathletin
- Jung, Yeondoo (* 1969), südkoreanischer Fotograf
- Jung, Yi-seo (* 1993), südkoreanische Schauspielerin
- Jung, Yoon-jong (* 1992), südkoreanischer E-Sportler
- Jung, Youn-kyung (* 1982), südkoreanische Badmintonspielerin
- Jung, Young Moon (* 1965), südkoreanischer Schriftsteller und Übersetzer
- Jung, Young-sik (* 1992), südkoreanischer Tischtennisspieler
- Jung, Youngsun (* 1941), südkoreanische Landschaftsarchitektin

#### Jung-

##### Jung-A
- Jung-Alsen, Kurt (1915–1976), deutscher DEFA-Regisseur

##### Jung-D
- Jung-Danielewicz, Hedwig (1880–1942), deutsche Ärztin
- Jung-Dörfler, Carl (1879–1927), deutscher Maler

##### Jung-I
- Jung-Ilsenheim, Franz (1883–1963), österreichischer Maler
- Jung-Inglessis, Eva-Maria (1920–2007), deutsche Kirchenhistorikerin

##### Jung-K
- Jung-Kaiser, Ute (* 1942), deutsche Musikwissenschaftlerin, Hochschullehrerin und Buchautorin

##### Jung-S
- Jung-Stilling, Elise von (1829–1904), deutsch-baltische Malerin und Kunstpädagogin
- Jung-Stilling, Johann Heinrich (1740–1817), deutscher Augenarzt, Wirtschaftswissenschaftler und SchriftstellerJohann Heinrich Jung-Stilling (1740–1817)

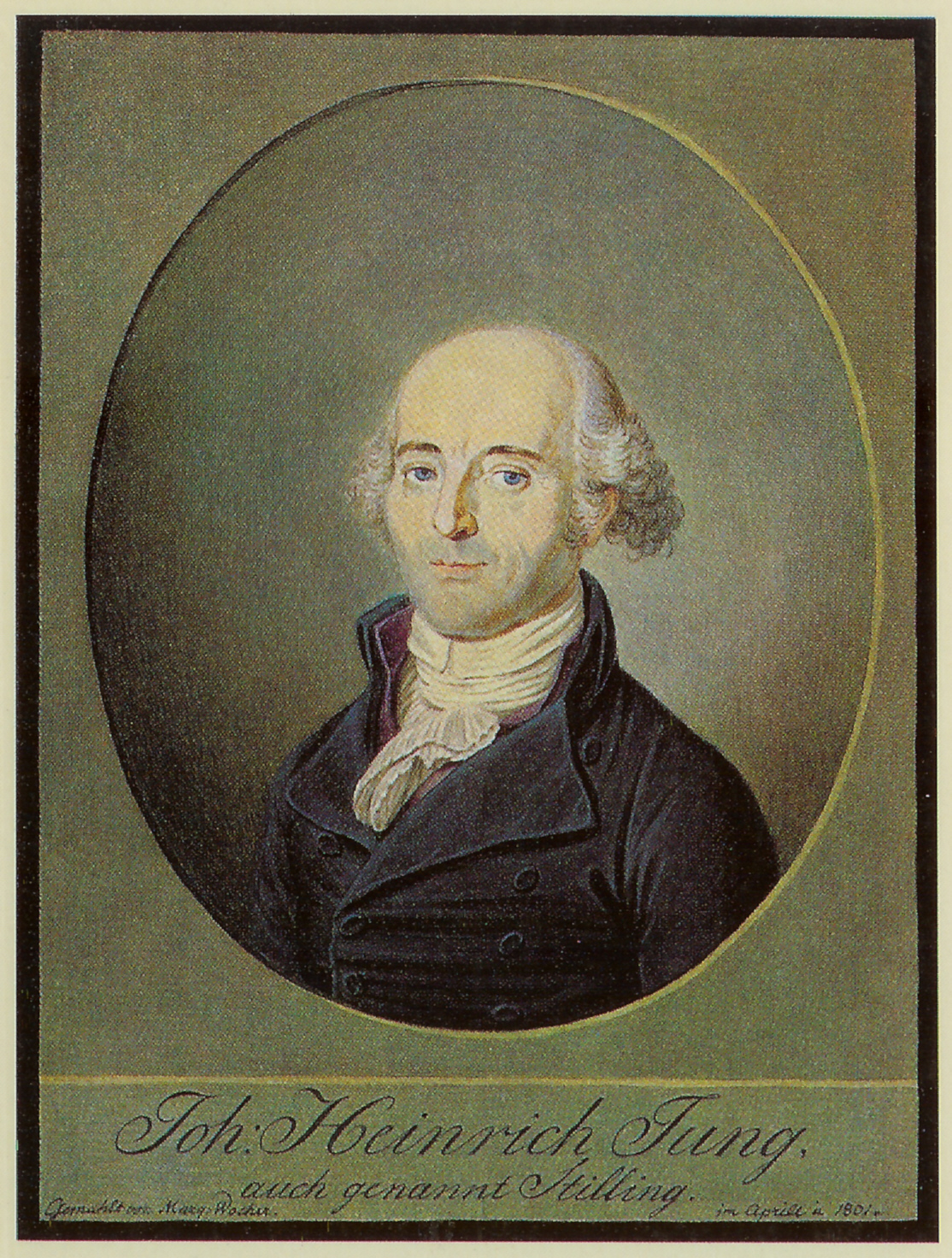
Johann Heinrich Jung-Stilling (1740–1817)

#### Junga
- Jungandreas, Uwe (* 1962), deutscher Handballtrainer und ehemaliger Handballspieler
- Jungandreas, Wolfgang (1894–1991), deutscher Germanist, Dialektologe und Sprachwissenschaftler
- Jungarai, Gwoya († 1965), Aborigine, der auf Briefmarken und auf einer Münze abgebildet wurde

#### Jungb
- Jungbauer, Bernd, deutscher Architekt
- Jungbauer, Björn (* 1981), deutscher Politiker (CSU)
- Jungbauer, Gustav (1886–1942), deutsch-böhmischer Volkskundler
- Jungbauer, Hans (1897–1960), deutscher Schauspieler bei Bühne und Film und Bühnenregisseur
- Jungbauer, Helmuth (* 1941), deutscher Verleger
- Jungbauer, Johannes (* 1964), deutscher Psychologe
- Jungbauer, Thomas (* 2005), dominikanischer Fußballspieler
- Jungbauer-Gans, Monika (* 1963), deutsche Soziologin
- Jungbeck, Sven (* 1983), deutscher Gitarrist
- Jungblut, Andreas (1791–1859), nassauischer Politiker
- Jungblut, Christian (* 1943), deutscher Journalist
- Jungblut, Emil (1888–1955), deutscher Bildhauer
- Jungblut, Friedrich (1876–1946), deutscher Generalarzt
- Jungblut, Friedrich (1907–1976), deutsch-österreichischer Eisschnellläufer
- Jungblut, Johann (1860–1912), deutscher Landschaftsmaler der Düsseldorfer Schule
- Jungblut, Johann Eberhard (1722–1795), österreichischer katholischer Geistlicher
- Jungblut, Marie-Paule (* 1964), luxemburgische Historikerin, Philologin, Kuratorin und Museumsdirektorin
- Jungblut, Michael (1937–2020), deutscher Journalist und Buchautor
- Jungblut, Paul (1878–1926), deutscher Politiker (Zentrum), MdR
- Jungblut, Peter (* 1961), deutscher Journalist und Autor
- Jungblut, Rudolf (1844–1921), sächsischer Generalmajor
- Jungblut, Tanumafili (* 1990), amerikanisch-samoanischer Gewichtheber
- Jungblut, Thomas (* 1947), deutscher Segler
- Jungblut, Yvonne (* 1979), deutsche Schauspielerin
- Jungblut-Bergenthal, Hedwig (1914–1987), deutsche Mundartautorin und Dichterin
- Jungbluth Rodríguez, Klaus (* 1979), ecuadorianischer Skilangläufer
- Jungbluth, Alexander (* 1987), deutscher Politiker (AfD), MdEPAlexander Jungbluth (* 1987)

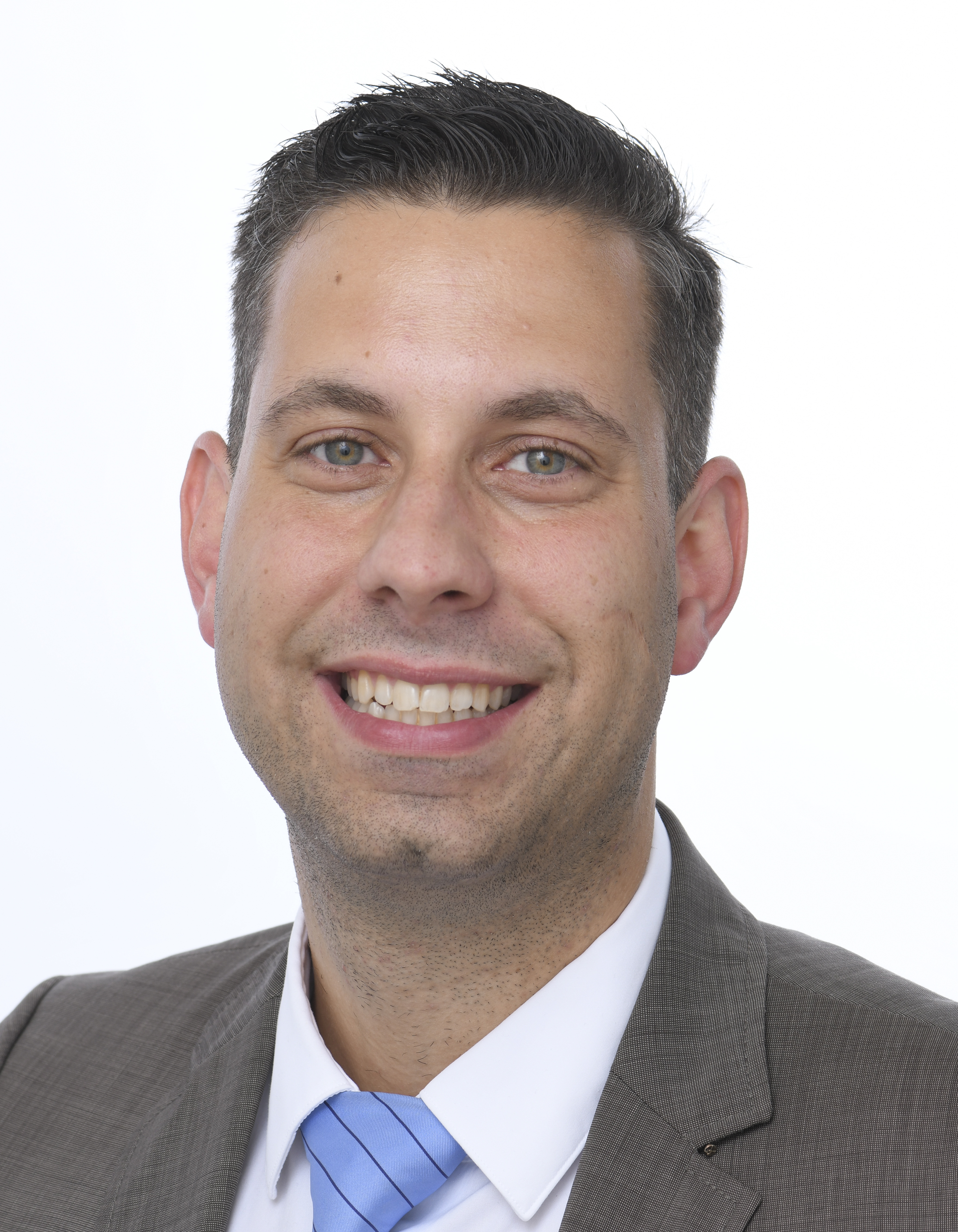
Alexander Jungbluth (* 1987)

- Jungbluth, Axel (1944–1989), deutscher Jazzmusiker und Lehrbuchautor
- Jungbluth, Eduard (1868–1949), deutscher Bildhauer
- Jungbluth, Günther (1912–1976), deutscher Germanist und Sprachwissenschaftler
- Jungbluth, Hans (1894–1966), deutscher Gusstechniker
- Jungbluth, Joseph (1807–1886), deutscher Politiker
- Jungbluth, Karl (1903–1945), deutscher Kommunist und Widerstandskämpfer
- Jungbluth, Mathieu-Joseph (1807–1875), deutscher Porträt- und Historienmaler der Düsseldorfer Schule
- Jungbluth, Otto (1918–1995), deutscher Bauingenieur und Lehrstuhlinhaber
- Jungbluth, Robert (1928–2009), österreichischer Theatermanager
- Jungbluth, Rüdiger (* 1962), deutscher Journalist und Autor
- Jungbluth, Uli (* 1953), deutscher Erziehungswissenschaftler
- Jungbluth, Werner (1906–1989), deutscher Jurist
- Jungbluth, Wilhelm (1832–1889), preußischer Verwaltungsjurist und kommissarisch Landrat des Kreises Kleve

#### Jungc
- Jungcheon (224–270), König von Goguryeo
- Jungclas, Georg (1902–1975), deutscher Politiker (SPD) und Widerstandskämpfer
- Jungclaus, Fred (1949–1992), deutscher Politiker (FDP), MdBB
- Jungclaus, Klaus (* 1942), deutscher Politiker (SPD), MdA
- Jungclaus, Michael (* 1964), deutscher Politiker (Bündnis 90/Die Grünen), MdL
- Jungclaus, Richard (1905–1945), deutscher SS- und Polizeiführer
- Jungclaus, Sven (* 1975), deutscher Schneider und Gewandmeister
- Jungclaussen, Caesar Albrecht (1855–1916), deutscher Apotheker
- Jungclaussen, Christian Hermann Diedrich (1798–1867), deutscher Maler
- Jungclaussen, Emmanuel (1927–2018), deutscher Ordensgeistlicher, Benediktinerabt und Autor
- Jungclaussen, Hardwin (1923–2019), deutscher Physiker auf den Gebieten Atomphysik und Informationswissenschaften
- Jungclaussen, Heinrich (1857–1946), deutscher Baumschulbesitzer und Gartenbauunternehmer
- Jungclaussen, Jacob Philipp Albrecht (1788–1860), deutscher Gymnasiallehrer und -Direktor
- Jungclaussen, John F. (* 1970), deutscher Journalist
- Jungclaussen, Julius (1854–1921), deutscher evangelischer Theologe und Mitbegründer der Deutschen Seemannsmission
- Jungclaussen, Wilhelm Theodor (1820–1903), deutscher Gymnasiallehrer und Konrektor

#### Jungd
- Jungdal, Andreas (* 2002), dänischer Fußballspieler

#### Junge
- Junge von Kayhausen, Moorleiche
- Junge, Alfred (1886–1964), deutscher Filmarchitekt
- Junge, Andreas (1959–2009), deutscher Künstler
- Junge, August (1821–1869), deutscher Mathematiker und Markscheider
- Junge, Barbara (* 1943), deutsche DokumentarfilmregisseurinBarbara Junge (* 1943)

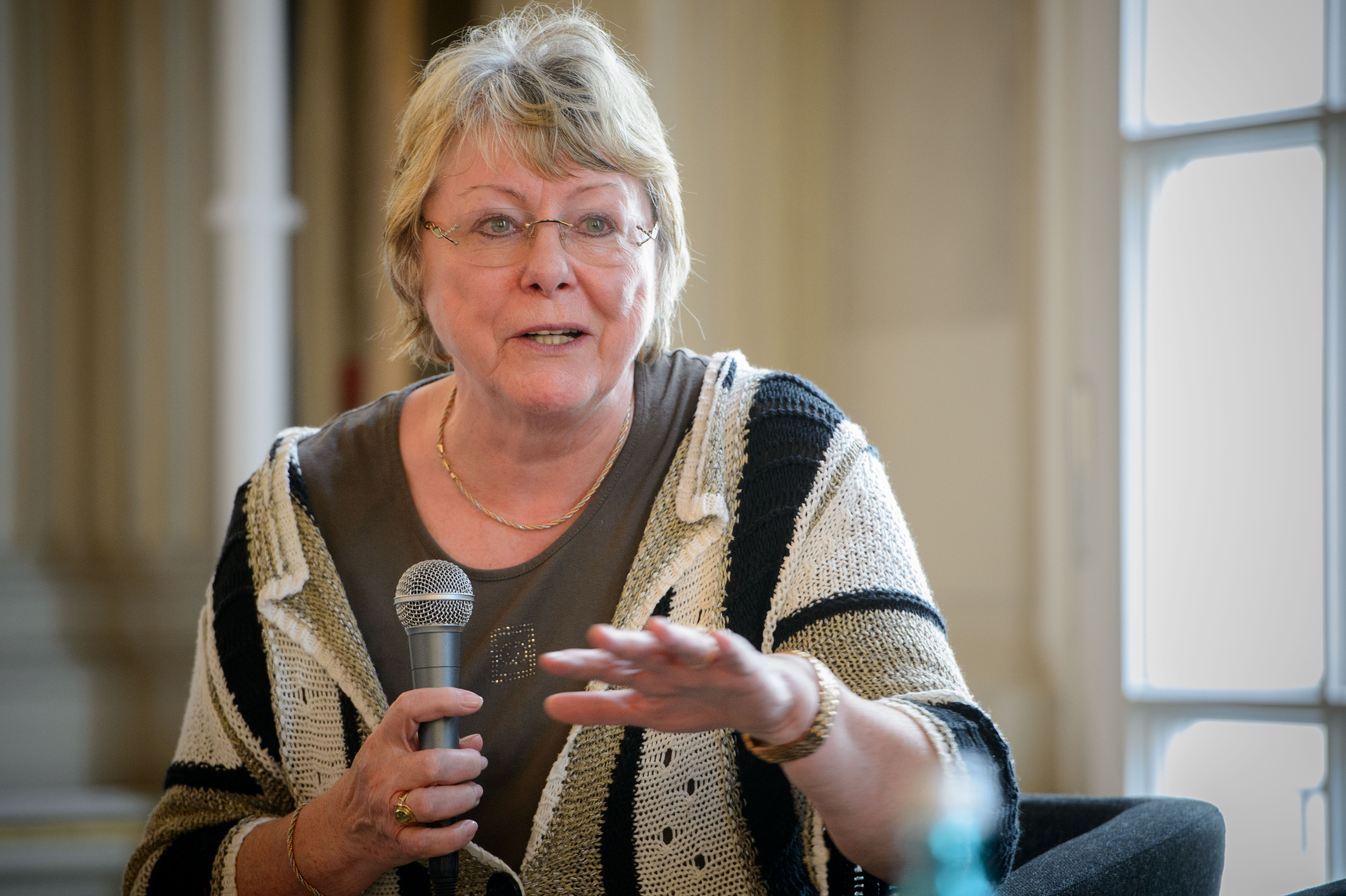
Barbara Junge (* 1943)

- Junge, Barbara (* 1968), deutsche Journalistin
- Junge, Barbara (* 1972), deutsche Kommunikationsdesignerin und Hochschullehrerin
- Junge, Bernd (* 1941), deutscher Radrennfahrer
- Junge, Christian (1912–1996), deutscher Meteorologe
- Junge, Christoph († 1687), deutscher Orgelbauer
- Junge, Daniel, US-amerikanischer Dokumentarfilmer
- Junge, Dennis (* 1983), deutscher Schauspieler
- Junge, Fiete (1992–2018), deutscher Kanusportler
- Junge, Fjodorowna Jekaterina (1843–1913), russische Landschafts-, Genre- und Porträtmalerin der Düsseldorfer Schule
- Junge, Frank (* 1967), deutscher Politiker (SPD)
- Junge, Frank W. (* 1962), deutscher Geochemiker und Mineraloge
- Junge, Franziska (* 1981), deutsche Schauspielerin
- Junge, Friedrich (1832–1905), deutscher Reformpädagoge und Biologe
- Junge, Friedrich (* 1941), deutscher Ägyptologe
- Junge, Friedrich-Wilhelm (1938–2025), deutscher Theaterschauspieler
- Junge, Günter (* 1928), deutscher Gebrauchsgrafiker und Hochschullehrer
- Junge, Hans-Hermann (1914–1944), deutscher SS-Offizier, Kammerdiener von Adolf HitlerHans-Hermann Junge (1914–1944)

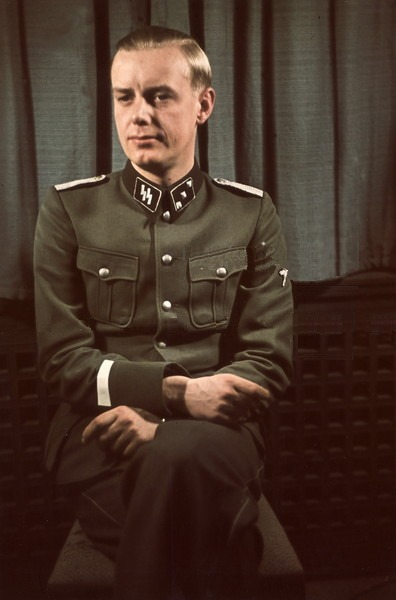
Hans-Hermann Junge (1914–1944)

- Junge, Heinrich (1869–1945), deutscher Gärtner
- Junge, Hermann (1841–1924), deutscher Gewerkschafter und Politiker (SPD), MdBB
- Junge, Jens (* 1964), deutscher Unternehmer, Hochschullehrer, Spielforscher, Autor und Vortragsredner
- Junge, Jobst Johann, deutscher Goldschmied
- Junge, Johannes, deutscher Rechenmeister
- Junge, Johannes, deutscher Bildhauer
- Junge, Julius, deutscher Goldschmied
- Junge, Klaus (1924–1945), deutscher Schachspieler
- Junge, Klaus (1926–2025), deutscher Physiker
- Junge, Lore (1923–2009), deutsche politische Aktivistin
- Junge, Margarete (1874–1966), deutsche Designerin von Möbeln und Kunstgewerbegegenständen
- Junge, Marion (* 1963), deutsche Politikerin (Die Linke), MdL
- Junge, Martin (1904–1982), deutscher Grafiker und Maler
- Junge, Martin (* 1961), chilenischer lutherischer Pfarrer
- Junge, Mathias (* 1974), deutscher Theater- und FilmschauspielerMathias Junge (* 1974)

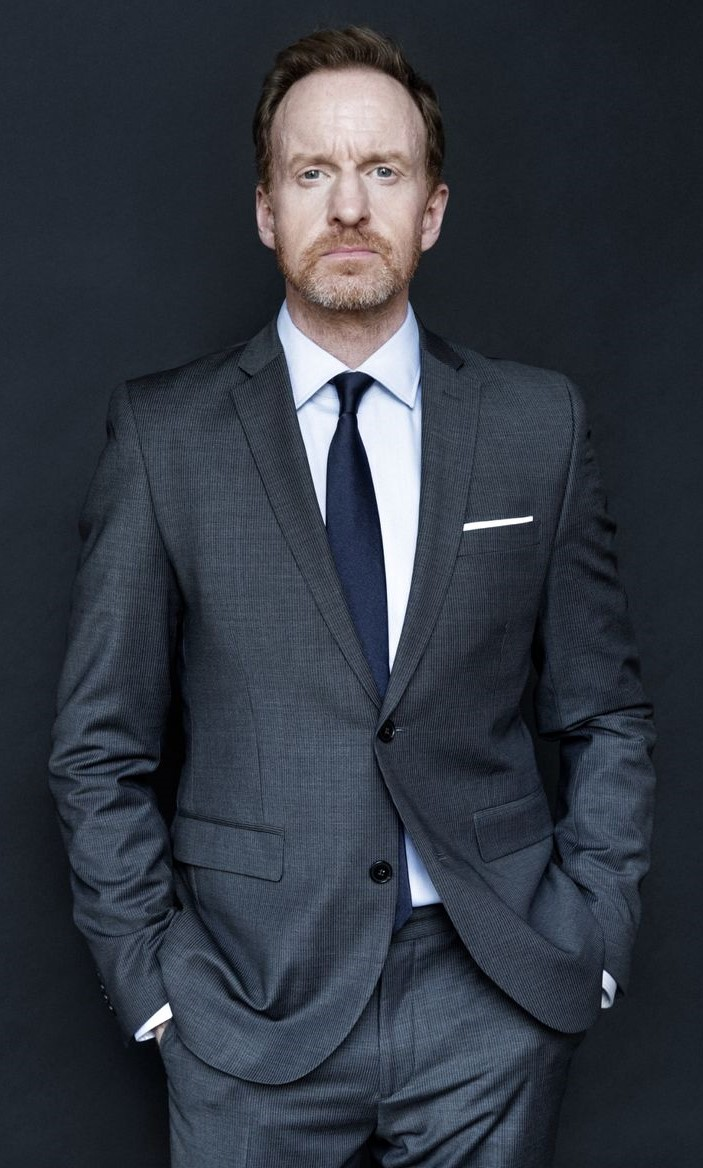
Mathias Junge (* 1974)

- Junge, Matthias (* 1960), deutscher Soziologe
- Jungé, Maximilian (1815–1895), preußischer Generalmajor und Kommandeur der 1. Feldartillerie-Brigade
- Junge, Norman (1938–2022), deutscher Illustrator und Bildhauer
- Junge, Oliver (* 1968), deutscher Mathematiker
- Junge, Paul (1881–1919), deutscher Botaniker und Lehrer
- Junge, Peter Julius (1913–1943), deutscher Althistoriker
- Junge, Ralph (* 1969), deutscher Basketballtrainer
- Junge, Regina (* 1939), deutsche Keramikerin
- Junge, Reinhard (* 1946), deutscher Krimi-Schriftsteller, Mitbegründer der SDAJ
- Junge, Ricarda (* 1979), deutsche Schriftstellerin
- Junge, Stefan (* 1950), deutscher Leichtathlet und Olympiamedaillengewinner
- Junge, Svend (1930–2007), dänischer Unternehmer, Philanthrop und Kommunalpolitiker
- Junge, Tidemann († 1421), Ratsherr der Hansestadt Lübeck
- Junge, Tim (* 2001), deutscher Eishockeyspieler
- Junge, Tobias Rafael (* 1981), deutscher Schriftsteller
- Junge, Traudl (1920–2002), deutsche Privatsekretärin Adolf Hitlers
- Junge, Uwe (* 1957), deutscher Offizier und Politiker (AfD), MdL
- Junge, Walter (1905–1990), deutscher Maler und Kunsterzieher
- Junge, Winfried (* 1935), deutscher DokumentarfilmregisseurWinfried Junge (* 1935)

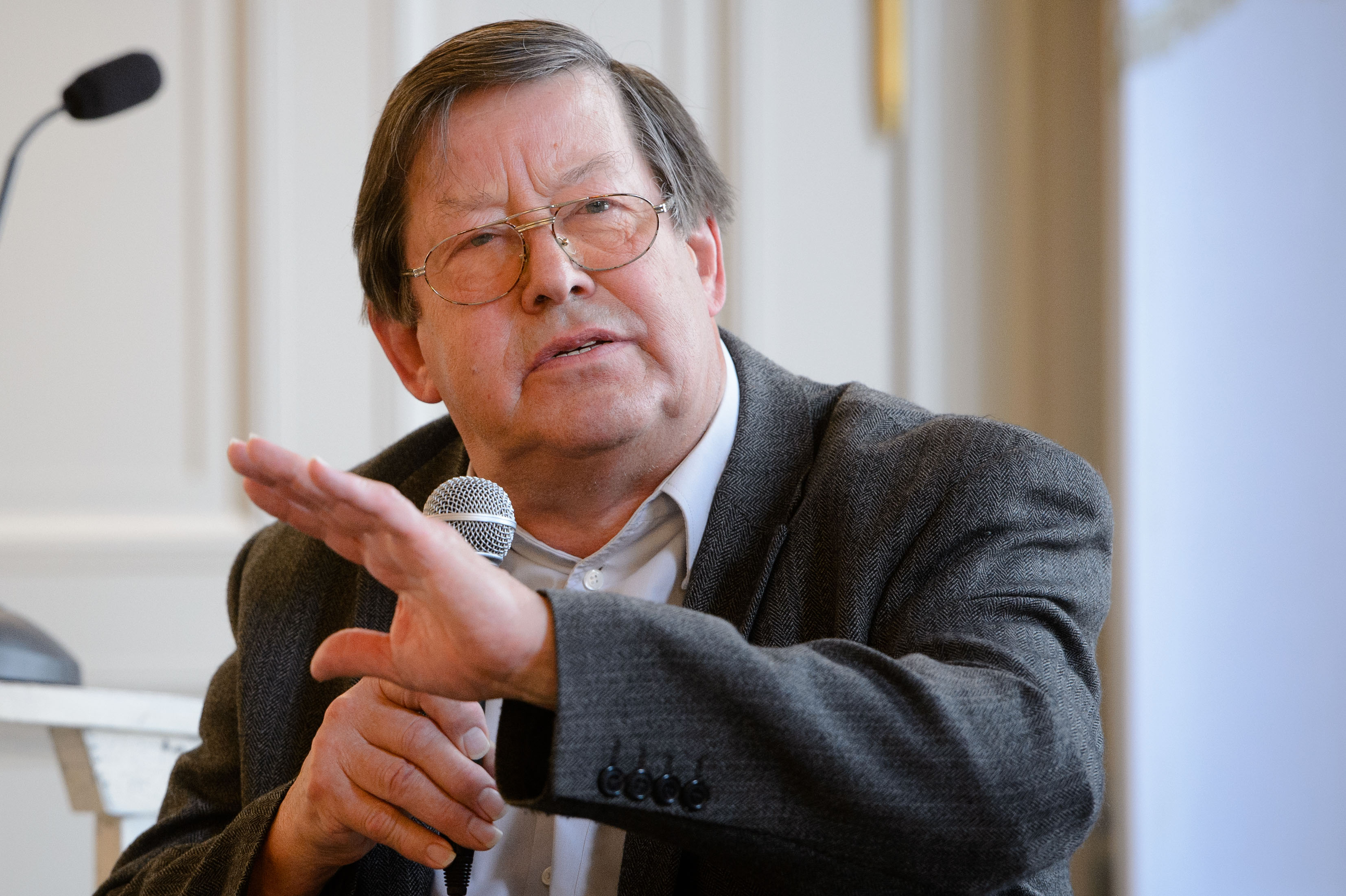
Winfried Junge (* 1935)

- Junge, Wolf (1903–1964), deutscher Seeoffizier der Reichsmarine und später der Kriegsmarine
- Junge, Wolfgang (* 1940), deutscher Biophysiker
- Junge-Reyer, Ingeborg (* 1946), deutsche Politikerin (SPD)
- Junge-Swinburne, Carl (1878–1950), deutscher Schauspieler
- Jungeblodt, Max (1854–1923), deutscher Politiker und Oberbürgermeister von Münster in Westfalen
- Jungeblodt, Werner (1922–1999), deutscher Jurist, Vorsitzender der BPjM
- Jungebloedt, Heinrich (1894–1976), deutscher Mosaikkünstler
- Jüngel, Ansgar (* 1966), deutscher Mathematiker
- Jüngel, Eberhard (1934–2021), deutscher Theologe und Hochschullehrer
- Jungel, Julius (1848–1928), deutscher Verwaltungsbeamter
- Jüngel, Marvin (* 2001), deutscher Springreiter
- Jungels, Bob (* 1992), luxemburgischer Radrennfahrer
- Jungen, André (* 1968), Schweizer Skilangläufer
- Jungen, Brian (* 1970), kanadischer Künstler mit schweizerisch-indianischen Wurzeln
- Jungen, Christian (* 1973), Schweizer Filmhistoriker und Filmkritiker
- Jungen, Johann Friedrich (1686–1767), Kurfürstlich Braunschweig Lüneburgischer Hofbaumeister in Hannover
- Jungen, Johann Hieronymus von und zum (1660–1732), kaiserlicher Feldmarschall
- Jungen, Johann Maximilian zum (1596–1649), Politiker und Gelehrter
- Jungen, Peter (* 1939), deutscher Unternehmer
- Jungenfeld, Arnold von (1810–1893), Richter und Landtagsabgeordneter Großherzogtum Hessen
- Jungenfeld, Wilhelm-Ernst Gedult von (1893–1966), deutscher Kriegsliterat und Offizier, zuletzt Oberst der Reserve in der Wehrmacht
- Jungenfels, Joachim Jung von (1580–1640), Reichenberger Burggraf und Stadthauptmann
- Junger Spervogel, mittelhochdeutscher Sangspruchdichter
- Junger, Burkhard (* 1947), deutscher Basketballspieler
- Jünger, Egidius (1833–1895), römisch-katholischer Bischof
- Jünger, Ernst (1895–1998), deutscher Schriftsteller und PublizistErnst Jünger (1895–1998)

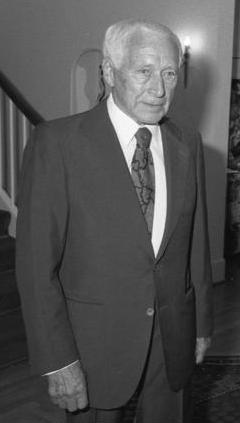
Ernst Jünger (1895–1998)

- Jünger, Ernst Georg (1868–1943), deutscher Chemiker und Apotheker
- Jünger, Franz (1613–1680), deutscher Bürgermeister
- Junger, Franz (1882–1934), österreichischer Schriftsteller
- Jünger, Franziska (* 1986), deutsche Schauspielerin
- Jünger, Friedrich Georg (1898–1977), deutscher Lyriker, Erzähler und Essayist
- Junger, Gil (* 1954), US-amerikanischer Regisseur und Produzent
- Jünger, Gretha (1906–1960), deutsche Autorin
- Jünger, Harri (1926–2016), deutscher Slawist, Literaturwissenschaftler und Hochschullehrer
- Jünger, Hermann (1928–2005), deutscher Goldschmied, Silberschmied und Zeichner
- Junger, Jelena Wladimirowna (1910–1999), sowjetische bzw. russische Schauspielerin
- Jünger, Johann Friedrich (1756–1797), deutscher Lustspieldichter
- Jünger, Liselotte (1917–2010), deutsche Germanistin, Historikerin und Lektorin
- Jünger, Oskar (1862–1945), bayerischer Militärkapellmeister
- Jünger, Patricia (1951–2017), schweizerisch-österreichische Pianistin, Organistin, Komponistin, Dirigentin und Hörspielautorin
- Jünger, René (* 1991), deutscher Ringer
- Jünger, Robin (* 1996), deutscher Politiker (AfD)
- Jünger, Sabine (* 1973), deutsche Politikerin (PDS und Die Linke)
- Junger, Sebastian (* 1962), US-amerikanischer Autor, Journalist und DokumentarfilmerSebastian Junger (* 1962)
- Junger, Ulrich, deutscher Boxer

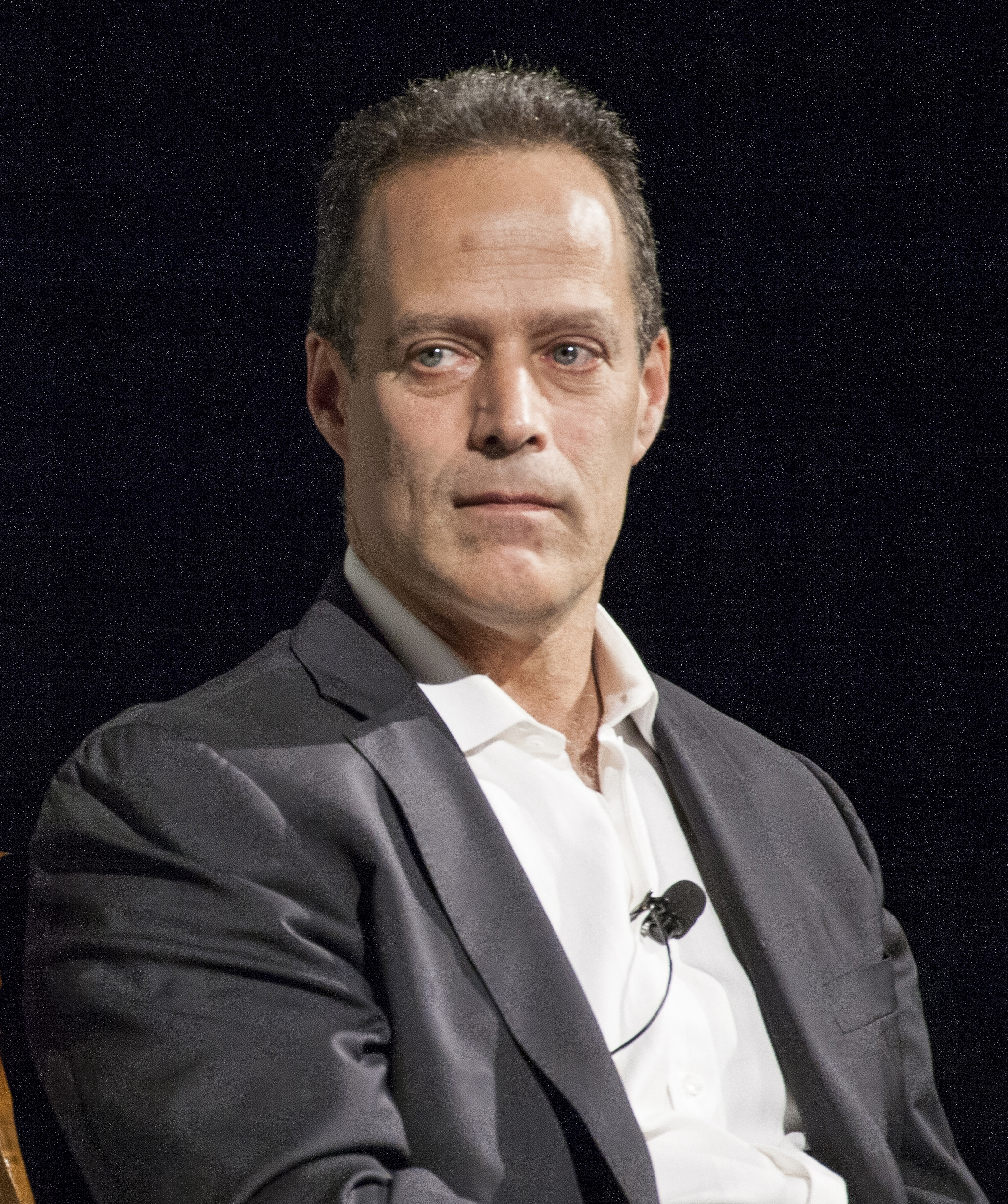
Sebastian Junger (* 1962)

- Junger, Wiebke (* 1975), deutsche Basketballspielerin
- Junger-Tas, Josine (1929–2011), niederländische Soziologin und Kriminologin
- Jüngerer Meister der Heiligen Sippe, deutscher Maler
- Jüngerich, Eduard (1872–1935), deutscher Architekt, Stadtplaner und Baubeamter
- Jungermann, Jimmy (1914–1987), deutscher Radiomoderator
- Jungermann, Ludwig (1572–1653), deutscher Botaniker und Arzt
- Jungermann, Wilhelm (1829–1888), Redakteur, Beamter und Reichstagsabgeordneter
- Jungers, William L. (* 1948), US-amerikanischer Paläoanthropologe
- Jungersen, Christian (* 1962), dänischer Schriftsteller
- Jungert, Susanna Jacobina (1741–1799), Sopranistin
- Junges, Rudolf (* 1909), deutscher Diplomat

#### Jungf
- Jungfer, Barbara (* 1968), deutsche Jazzgitarristin
- Jungfer, Georg (1845–1919), deutscher Baurat und Politiker (DFP), MdR
- Jungfer, Gerhard (1940–2017), deutscher Rechtsanwalt
- Jungfer, Hedda (* 1940), deutsche Politikerin (SPD), MdL
- Jungfleisch, Alexander (1905–1993), deutscher Jurist und Direktor der Landesversicherungsanstalt des Saarlandes
- Jungfleisch, Émile (1839–1916), französischer Chemiker
- Jungfleisch, Marie-Laurence (* 1990), deutsche Hochspringerin

#### Jungg
- Junggeburth, Christian (1887–1929), deutscher Radrennfahrer und Schrittmacher
- Junggeburth, Leo (1923–1992), deutscher Tischtennisspieler
- Junggeburth, Manfred Johannes (* 1956), deutscher Journalist, Künstler, Kulturmanager und Naturwissenschaftler
- Junggeburth, Otto (1944–2011), deutscher Schauspieler, Regisseur und Schriftsteller
- Junggeburth, Saskia (* 1975), deutsche Schauspielerin und Regisseurin
- Junggeburth, Wicky (* 1951), deutscher TV-ModeratorWicky Junggeburth (* 1951)

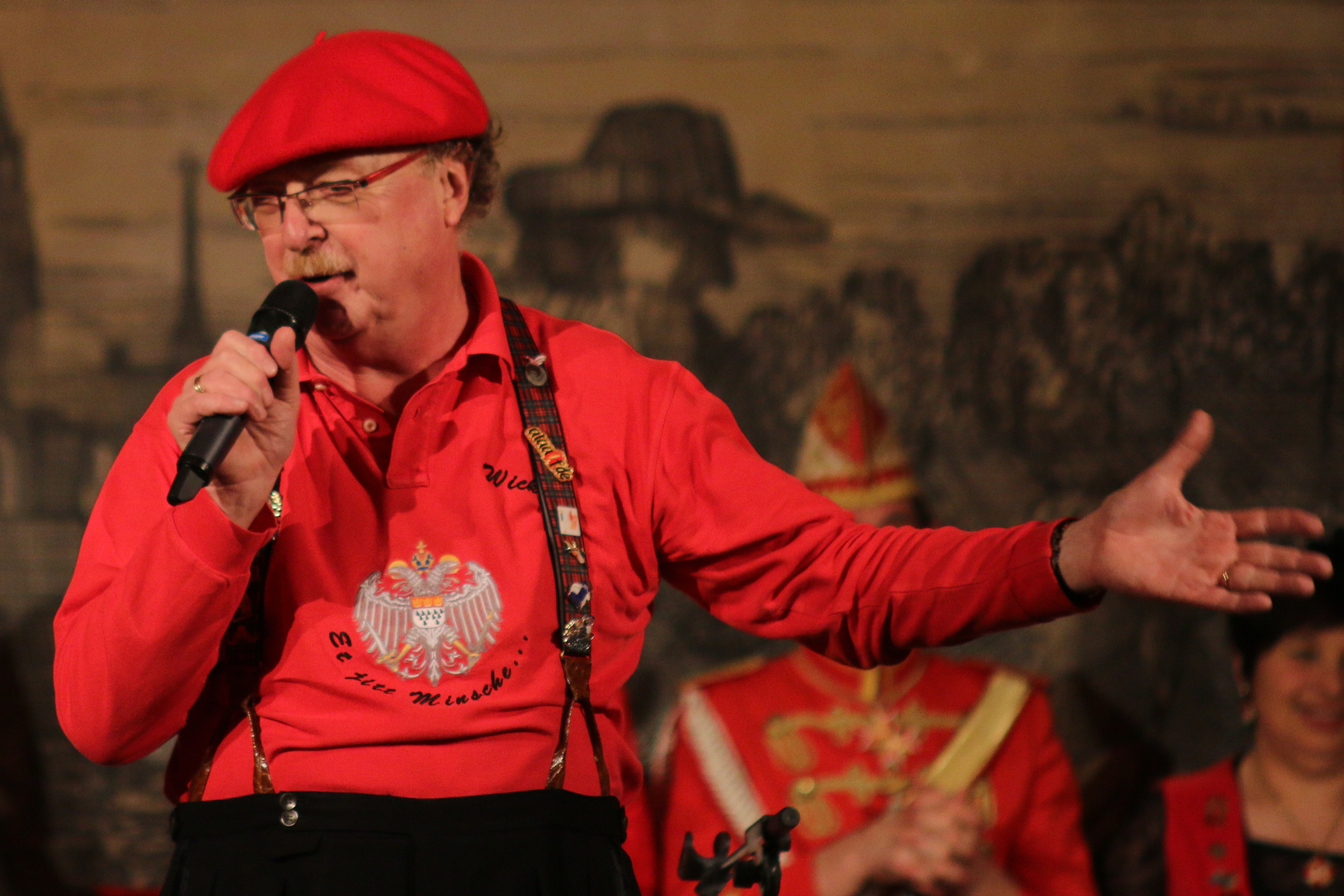
Wicky Junggeburth (* 1951)

- Junggreen, Jens Peter (1827–1886), Tabakfabrikant und Politiker, MdR

#### Jungh
- Junghähnel, Gerhard (1926–2004), deutscher Physiker, Professor, Hochschulrektor
- Junghänel, Henri (* 1988), deutscher Sportschütze
- Junghänel, Konrad (* 1953), deutscher Lautenist und Dirigent
- Junghann, Otto (1873–1964), deutscher Verwaltungsjurist, Regierungspräsident in Köslin (1919–1925)
- Junghanns, Caroline (* 1985), deutsche Schauspielerin
- Junghanns, Damian (1800–1875), Jurist; Teilnehmer an der badischen Revolution 1848/49
- Junghanns, Hans (1906–1989), deutscher Architekt
- Junghanns, Hartmut (* 1953), deutscher Ökonom und Politiker (SED, PDS, Die Linke), MdVK
- Junghanns, Herbert (1902–1986), deutscher Chirurg
- Junghanns, Herbert (* 1907), deutscher Aufnahmeleiter und Produktionsleiter
- Junghanns, Julius Paul (1876–1958), deutscher Tiermaler
- Junghanns, Karl (1797–1886), deutscher Jurist und Politiker
- Junghanns, Kurt (1908–2006), deutscher Architekt und Architekturhistoriker
- Junghanns, Paul (1879–1942), deutscher Landwirt und Politiker (NSDAP)
- Junghanns, Rainer (* 1963), deutscher Künstler
- Junghanns, Reinhold Rudolf (1884–1967), deutscher Maler, Radierer, Lithograf und Bildhauer
- Junghanns, Rolf (1945–1993), deutscher Pianist und Musikwissenschaftler
- Junghanns, Ulrich (* 1956), deutscher DBD-Funktionär, Politiker (CDU), MdL, MdB und Wirtschaftsminister von BrandenburgUlrich Junghanns (* 1956)
- Junghannß, Karl (* 1996), deutscher Geher

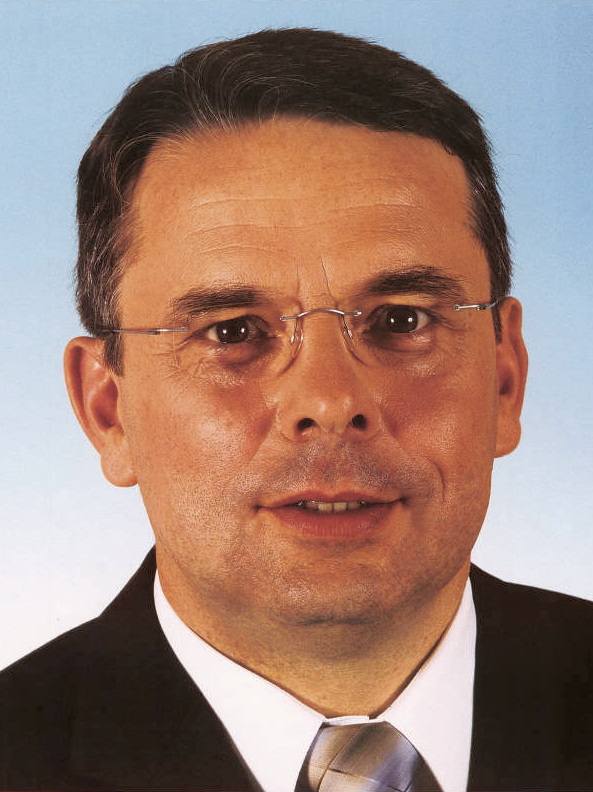
Ulrich Junghanns (* 1956)

- Junghans, Arthur (1852–1920), deutscher Unternehmer, Uhrenfabrikant
- Junghans, Carl (1897–1984), deutscher Filmregisseur, Filmeditor und Drehbuchautor
- Junghans, Christoph (* 1982), deutscher Computerphysiker und Akademiker
- Junghans, Dieter (* 1959), deutscher Manager
- Junghans, Edith (1887–1968), deutsche Malerin, Zeichnerin und Kunsterzieherin
- Junghans, Erhard (1823–1870), Strohhut- und UhrenfabrikantErhard Junghans (1823–1870)

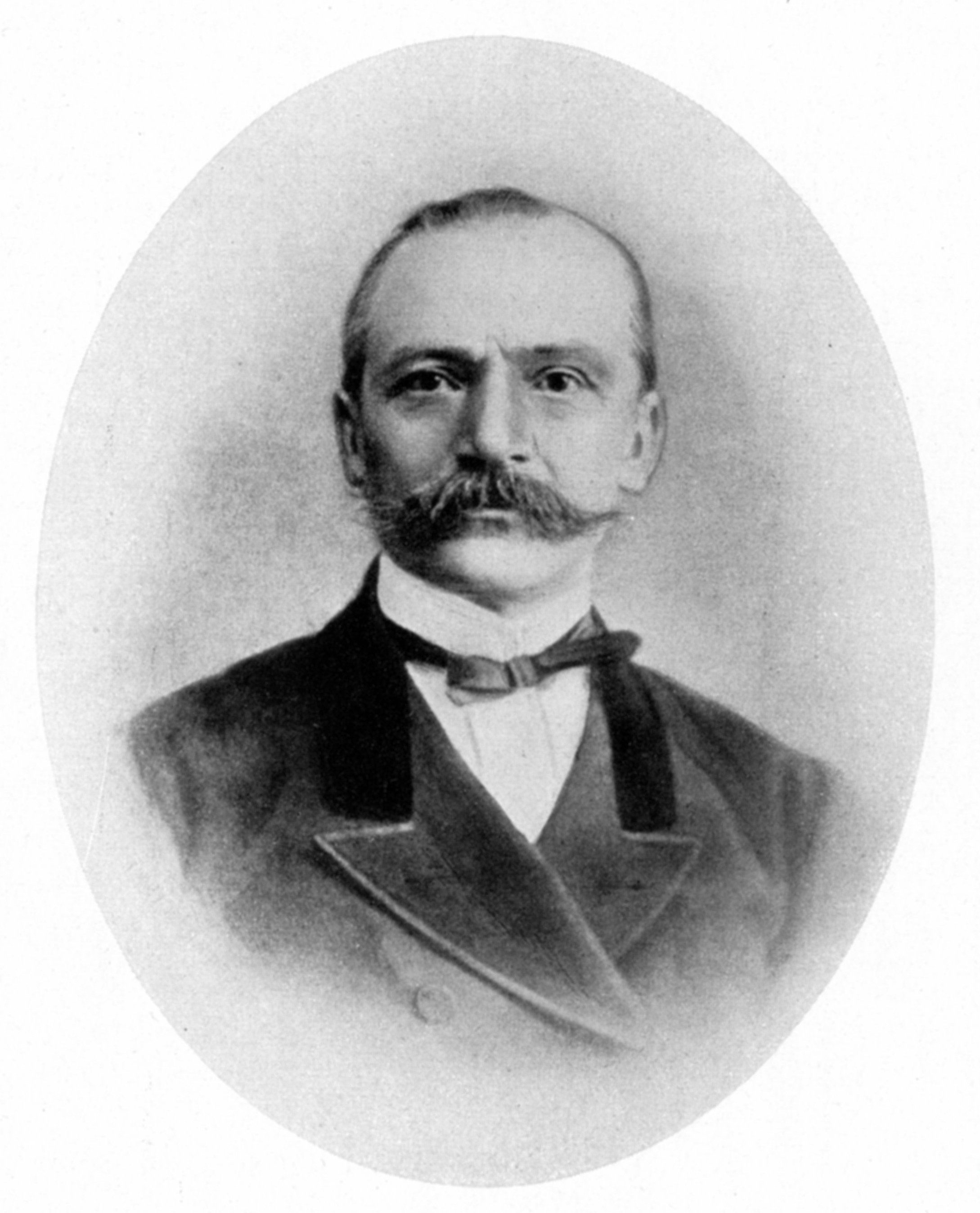
Erhard Junghans (1823–1870)

- Junghans, Erhard (1925–2005), deutscher Politiker (CDU), MdL
- Junghans, Franz Georg (1755–1828), württembergischer und badischer Verwaltungsbeamter
- Junghans, Fritz (1901–1962), deutscher Verwaltungsjurist (ADAC)
- Junghans, Günter (1941–2014), deutscher Schauspieler
- Junghans, Hans-Jürgen (1922–2003), deutscher Politiker (SPD), MdB
- Junghans, Heinz (* 1932), deutscher Chirurg und Jazzmusiker
- Junghans, Helmar (1931–2010), deutscher evangelischer Theologe und Kirchenhistoriker
- Junghans, Helmut (1891–1964), deutscher Uhrenfabrikant
- Junghans, Hermann (* 1965), deutscher Jurist, Numismatiker und Politiker (CDU)
- Junghans, Karl Erhard (1879–1968), deutscher Chemiker und Unternehmer
- Junghans, Marianne (* 1923), deutsche Schriftstellerin
- Junghans, Philipp Caspar (1738–1797), deutscher Arzt und Botaniker
- Junghans, Siegfried (1887–1954), deutscher Erfinder
- Junghans, Siegfried (1915–1999), deutscher Prähistoriker
- Junghans, Sophie (1845–1907), deutsche Schriftstellerin
- Junghans, Steffen (* 1963), deutscher Fotograf
- Junghans, Thomas (* 1956), deutscher Bildhauer
- Junghans, Thomas (* 1977), Schweizer Dartspieler
- Junghans, Walter (* 1958), deutscher Fußballtorwart
- Junghans, Wilhelm (1834–1865), deutscher Historiker
- Junghaus, Tímea (* 1975), ungarische Kunsthistorikerin, Kuratorin und Kulturaktivistin
- Jungheim, Carl (1830–1886), deutscher Landschaftsmaler der Düsseldorfer Schule
- Jungheim, Gregor, deutscher Journalist
- Jungheim, Hans Josef (1927–2012), deutscher Schriftsteller
- Jungheim, Julius (1878–1957), deutscher Landschaftsmaler
- Jungheinrich, Friedrich (1899–1968), deutscher Unternehmer
- Jungheinrich, Hans-Klaus (1938–2018), deutscher Kulturjournalist und Autor mit dem Schwerpunkt Musik
- Junghenn, Emil (1850–1911), Mitglied des preußischen Abgeordnetenhauses
- Jungherr, Andreas (* 1981), deutscher Politik- und Kommunikationswissenschaftler
- Jungherr, Fritz (1879–1948), deutscher Jurist und Politiker
- Jungherr, Ursula (* 1946), deutsche Politikerin (CDU), ehemalige Oberbürgermeisterin von Bad Homburg vor der Höhe
- Jungherz, Hubert (1896–1975), deutscher Politiker (SPD), MdL, MdB
- Junghuhn, Franz Wilhelm (1809–1864), deutscher Arzt und NaturforscherFranz Wilhelm Junghuhn (1809–1864)

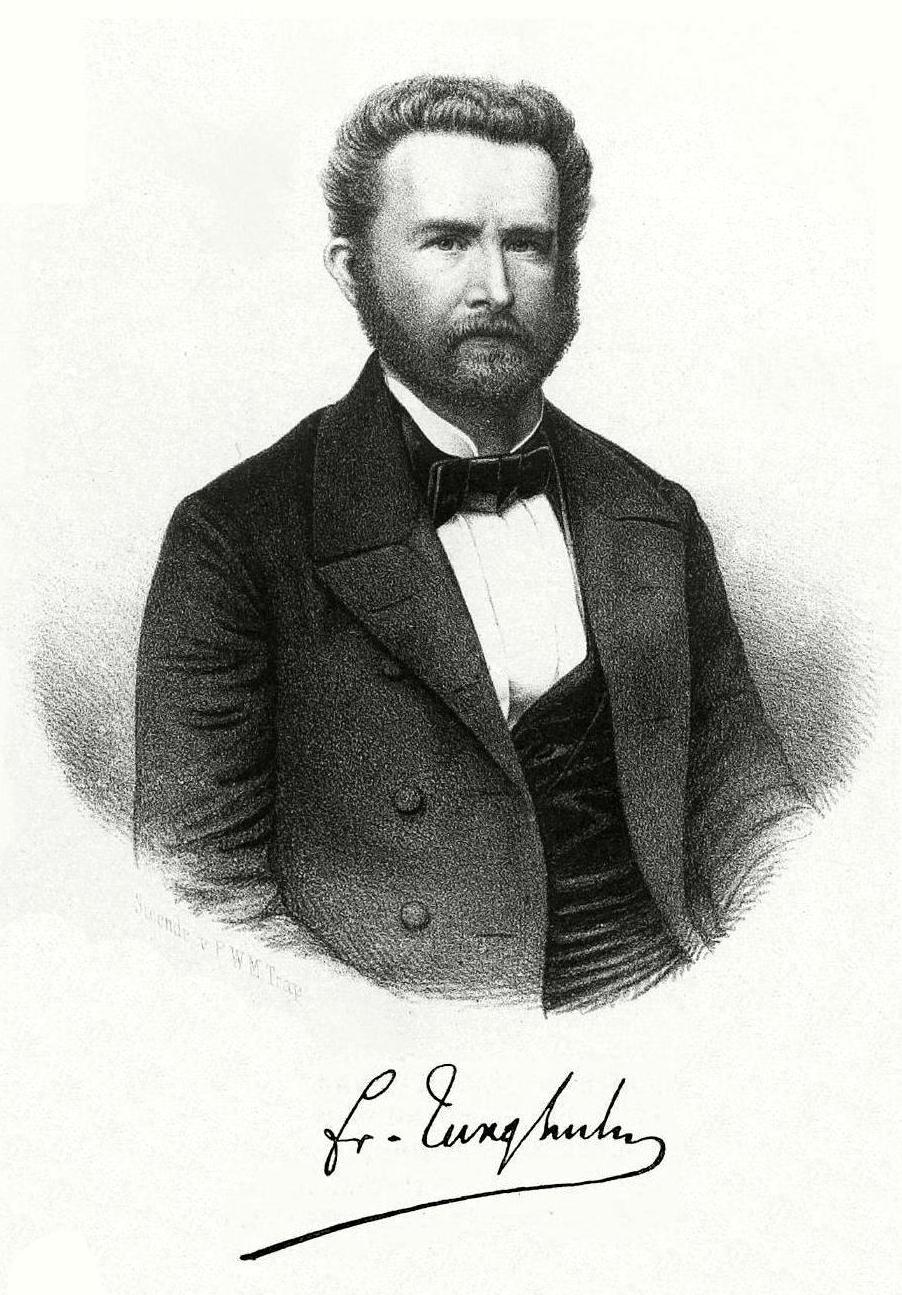
Franz Wilhelm Junghuhn (1809–1864)

- Junghwa (* 1995), südkoreanische Sängerin, Schauspielerin und Mitglied der Girlgroup EXID

#### Jungi
- Junginger, Fritz (* 1936), deutscher Bibliothekar
- Junginger, Hans Georg (* 1943), deutscher Politiker (SPD), MdL
- Junginger, Horst (* 1959), deutscher Religionswissenschaftler
- Junginger, Wolfgang (1951–1982), deutscher Skirennläufer
- Jungius, Friedrich Wilhelm (1771–1819), deutscher Naturwissenschaftler und Ballonfahrer
- Jungius, Hartmut (* 1939), deutscher Zoologe und Naturschützer
- Jungius, Joachim (1587–1657), deutscher Mathematiker, Physiker und PhilosophJoachim Jungius (1587–1657)

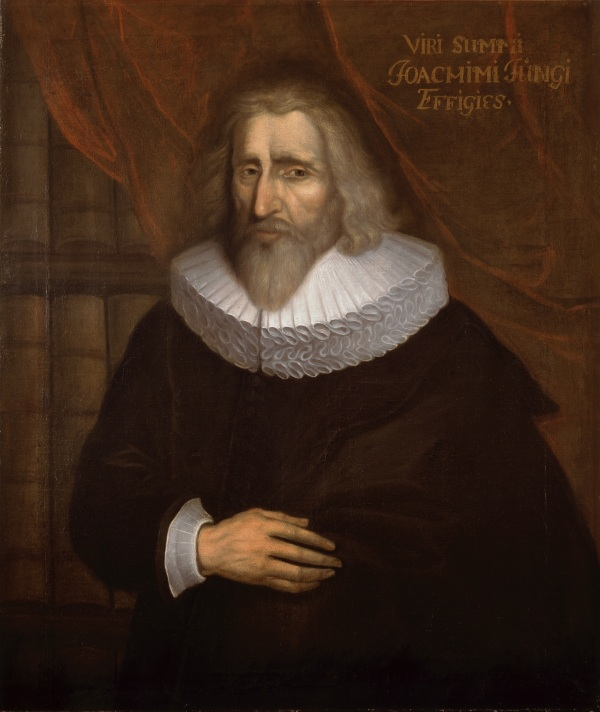
Joachim Jungius (1587–1657)

#### Jungj
- Jungjohann, Arne (* 1973), deutscher Autor und Politikberater
- Jungjohann, Caren (* 1967), deutsche Hockeyspielerin und Olympiateilnehmerin
- Jungjong (1488–1544), 11. König der Joseon-Dynastie in Korea

#### Jungk
- Jungk, Albrecht (1929–2024), deutscher Agrikulturchemiker auf dem Gebiet der Pflanzenernährung
- Jungk, Axel (* 1991), deutscher Skeletonsportler
- Jungk, Klaus (1916–2005), deutscher Komponist und Musikwissenschaftler
- Jungk, Max (1872–1937), österreichischer Theaterschauspieler und Drehbuchautor
- Jungk, Peter Stephan (* 1952), österreichisch-US-amerikanischer deutschsprachiger Schriftsteller
- Jungk, Robert (1913–1994), deutsch-österreichischer Publizist, Journalist und Zukunftsforscher
- Jungk, Rolf-Dieter (* 1961), deutscher Verwaltungsjurist
- Jungkamp, Burkhard (* 1955), deutscher Politiker, Staatssekretär in Brandenburg
- Jüngken, Hermann (1816–1890), deutscher Rittergutsbesitzer und Politiker (NLP), MdR
- Jüngken, Johann Christian (1793–1875), deutscher Ophthalmologe/Chirurg und Hochschullehrer
- Jüngken, Johann Helfrich (1648–1726), Stadtarzt in Frankfurt am Main und Mitglied der Leopoldina
- Jungkenn, Friedrich Christian Arnold von (1732–1806), hessischer General und Kriegsminister
- Jungkenn, Karl Friedrich von (1737–1802), preußischer Generalmajor, Kommandeur des Infanterieregiments „Graf Dohna“
- Jungkenn, Martin Eberhard von († 1769), preußischer Generalmajor
- Jungkind, Josef (* 1884), deutsch-russischer römisch-katholischer Geistlicher und Märtyrer
- Jungklaus, Alina (* 1998), deutsche Schwimmerin
- Jungklaus, Bettina (* 1965), deutsche Anthropologin
- Jungklaus, Rudolf (1882–1961), deutscher evangelischer Theologe
- Jungkunz, Gerd (* 1946), deutscher Mediziner für Psychiatrie, Psychotherapie, Neurologie und Geriatrie
- Jungkurth, Horst (1933–2022), deutscher Generalleutnant und Inspekteur der Luftwaffe

#### Jungl
- Junglas, Johann (1898–1963), deutscher Politiker (Zentrum, CDU), MdL, MdB und rheinland-pfälzischer Landesminister
- Junglas, Manuel (* 1989), deutscher Fußballspieler
- Junglas, Wolfgang (* 1955), deutscher Weinjournalist, Restauranttester und TV-Produzent
- Jungle, Joey’s (* 1995), deutscher Webvideoproduzent
- Jüngling, Armin (1909–1984), deutscher Dichterarzt
- Jüngling, Burker-Wieland (* 1943), deutscher Politiker (FDP, SPD), MdL
- Jüngling, Clemens (* 1981), deutsch-österreichischer Dirigent und Pianist
- Jüngling, Hans-Winfried (1938–2018), deutscher Jesuit und Theologe
- Jüngling, Kirsten (* 1949), deutsche Publizistin
- Jüngling, Max (1903–1963), deutscher Jurist, Kommunalpolitiker (CSU), Landrat und MdL
- Jüngling, Otto (1880–1921), deutscher Fußballspieler
- Jüngling, Peter (* 1955), deutscher Heimatforscher (Archäologie) und LGBT-Aktivist
- Jüngling, Roland (* 1957), deutscher Fußballspieler

#### Jungm
- Jungmaier, Marianne (* 1985), österreichische Autorin
- Jungmair, Bernd (* 1969), österreichischer Komponist, Schlagzeuger und Musikproduzent
- Jungmair, Otto (1889–1974), österreichischer Schriftsteller und Dichter
- Jungmair, Stefan (* 1965), österreichischer Komponist und Saxophonist
- Jungmann, Anton Johann (1775–1854), böhmischer Mediziner, Geburtshelfer und Hochschullehrer
- Jungmann, Bernard (1833–1895), deutscher Theologe
- Jungmann, Christoph (* 1962), deutscher Schauspieler und Kabarettist
- Jungmann, Eduard Julius (1815–1862), deutscher Hauptmann im Schleswig-Holsteinischen Krieg
- Jungmann, Elisabeth (1894–1958), deutsche Sekretärin und Übersetzerin
- Jungmann, Emil (1846–1927), deutscher Philologe und Pädagoge
- Jungmann, Eric (* 1981), US-amerikanischer Schauspieler
- Jungmann, Erich (1907–1986), deutscher Politiker (KPD, SED), MdR
- Jungmann, Fritz (1894–1954), deutscher Politiker (SPD/SED), MdL Sachsen-Anhalt
- Jungmann, Georg (* 1956), deutscher Politiker (CDU), MdL
- Jungmann, Gerhard (1910–1981), deutscher Arzt und Politiker (NSDAP, CDU), MdL, MdB
- Jungmann, Heinrich (1891–1964), saarländischer Politiker (CVP, CDU), MdL
- Jungmann, Horst (* 1934), deutscher Fußballtorhüter
- Jungmann, Horst (* 1940), deutscher Politiker (SPD), MdB
- Jungmann, Josef (1773–1847), tschechischer Philologe und SprachwissenschaftlerJosef Jungmann (1773–1847)

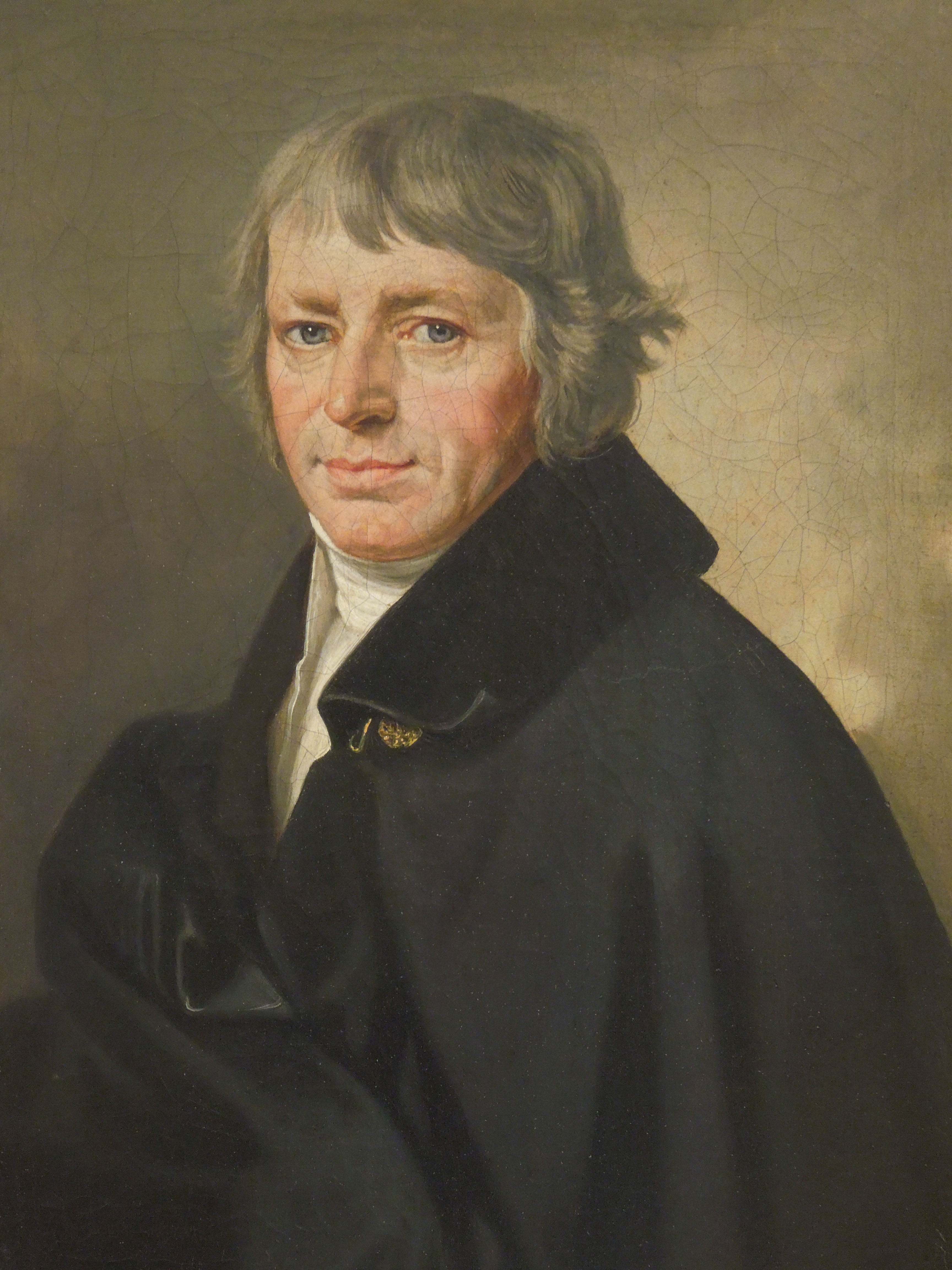
Josef Jungmann (1773–1847)

- Jungmann, Josef (1888–1982), tschechoslowakischer Fechter
- Jungmann, Josef Andreas (1889–1975), österreichischer Jesuit, Liturgiker und Konzilsberater
- Jungmann, Joseph (1830–1885), deutscher Theologe
- Jungmann, Louis (1832–1892), deutscher Komponist, Pianist und Musikpädagoge
- Jungmann, Max (1875–1970), deutscher Arzt und Zionist
- Jungmann, Recha (* 1940), deutsche Filmregisseurin, Drehbuchautorin und Produzentin
- Jungmann, Thorsten (* 1977), deutscher Hochschullehrer, Ingenieur und Didaktiker
- Jungmark, Ebba (* 1987), schwedische Hochspringerin
- Jungmayr, Jörg (* 1948), deutscher Alt-Germanist
- Jungmeier, Bärbel (* 1975), österreichische Radsportlerin und Pädagogin
- Jungmeier, Gundi (* 1976), österreichische Autorin und Historikerin
- Jungmichel, Dieter (1931–2021), deutscher Facharzt für Orthopädie und Chefarzt
- Jungmichel, Gottfried (1902–1981), deutscher Arzt, Hochschullehrer und Politiker (FDP), MdL
- Jungmittag, Clara (1881–1961), deutsche Politikerin (SPD), MdBB
- Jungmittag, Willi (1908–1944), deutscher Fotoreporter, Widerstandskämpfer und NS-Opfer

#### Jungn
- Jungner, Waldemar (1869–1924), schwedischer Erfinder, Ingenieur und Unternehmer
- Jungnickel, Adolph Moritz (1817–1895), sächsischer Politiker
- Jungnickel, Dieter (* 1952), deutscher Mathematiker
- Jungnickel, Dirk (* 1944), deutscher Regisseur, Dokumentarfilmer und Schauspieler
- Jungnickel, Franz (1500–1559), Bürgermeister, Rektor und Richter der Stadt Zittau
- Jungnickel, Gertrud (1870–1947), deutsche Malerin
- Jungnickel, Hanns-Georg (* 1942), deutscher Computeringenieur
- Jungnickel, Heinz (1914–2006), deutscher Kältetechniker
- Jungnickel, Holger (* 1985), deutscher Kameramann
- Jungnickel, Isabelle (* 1966), österreichische Politikerin (ÖVP)
- Jungnickel, Klaus (1940–2024), deutscher Basketballspieler und -trainer
- Jungnickel, Lars (* 1981), deutscher Fußballspieler und -trainerLars Jungnickel (* 1981)

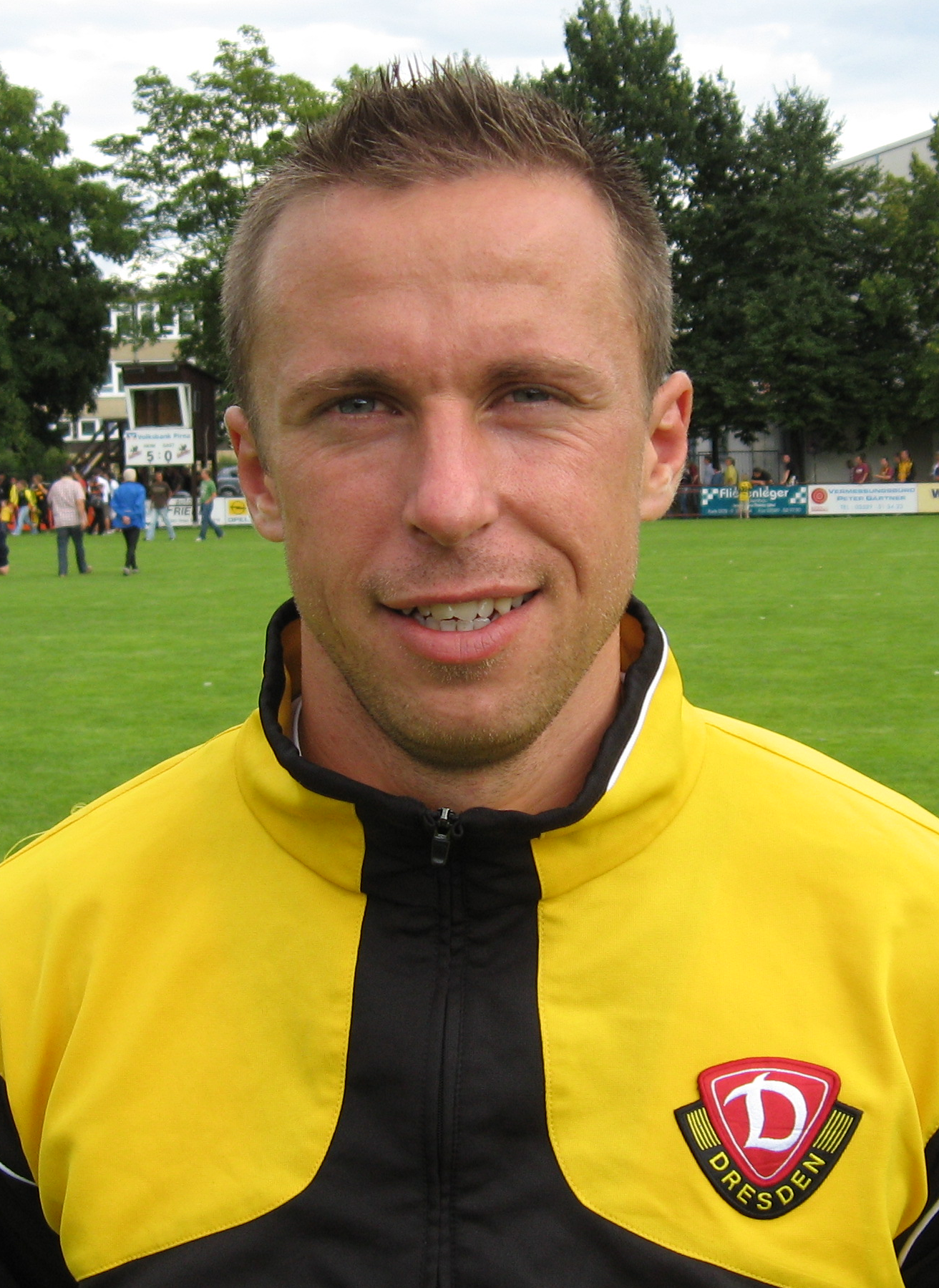
Lars Jungnickel (* 1981)

- Jungnickel, Ludwig Heinrich (1881–1965), österreichischer Maler und Illustrator
- Jungnickel, Max (1868–1934), deutscher Politiker (SPD)
- Jungnickel, Max (1890–1945), deutscher Schriftsteller
- Jungnickel, Walther (* 1878), deutscher Offizier
- Jungnickel, Wolfgang (* 1928), deutscher Politiker (FDP) und MdA
- Jungnik Freiherr von Wittken, Hanns (* 1888), deutscher Antisemit und Nationalsozialist
- Jungnikl, Saskia (* 1981), österreichische Journalistin und Autorin
- Jungnitz, Joseph (1844–1918), deutscher katholischer Theologe, Archivar und Schriftsteller

#### Jungo
- Jungo Brüngger, Renata (* 1961), Schweizer Juristin
- Jungo, Alexandra (* 1964), Schweizer Rechtswissenschaftlerin
- Jungo, Dimitri (* 1983), Schweizer Poolbillardspieler
- Jungowska, Edyta (* 1966), polnische Schauspielerin

#### Jungr
- Jungr, Barb (* 1954), britische Sängerin
- Jungraithmayr, Alfred (1933–2016), österreichischer Journalist und Dokumentarfilmregisseur, -produzent und Drehbuchautor
- Jungraithmayr, Herrmann (* 1931), österreichischer Afrikanist und pensionierter Universitätsprofessor

#### Jungs
- Jungschläger, Peter (* 1984), niederländischer Fußballspieler
- Jüngst, Antonie (1843–1918), deutsche Schriftstellerin
- Jüngst, Birgit (* 1967), deutsche Mountainbikerin
- Jüngst, Bodo-Knut (1935–2017), deutscher Kinderarzt und Sportmediziner
- Jüngst, Carl (1831–1918), deutscher Eisenhütten-Fachmann
- Jüngst, Christian Gottfried (1795–1869), Pastor und Superintendent in Lingen
- Jüngst, Hans (1901–1944), deutscher Geologe und Hochschuldozent
- Jüngst, Harald (* 1964), deutscher Chorleiter und Musikpädagoge
- Jüngst, Heike Elisabeth (* 1967), deutsche Übersetzungswissenschaftlerin
- Jüngst, Heinrich (1825–1918), Königlich Hannoverscher, später preußischer Offizier, deutscher Architekt
- Jüngst, Hugo Carl (1871–1942), deutscher Kritiker und Lyriker
- Jüngst, Hugo Richard (1853–1923), deutscher Komponist
- Jüngst, Johannes (1871–1931), deutscher evangelischer Geistlicher, Autor und rechtskonservativer Politiker
- Jüngst, Ludwig Volrath (1804–1880), deutscher Lehrer für Naturgeschichte, Geographie und Deutsche Sprache
- Jüngst, Marianne († 1962), deutsche Nonne und Ehrenbürgerin Fritzlars
- Jüngst, Peter (1782–1848), Mitglied der kurhessischen Ständeversammlung
- Jüngst, Ursula (* 1965), deutsche Künstlerin
- Jungstedt, Mari (* 1962), schwedische Autorin

#### Jungt
- Jungtow, Otto (1892–1959), deutscher Fußballspieler

#### Jungw
- Jungwirth, Alois (1884–1946), österreichischer Zimmermann und Politiker (CS), Landtagsabgeordneter
- Jungwirth, Andreas (* 1967), österreichischer Schauspieler und Autor
- Jungwirth, Antonia (* 1992), deutsche Schauspielerin
- Jungwirth, Carola (* 1966), deutsche Wirtschaftswissenschaftlerin
- Jungwirth, Daniel (* 1982), deutscher Fußballspieler
- Jungwirth, Florian (* 1989), deutscher FußballspielerFlorian Jungwirth (* 1989)

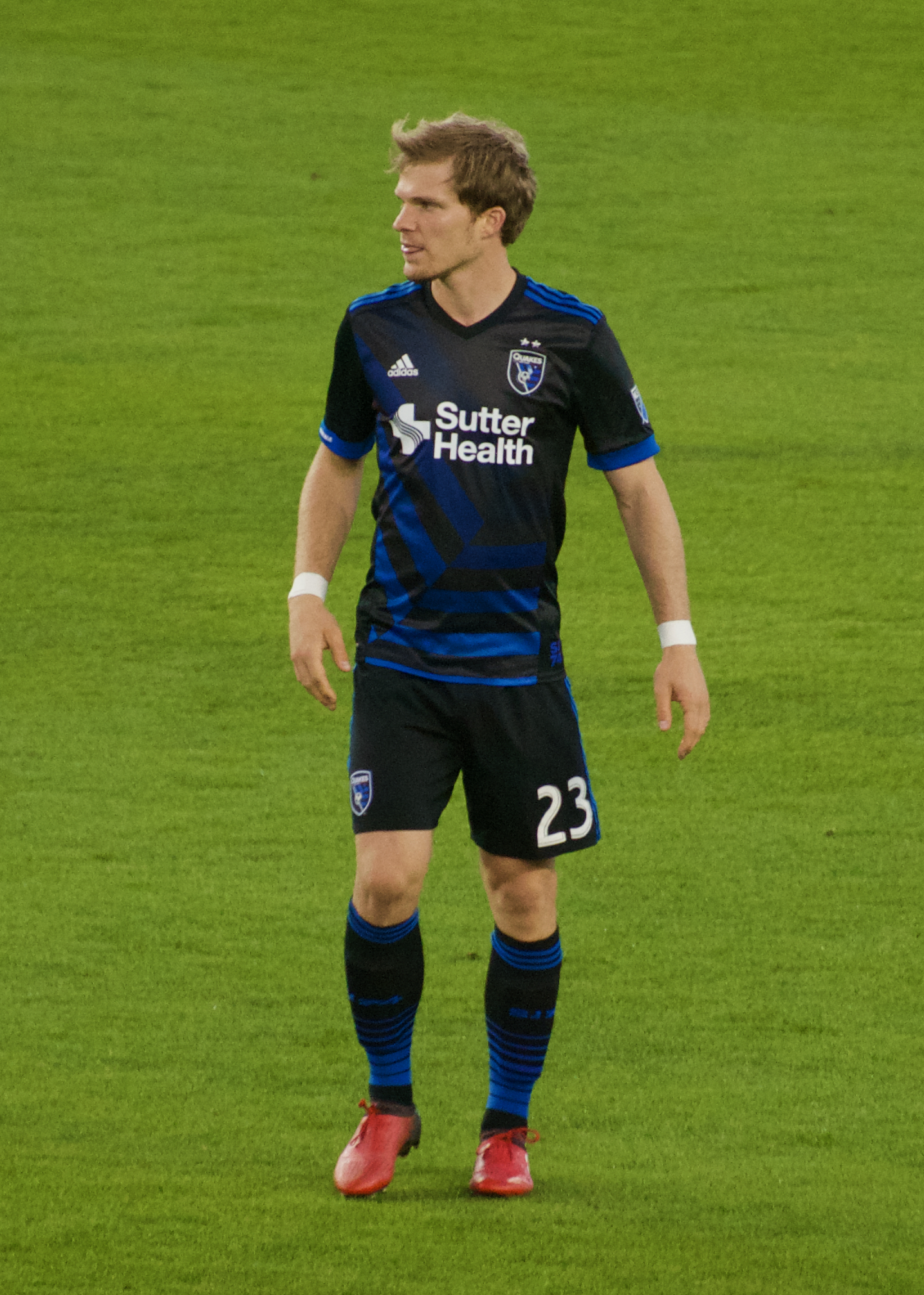
Florian Jungwirth (* 1989)

- Jungwirth, Franz (* 1938), deutscher Politiker (CSU)
- Jungwirth, Franz Xaver (1720–1790), deutscher Kupferstecher und Radierer
- Jungwirth, Hans (1922–1993), österreichischer Finanzbeamter und Politiker (SPÖ), Landtagsabgeordneter, Abgeordneter zum Nationalrat
- Jungwirth, Helena (1945–2023), schwedische Opernsängerin in der Stimmlage Mezzosopran und Alt
- Jungwirth, Helmut (* 1969), österreichischer Molekularbiologe und Hochschullehrer
- Jungwirth, Johann (* 1973), deutscher Ingenieur und Manager
- Jungwirth, Johannes (* 1983), deutscher Ingenieur, Unternehmer und Hochschulprofessor
- Jungwirth, Josef (1869–1950), österreichischer Maler
- Jungwirth, Kurt (1929–2025), österreichischer Politiker, Landtagsabgeordneter sowie Schach- und Kulturfunktionär
- Jungwirth, Lukas (* 2004), österreichischer Fußballspieler
- Jungwirth, Manfred (1919–1999), österreichischer Opernsänger (Bass)
- Jungwirth, Maria (1894–1968), österreichische Malerin und Kunstgewerblerin
- Jungwirth, Martha (* 1940), österreichische Malerin
- Jungwirth, Nikolaus (1935–2018), deutscher Maler, Grafiker, Satiriker und Journalist
- Jungwirth, Otto (* 1933), österreichischer Maler
- Jungwirth, Peter (* 1987), deutscher Handballspieler
- Jungwirth, Raimund (1679–1729), österreichischer Zisterzienser und Abt
- Jungwirth, Rudolf (* 1955), österreichischer Komponist
- Jungwirth, Sabine (* 1969), österreichische Politikerin (Grüne), Landtagsabgeordnete in der Steiermark
- Jungwirth, Stanislav (1930–1986), tschechischer Mittelstreckenläufer
- Jungwirth, Xenia (* 1978), deutsche Schriftstellerin

### Junh
- Junhold, Jörg (* 1964), deutscher Tierarzt und ZoodirektorJörg Junhold (* 1964)

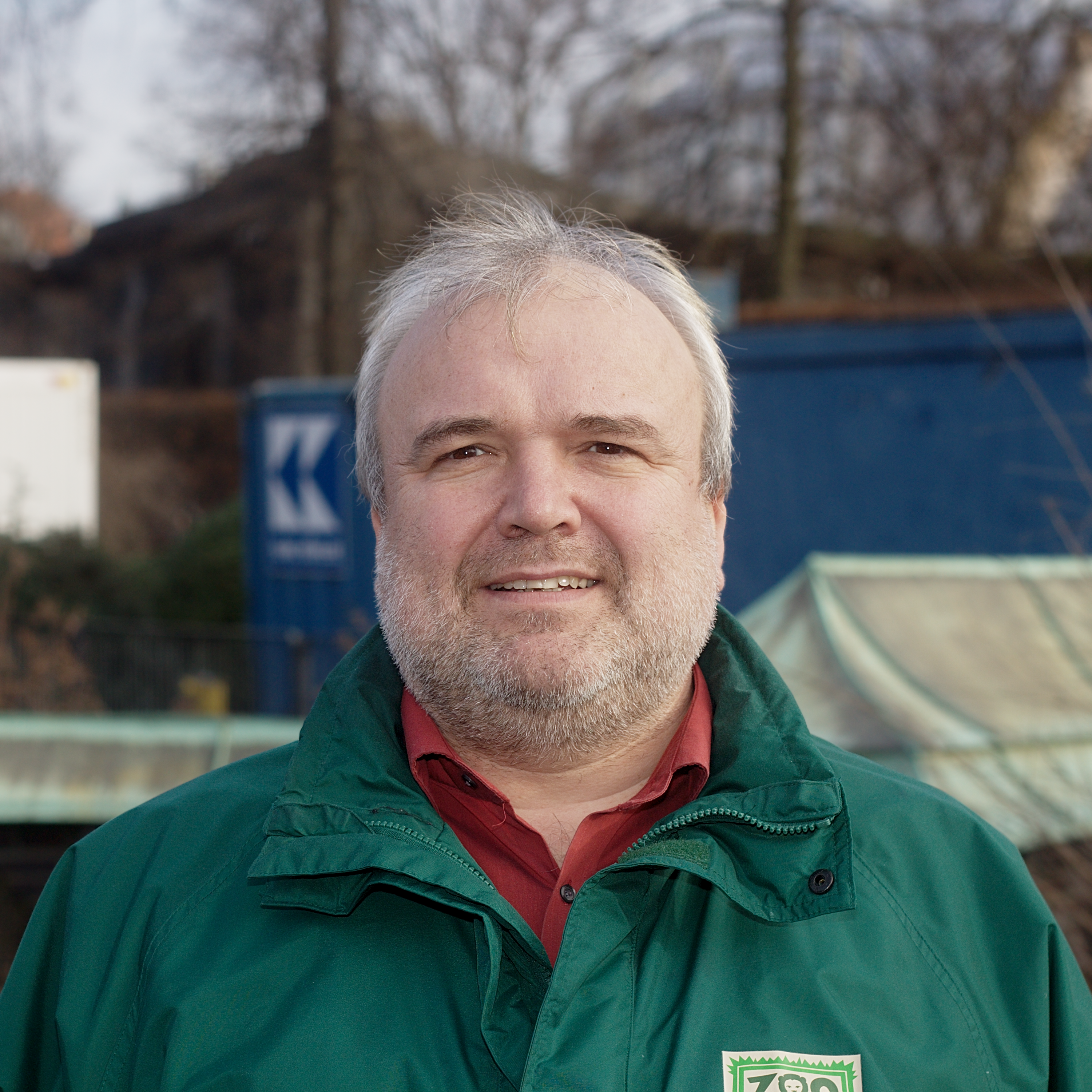
Jörg Junhold (* 1964)

- Junhom, Pongsakorn (* 1986), thailändischer Fußballspieler

### Juni
- Juni, Juan de (1506–1577), französisch-spanischer Bildhauer und Holzschnitzer
- Juni, Julia von (* 1975), österreichische Schauspielerin
- Junia, christliche Apostelin
- Juniansyah, Rizki (* 2003), indonesischer Gewichtheber
- Junias, Jonas (* 1993), namibischer Boxer
- Junichi, Ihara, japanischer Diplomat und ehemaliger Funktionär bei der Welthandelsorganisation
- Juniel, Irmgard, deutsche Tischtennisspielerin
- Juniewicz, Tekla (1906–2022), polnische Supercentenarian
- Junige, Dieter (* 1932), deutscher Fußballspieler
- Junik, Iris (1968–2009), deutsche Schauspielerin
- Junillon, Franck (* 1978), französischer Handballspieler
- Junin, Alexei Wladimirowitsch (* 1985), russischer Eisschnellläufer
- Juninho (* 1975), brasilianischer FußballspielerJuninho (* 1975)

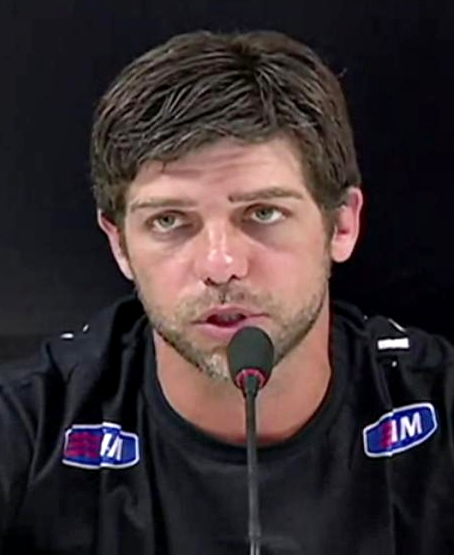
Juninho (* 1975)

- Juninho (* 1977), brasilianischer Fußballspieler
- Juninho (* 1981), brasilianischer Fußballspieler
- Juninho (* 1982), brasilianischer Fußballspieler
- Juninho (* 1985), brasilianischer Fußballspieler
- Juninho (* 1989), brasilianischer Fußballspieler
- Juninho (* 1994), brasilianischer Fußballspieler
- Juninho (* 1995), brasilianischer Fußballspieler
- Juninho Bala (* 1998), brasilianischer Fußballspieler
- Junio, Gilmore (* 1990), kanadischer Eisschnellläufer
- Júnior (* 1954), brasilianischer Fußballspieler und -trainerJúnior (* 1954)

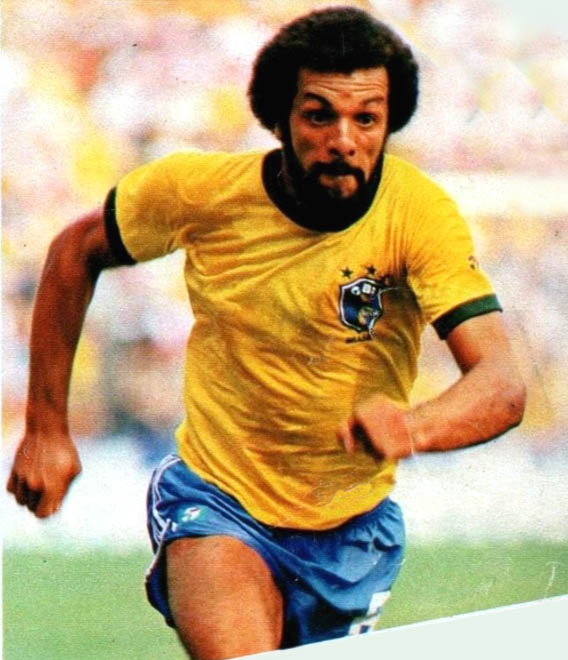
Júnior (* 1954)

- Júnior (* 1973), brasilianischer Fußballspieler
- Júnior (* 1977), brasilianischer Fußballspieler
- Júnior Brumado (* 1999), brasilianischer Fußballspieler
- Junior Jack (* 1971), italienischer Musikproduzent und DJ
- Junior K (* 1992), italienischer DJ und Hip-Hop-Produzent
- Junior Kelly (* 1969), jamaikanischer Reggae-Sänger
- Júnior Negrão (* 1986), brasilianischer Fußballspieler
- Junior Pope (1984–2024), nigerianischer Schauspieler und Filmemacher
- Júnior Santos (* 1985), brasilianischer Fußballspieler
- Júnior Santos (* 1994), brasilianischer Fußballspieler
- Júnior, Alair de Souza Camargo (* 1982), brasilianischer Fußballspieler
- Júnior, Alcides de Souza Faria (* 1993), brasilianischer Fußballspieler
- Junior, Alicilio Pinto Silva (* 1977), brasilianischer Fußballspieler
- Júnior, Dossa (* 1986), zyprisch-portugiesischer Fußballspieler
- Junior, Edmílson (* 1994), belgisch-brasilianischerer Fußballspieler
- Júnior, Henrique, angolanischer Politiker
- Junior, Jakob Carl (1859–1946), deutscher Bauunternehmer
- Júnior, José Alves dos Santos (* 1969), brasilianischer Fußballspieler
- Júnior, Juan Maldonado Jaimez (* 1982), brasilianischer Fußballspieler
- Junior, Lago (* 1990), ivorischer Fußballspieler
- Júnior, Manoel Ferreira dos Santos (* 1967), brasilianischer Ordensgeistlicher, römisch-katholischer Bischof von Registro
- Júnior, Márcio de Souza Gregório (* 1986), brasilianischer Fußballspieler
- Júnior, Marcos (* 1993), brasilianischer Fußballspieler
- Junior, Michael (* 1986), belgischer Sänger
- Júnior, Rosalvo Cândido Rosa (* 1991), brasilianischer Fußballspieler
- Júnior, Stênio (* 1991), brasilianischer Fußballspieler
- Júnior, Valci (* 1987), brasilianischer Fußballspieler
- Juniper, Tony (* 1960), britischer Aktivist, Umweltberater, Autor und Umweltschützer
- Junitschew, Charis Charissowitsch (1931–2006), russischer Schwimmer und Olympiateilnehmer
- Junius, Franz der Ältere (1545–1602), reformierter Theologe
- Junius, Franz der Jüngere (1591–1677), Pionier der germanischen Philologie
- Junius, Hadrianus (1511–1575), Humanist
- Junius, Hans (1888–1968), deutscher Unternehmer
- Junius, Johann Friedrich (1725–1794), deutscher Buchhändler, Verleger und Rittergutsbesitzer
- Junius, Johannes (1573–1628), Bürgermeister, Opfer der Hexenprozesse in Bamberg
- Junius, Maria († 1745), niederländische Schauspielerin und Ausstatterin
- Junius, Melchior (1545–1604), deutscher Rhetoriker und Humanist
- Junius, Paul (1901–1944), deutscher Kommunist und Widerstandskämpfer
- Junius, Piet (1941–2021), namibischer Politiker
- Junius, Robertus (1606–1655), Missionar der Niederländisch-reformierten Kirche
- Junius, Ulrich (1670–1726), deutscher Astronom, Geograph und Mathematiker

### Junk
- Junk, Bruno (1929–1995), sowjetischer Leichtathlet
- Junk, Catharina (* 1973), deutsche Drehbuchautorin und Schriftstellerin
- Junk, Dennis (* 1984), deutscher Politiker (CDU)
- Junk, Margarete (1898–1979), deutsche Sozialarbeiterin
- Junk, Oliver (* 1976), deutscher Politiker (CSU), Oberbürgermeister von Goslar
- Junk, Rudolf (1880–1943), österreichischer Grafiker und Maler
- Junk, Sebastian (* 1983), deutscher Judoka-Behindertensportler
- Junk, Sophia (* 1999), deutsche LeichtathletinSophia Junk (* 1999)

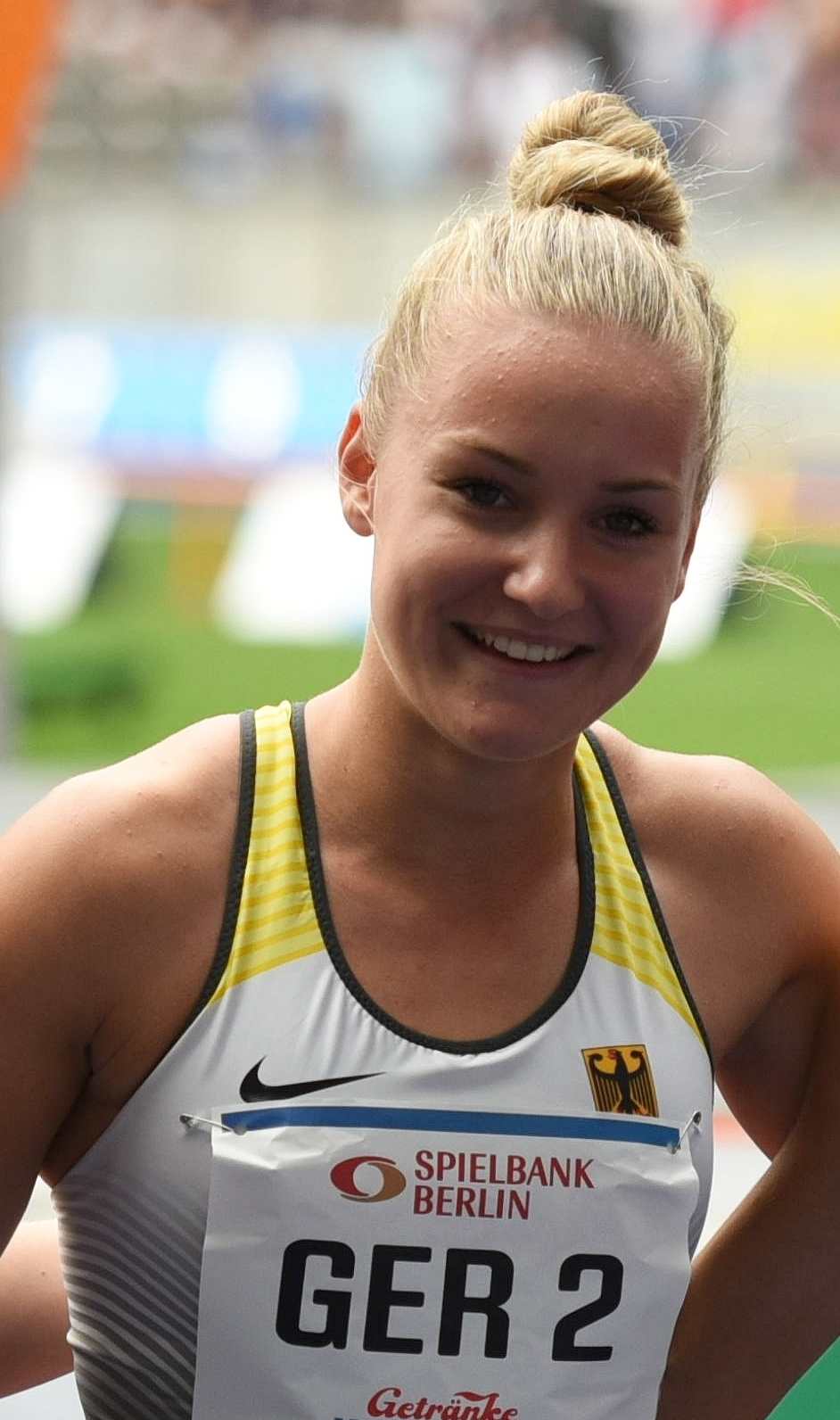
Sophia Junk (* 1999)

- Junk, Viktor (1875–1948), österreichischer Germanist und Komponist
- Junk, Wilhelm (1866–1942), Antiquar und Verleger
- Junke, August (1877–1926), deutscher sozialdemokratischer Politiker
- Jünke, Christoph (* 1964), deutscher Historiker
- Junke, Paul (1886–1945), deutscher Politiker (SPD, USPD), MdR
- Junkelmann, Albert († 1874), deutscher Pianist und Komponist
- Junkelmann, Erich (1890–1964), deutscher Kunsthändler und Komponist
- Junkelmann, Marcus (* 1949), deutscher Historiker und ArchäologeMarcus Junkelmann (* 1949)

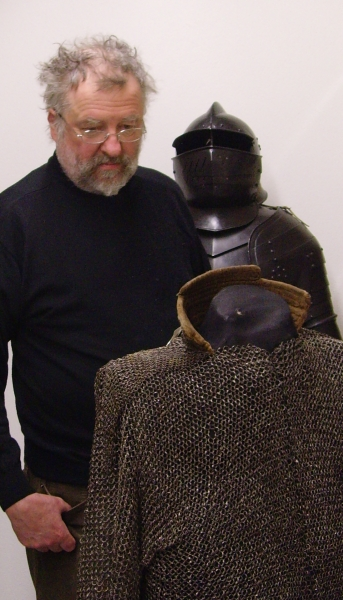
Marcus Junkelmann (* 1949)

- Junker Burkhard, Margrit (* 1957), Schweizer Politikerin (SP)
- Junker von Langegg, Ferdinand Adalbert (1828–1901), österreichischer Mediziner, Schriftsteller und Übersetzer
- Junker von Ober-Conreuth, Woldemar (1819–1898), deutscher Verwaltungsjurist; Regierungspräsident in Breslau
- Junker, Abbo (* 1957), deutscher Rechtswissenschaftler
- Junker, Albert (1908–2004), deutscher Romanist, Literaturwissenschaftler und Sprachwissenschaftler
- Junker, Alois (1893–1967), österreichischer Politiker (SDAP), Landtagsabgeordneter
- Junker, Anneliese (* 1954), österreichische Politikerin (ÖVP), Landtagsabgeordnete in Tirol, Bundesrätin
- Junker, August (1868–1944), deutscher Musiker
- Junker, August (1871–1946), deutscher Volkssänger
- Junker, Beat (1928–2019), Schweizer Historiker
- Junker, Bernd (* 1953), deutscher Kommunalpolitiker, Oberbürgermeister von Schwetzingen (2007–2008)
- Junker, Carl (1827–1882), österreichischer Architekt
- Junker, Carl (1864–1928), österreichischer Journalist, Syndikus des Vereines der österreichisch-ungarischen Buchhändler und Historiker
- Junker, Detlef (* 1939), deutscher Historiker und Amerikanist
- Junker, Dietmar (* 1942), deutscher Sportwissenschaftler, Hochschullehrer
- Junker, Elmar (* 1962), deutscher Physiker und Astronom
- Junker, Gottfried (* 1950), deutscher Autorenfilmer und Fotograf
- Junker, Hans-Peter (* 1964), deutscher Journalist
- Junker, Heinrich (1889–1970), deutscher Sprachwissenschaftler
- Junker, Heinrich (1911–1993), deutscher Politiker (CSU), MdL
- Junker, Heinrich (1923–2012), deutscher Politiker (SPD), MdB
- Junker, Helmut (* 1934), deutscher Psychoanalytiker und Schriftsteller
- Junker, Hermann (1877–1962), deutscher Ägyptologe
- Junker, Hubert (1891–1971), deutscher katholischer Theologe und Päpstlicher Hausprälat
- Junker, Johannes (* 1932), deutscher lutherischer Theologe der Selbständigen Evangelisch-Lutherischen Kirche (SELK)
- Junker, Joseph († 1946), deutscher Unternehmer
- Junker, Jürgen Albert (* 1969), deutscher Bankier
- Junker, Karin (* 1940), deutsche Politikerin (SPD), MdEP
- Junker, Karl (1850–1912), deutscher Maler, Bildhauer und ArchitektKarl Junker (1850–1912)

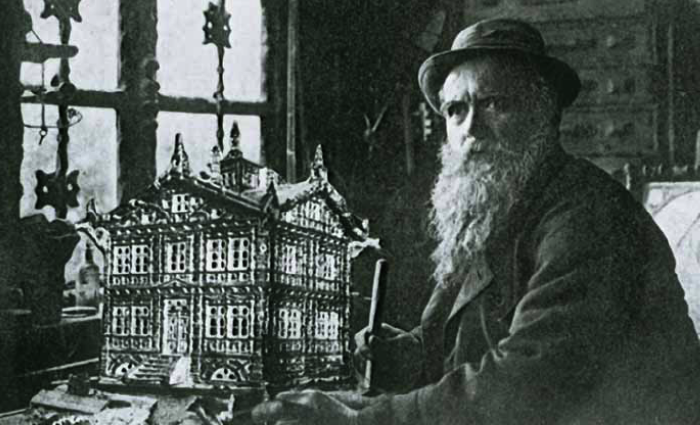
Karl Junker (1850–1912)

- Junker, Karl (1905–1995), deutscher Komponist im Problemschach und Schriftsteller im Schach
- Junker, Kasper (* 1994), dänischer Fußballspieler
- Junker, Kirk W. (* 1959), US-amerikanischer Rechtswissenschaftler
- Junker, Klaus (* 1958), deutscher Klassischer Archäologe
- Junker, Leni (1905–1997), deutsche Leichtathletin
- Junker, Mads (* 1981), dänischer Fußballspieler
- Junker, Manfred (* 1969), deutscher Jazzmusiker (Gitarre, Komposition)
- Junker, Max (1885–1959), deutscher Jurist
- Junker, Michael (* 1959), deutscher Rechtswissenschaftler
- Junker, Michael (* 1968), deutscher Fußballspieler und Fußballtrainer
- Junker, Michaela (* 1964), deutsche Badmintonspielerin
- Junker, Otto (1900–1982), deutscher Unternehmer
- Junker, Paul (* 1952), deutscher Politiker (CDU), Landrat
- Junker, Reinhard (* 1956), deutscher Buchautor und Geschäftsführer der evangelikalen Studiengemeinschaft Wort und Wissen
- Junker, Rudolf (1895–1980), deutscher Konteradmiral der Kriegsmarine
- Junker, Sofie (* 1997), deutsche Schauspielerin
- Junker, Sophie (* 1985), französisch-belgische Sopranistin
- Junker, Steve (* 1972), deutsch-kanadischer Eishockeyspieler und -trainer
- Junker, Thomas (* 1957), deutscher Apotheker und BiologiehistorikerThomas Junker (* 1957)

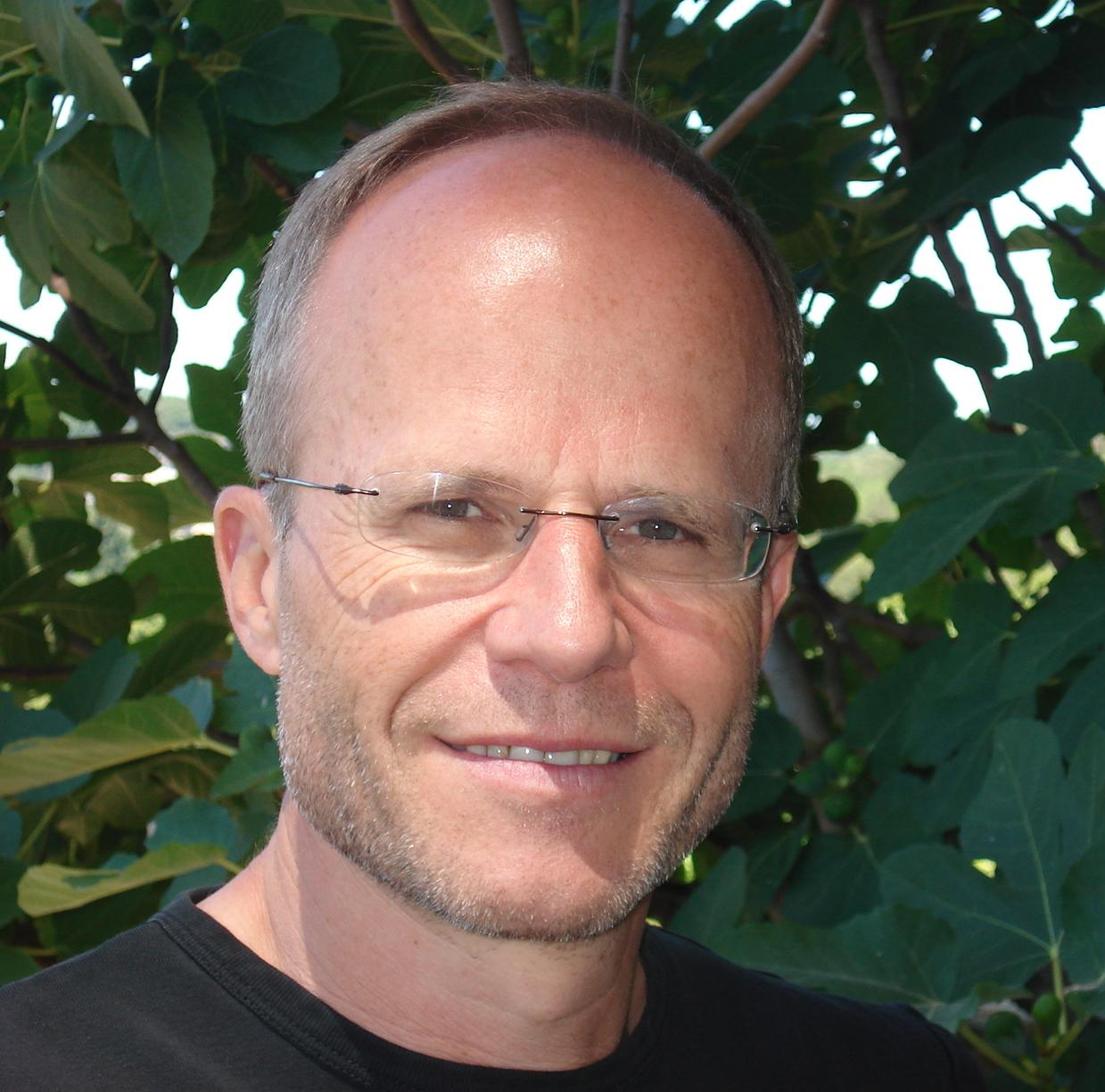
Thomas Junker (* 1957)

- Junker, Vera (* 1961), deutsche Juristin, politische Beamtin und Politikerin (SPD)
- Junker, Walter (1905–1986), deutscher Politiker (NSDAP) und Propagandist
- Junker, Walter (1910–1938), deutscher antifaschistischer Widerstandskämpfer und Spanienkämpfer
- Junker, Werner (1902–1990), deutscher Diplomat
- Junker, Wilhelm (1840–1892), deutsch-russischer Afrikaforscher
- Junker, Wolfgang (1929–1990), deutscher Politiker (SED), MdV, Minister für Bauwesen der DDR (1963–1989)
- Junkera, Kepa (* 1965), spanischer Musiker
- Junkerjürgen, Ralf (* 1969), deutscher Kulturwissenschaftler
- Junkermann, August (1832–1915), deutscher Hof-Schauspieler
- Junkermann, Ernst (1881–1944), deutscher Vizeadmiral der Kriegsmarine
- Junkermann, Fritz (1883–1942), deutscher Theater- und Stummfilmschauspieler, Kabarettist, Vortragskünstler
- Junkermann, Hans (1872–1943), deutscher Schauspieler
- Junkermann, Hennes (1934–2022), deutscher Radrennfahrer
- Junkermann, Ilse (* 1957), deutsche evangelische Theologin, gewählte Landesbischöfin der Evangelischen Kirche in Mitteldeutschland
- Junkermann, Rudolf (1887–1956), preußischer Verwaltungsjurist und Landrat
- Junkers, Hugo (1859–1935), deutscher Ingenieur und UnternehmerHugo Junkers (1859–1935)

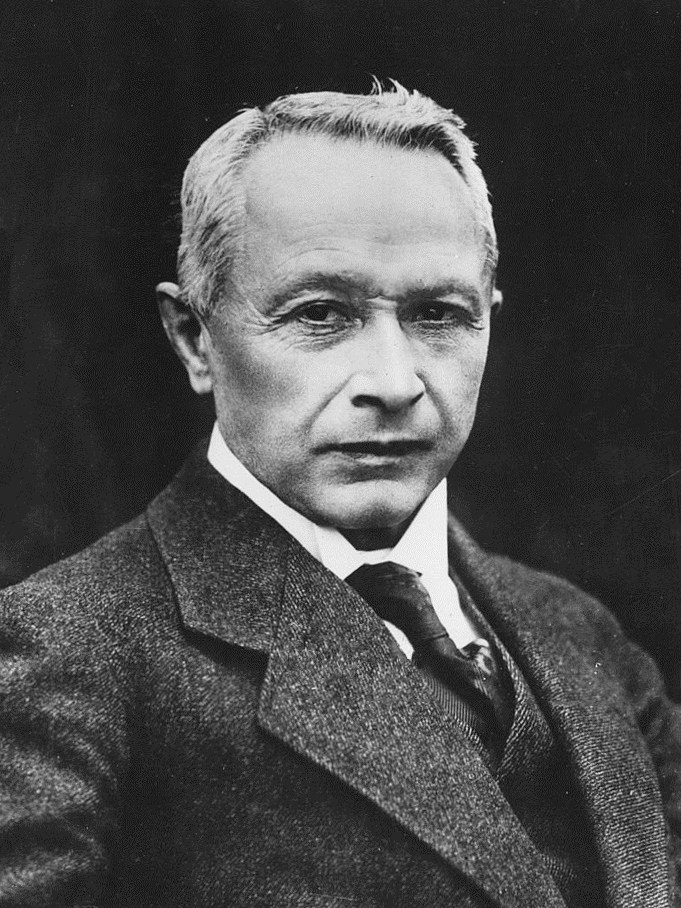
Hugo Junkers (1859–1935)

- Junkersdorf, Eberhard (* 1938), deutscher Filmproduzent und Filmregisseur
- Junkersdorf, Tom (* 1968), deutscher Unternehmer
- Junkes, Joseph (1900–1984), deutscher Jesuitenpater und Astronom
- Junkes, Mario (* 1972), deutscher Autor und Übersetzer
- Junkes, Oswald (1921–1993), deutscher Gewichtheber
- Junkhans, Martin (1648–1728), österreichischer Orgelbauer
- Junkheim, Johann Zacharias Leonhard (1729–1790), deutscher Theologe, Rektor, Philologe und Liederdichter
- Junkie XL (* 1967), niederländischer DJ, Film- und Computerspielkomponist
- Junkin, Benjamin Franklin (1822–1908), US-amerikanischer Politiker
- Junkin, John (1930–2006), britischer Radio-, Fernseh- und Filmschauspieler und Drehbuchautor
- Junkkarinen, Erkki (1929–2008), finnischer Sänger
- Junkmann, Wilhelm (1811–1886), deutscher (Hochschul-)Lehrer, Historiker, Schriftsteller und Politiker
- Junková, Eliška (1900–1994), tschechoslowakische Autorennfahrerin
- Junkow, Alexander Jurjewitsch (* 1982), russischer Eishockeyspieler
- Junkow, Michail Jurjewitsch (* 1986), russischer Eishockeyspieler

### Junl
- Junland, Jonas (* 1987), schwedischer Eishockeyspieler
- Junlaphan, Eagle Den (* 1978), thailändischer Boxer im Strohgewicht

### Junn
- Junna (786–840), 53. Tennō von Japan (823–833)
- Junna (* 2000), japanische Popmusikerin
- Junnila, Ella (* 1998), finnische Hochspringerin
- Junnilainen, Irma (* 1951), finnische Schauspielerin
- Junnin (733–765), 47. Kaiser von Japan (758–764)

### Juno
- Juno, Madeline (* 1995), deutsche Singer-SongwriterinMadeline Juno (* 1995)

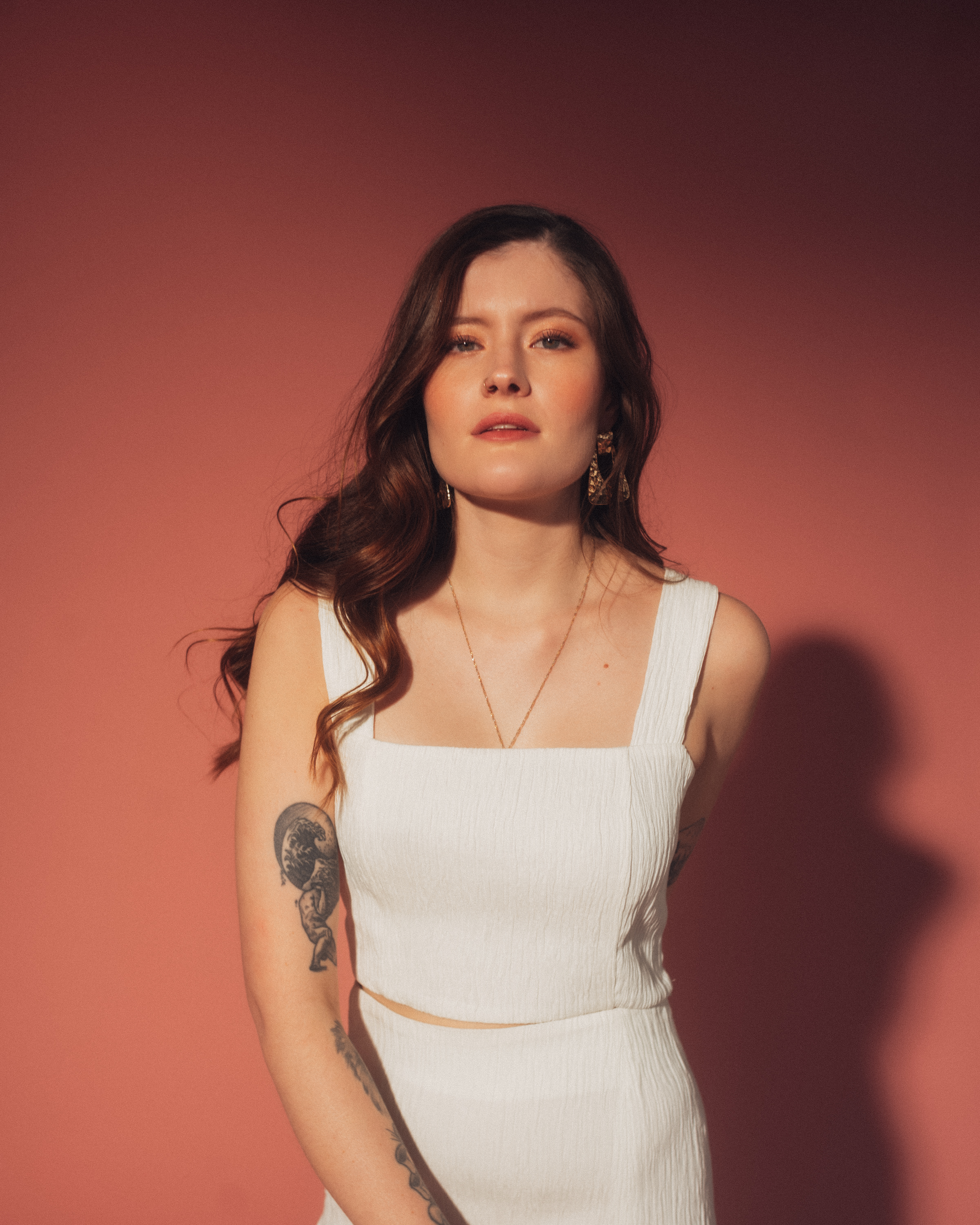
Madeline Juno (* 1995)

- Junod, Charles Eduard (1828–1877), Schweizer Berufsfotograf, Ingenieur und Sprachlehrer
- Junod, Edgar (1883–1955), Schweizer Journalist und Manager
- Junod, Grégoire (* 1975), Schweizer Politiker (SP)
- Junod, Henri-Alexandre (1863–1934), Schweizer evangelischer Theologe, Ethnologe, Sprachwissenschaftler und Südafrika-Missionar
- Junod, Jean-Michel (1916–2010), Schweizer Chirurg und Schriftsteller
- Junod, Marcel (1904–1961), Schweizer ArztMarcel Junod (1904–1961)

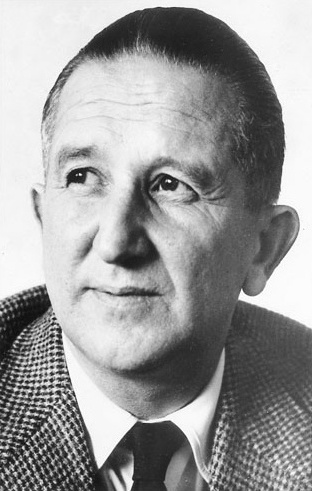
Marcel Junod (1904–1961)

- Junod, Pierre-Alexandre (1909–2001), Schweizer Maler, Zeichner, Lithograf, Plakatkünstler, Plastiker und Kunstlehrer
- Junod, Willy (* 1937), Schweizer Biathlet
- Junoflo (* 1992), koreanisch-amerikanischer Rapper
- Junot, Franz (1785–1846), Hütteninspektor und Bergrat
- Junot, Jean Andoche (1771–1813), französischer General und Adjutant Napoléons
- Junot, Philippe (* 1940), französischer Investmentbanker und Immobilienentwickler

### Junq
- Junqueira, Bruno (* 1976), brasilianischer Automobilrennfahrer
- Junqueira, Daniel Gomes (1894–1970), portugiesischer römisch-katholischer Ordensgeistlicher, Bischof von Nova Lisboa
- Junqueira, Diego (* 1980), argentinischer Tennisspieler
- Junqueras, Oriol (* 1969), spanisch-katalanischer Historiker und Politiker (ERC), MdEP

### Juns
- Jünschke, Klaus (* 1947), deutscher Terrorist der Rote Armee Fraktion, Sachbuchautor
- Junstrom, Larry (1949–2019), US-amerikanischer Southern-Rock-BassistLarry Junstrom (1949–2019)

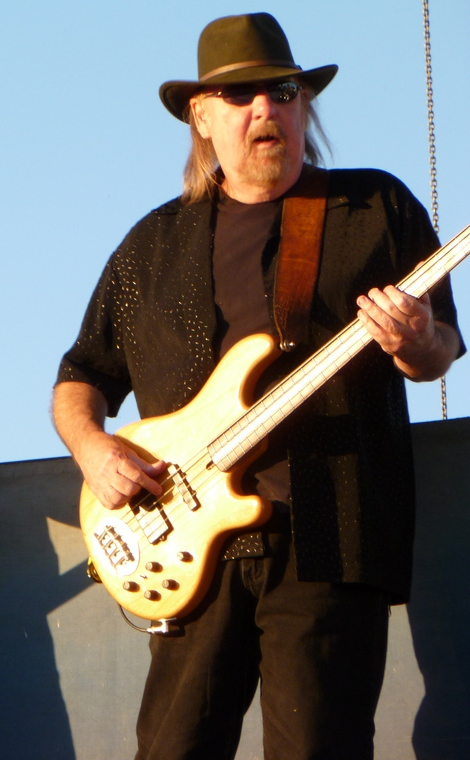
Larry Junstrom (1949–2019)

### Junt
- Junt, Andreas (* 1982), deutscher Politiker
- Junta, Maximo (* 1950), philippinischer Radrennfahrer
- Juntima, Promrob (* 1988), thailändischer Kugelstoßer
- Juntke, Fritz (1886–1984), deutscher Bibliothekar
- Juntoku (1197–1242), 84. Tennō von Japan
- Juntrat, Chartchai (* 1951), thailändischer Radrennfahrer
- Juntschyk, Olena (* 1982), ukrainische Freestyle-Skierin
- Juntunen, Antti-Jussi (* 1999), finnischer Radrennfahrer

### Junu
- Junussow, Anwar (* 1987), tadschikischer Boxer
- Junussow, Sabir Junussowitsch (1909–1995), usbekischer Chemiker
- Junussowa, Gulfija Asnagulowna (* 1948), sowjetische bzw. russische Dichterin und Journalistin
- Junuzović, Edin (* 1986), kroatischer Fußballspieler
- Junuzović, Zlatko (* 1987), österreichischer Fußballspieler

### Juny
- Junyent i Figueras, Maria Carme (1955–2023), spanisch-katalanische Linguistin
- Junyer Padern, Julio (1892–1938), spanischer Ordenspriester